# 18 Dywizja Piechoty (II RP)

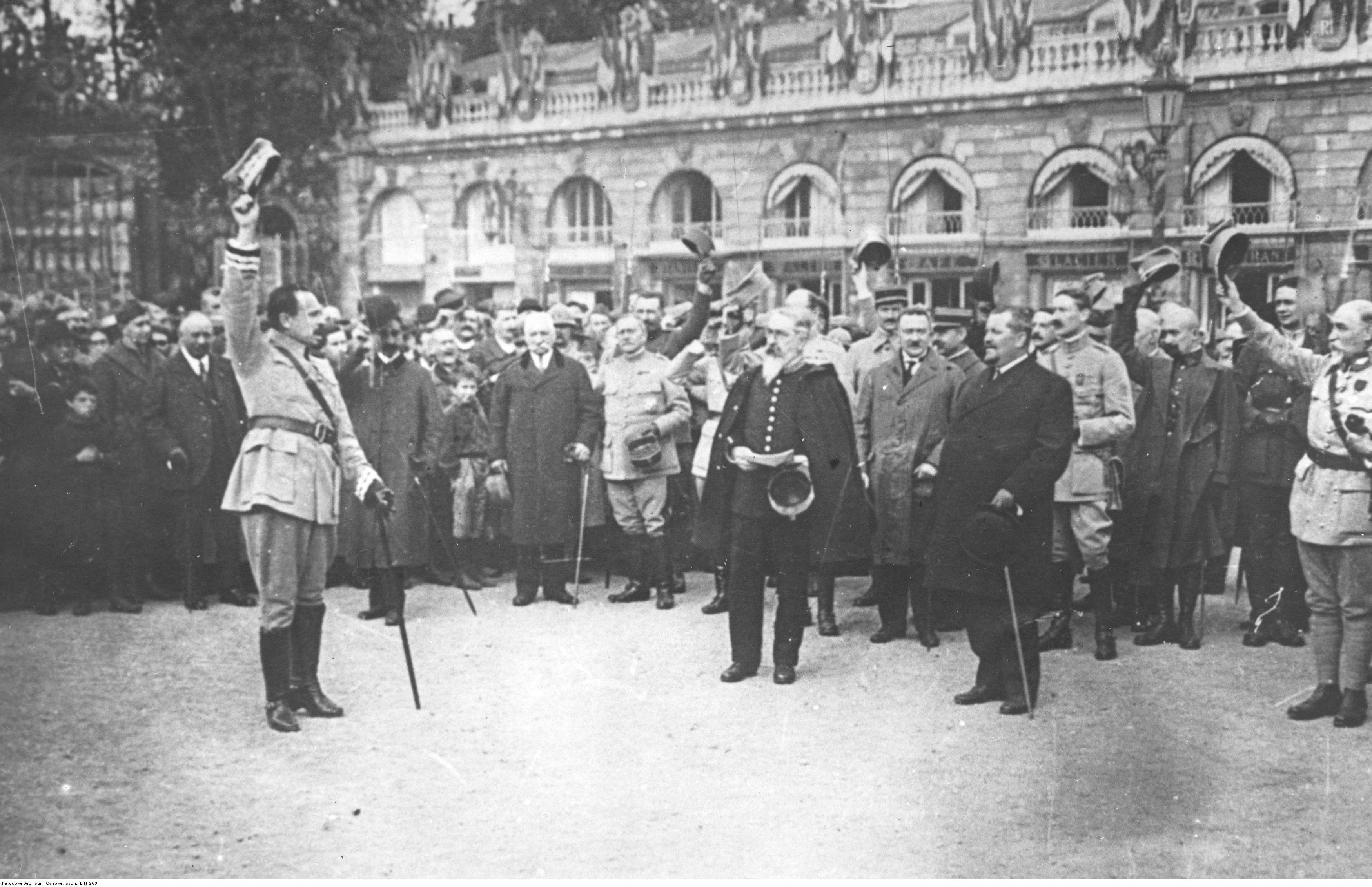
Armia polska we Francji – powitanie generała Józefa Hallera; lipiec 1918 r.

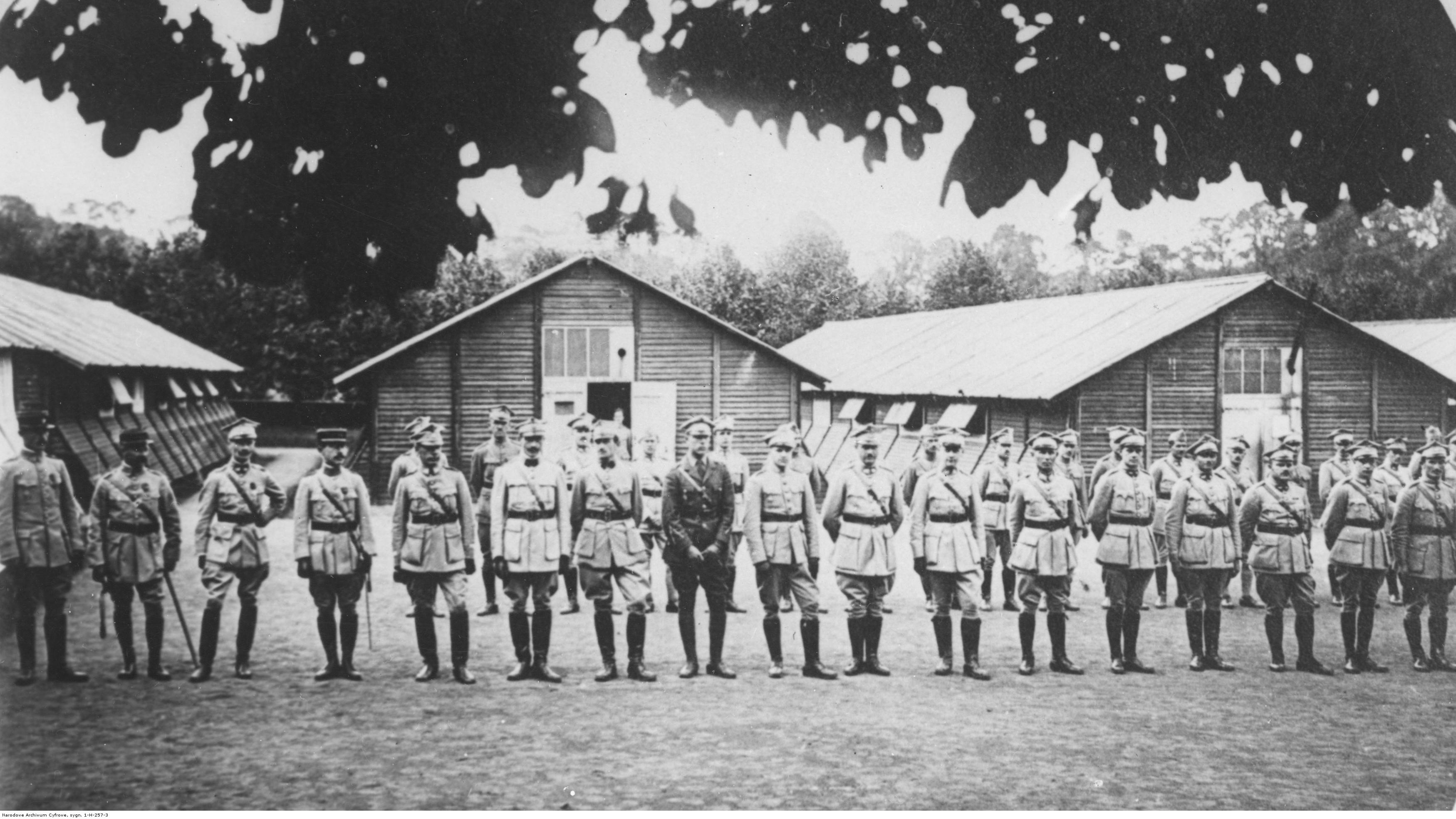
Armia polska we Francji – ośrodek wyszkolenia w Quintin. Przegląd szkoły podoficerskiej; 1918 r.

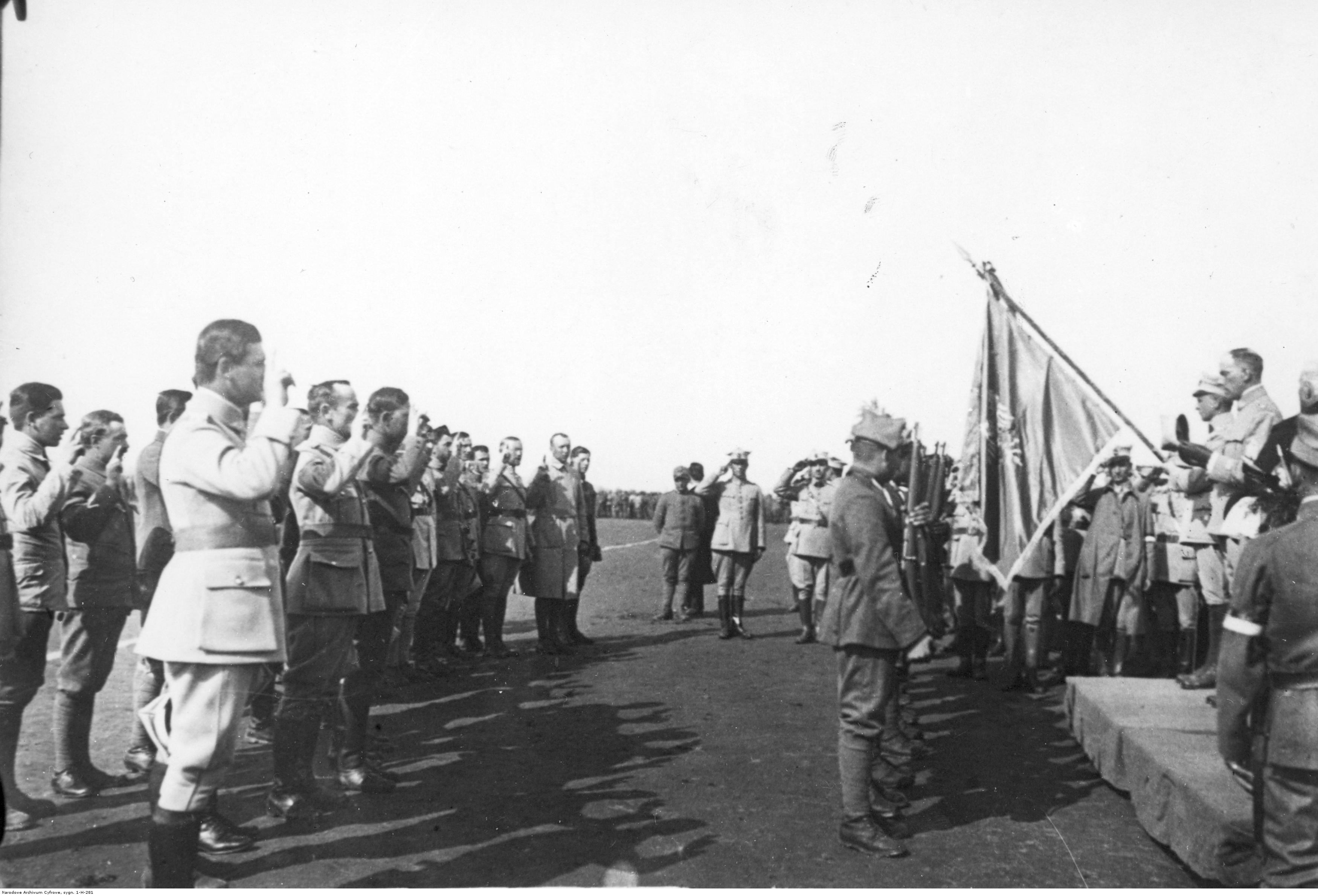
Polski obóz wojskowy w La Mandria di Chivasso pod Turynem – zaprzysiężenie oficerów; 1919 r.

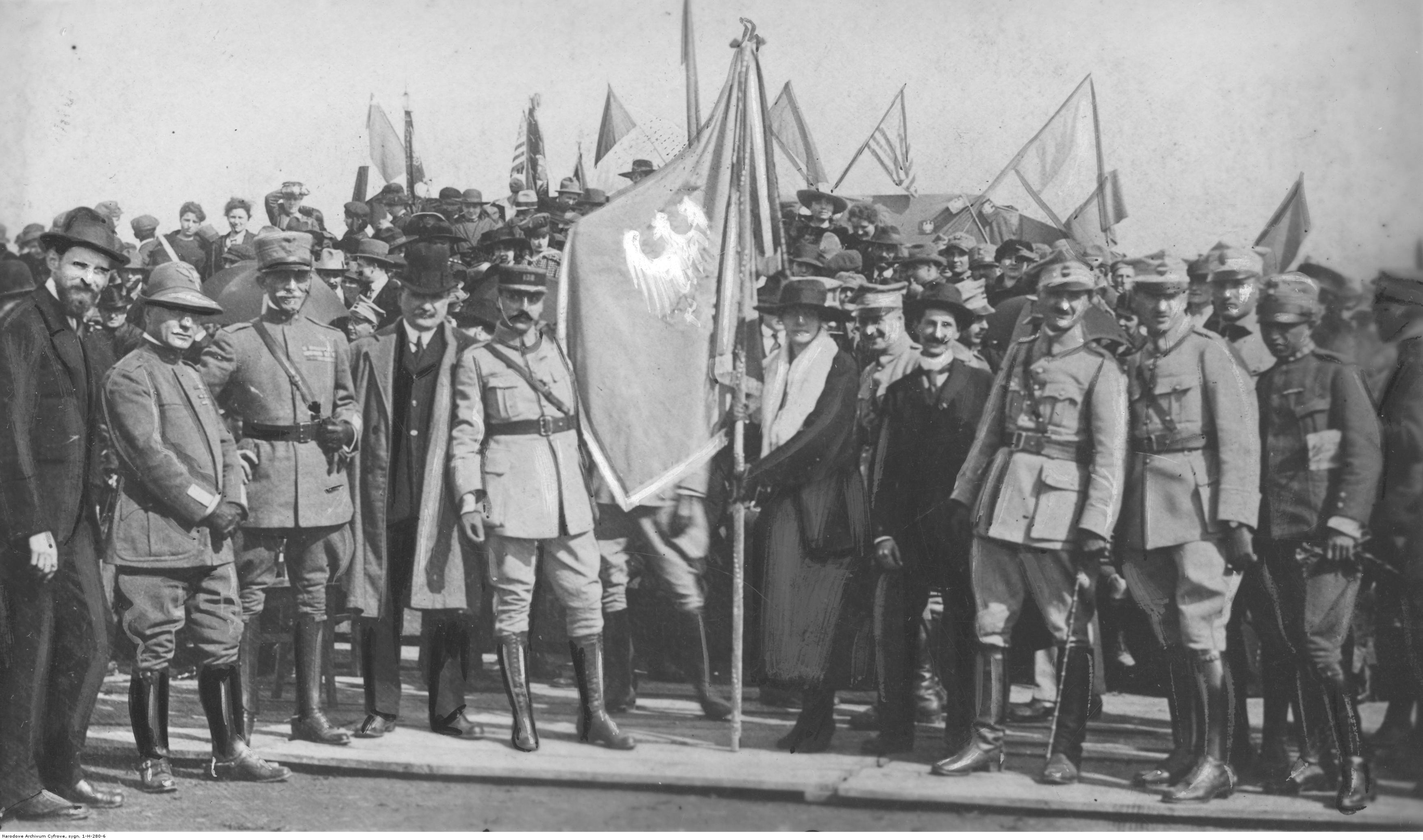
Polski obóz wojskowy w La Mandria di Chivasso pod Turynem – burmistrz miasta Chivasso ofiarowuje sztandar dla pułku im. Zawiszy Czarnego; 15 marca 1919 r.

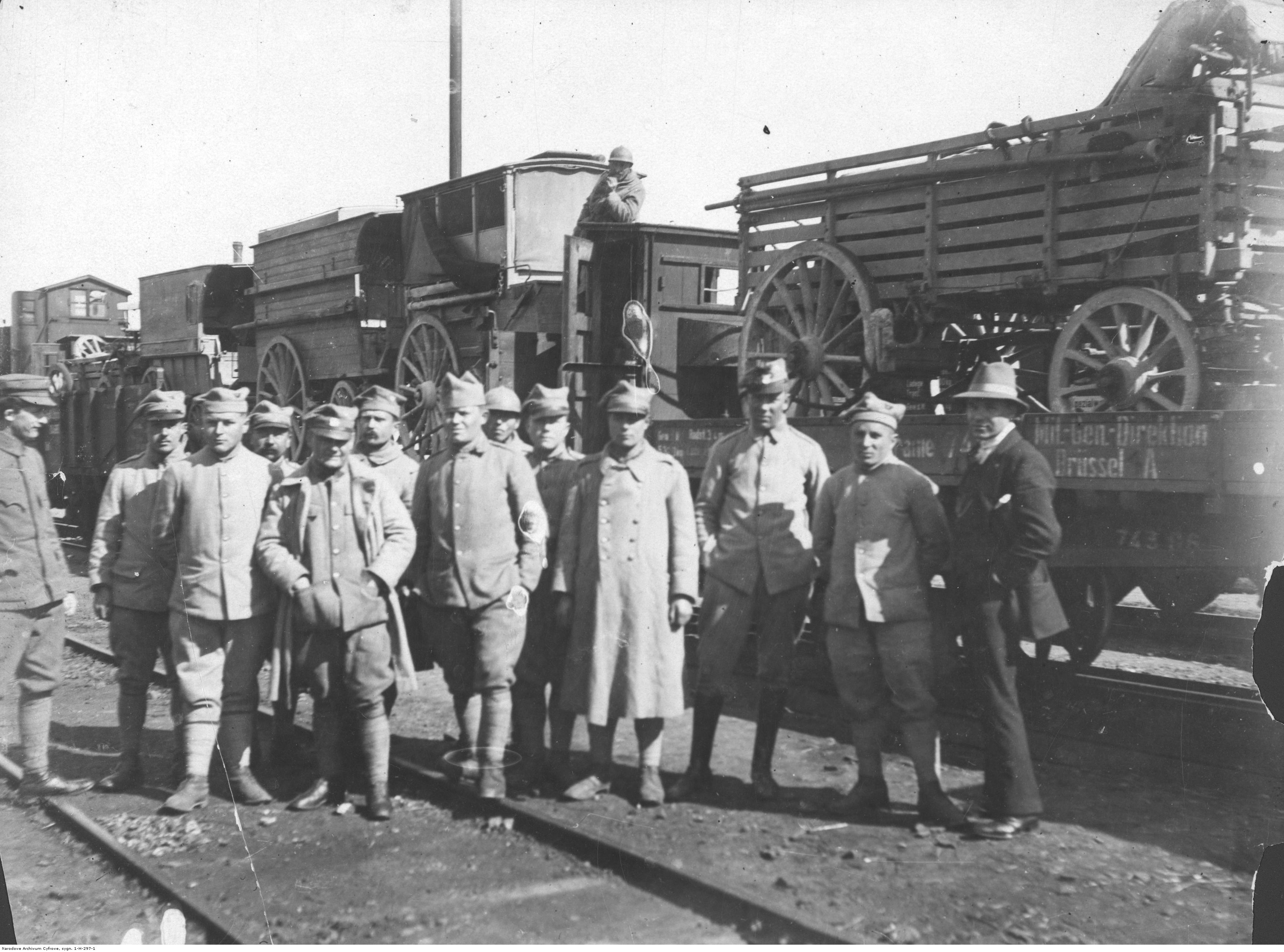
Transport oddziałów armii gen. Józefa Hallera z Francji do Polski; żołnierze przy pociągu 1919 r.

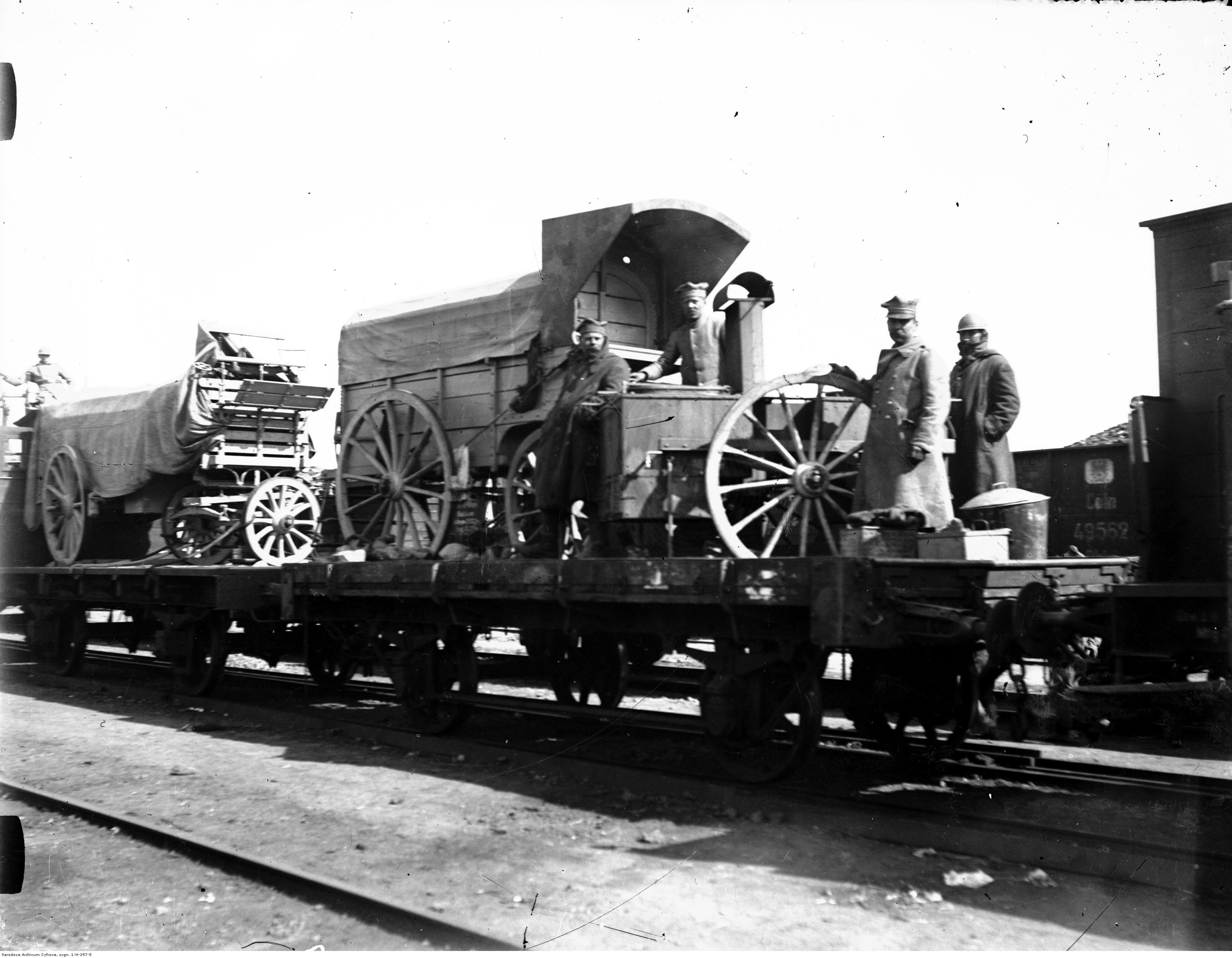
Transport koleją oddziałów armii generała Józefa Hallera z Francji do Polski; 1919 r.

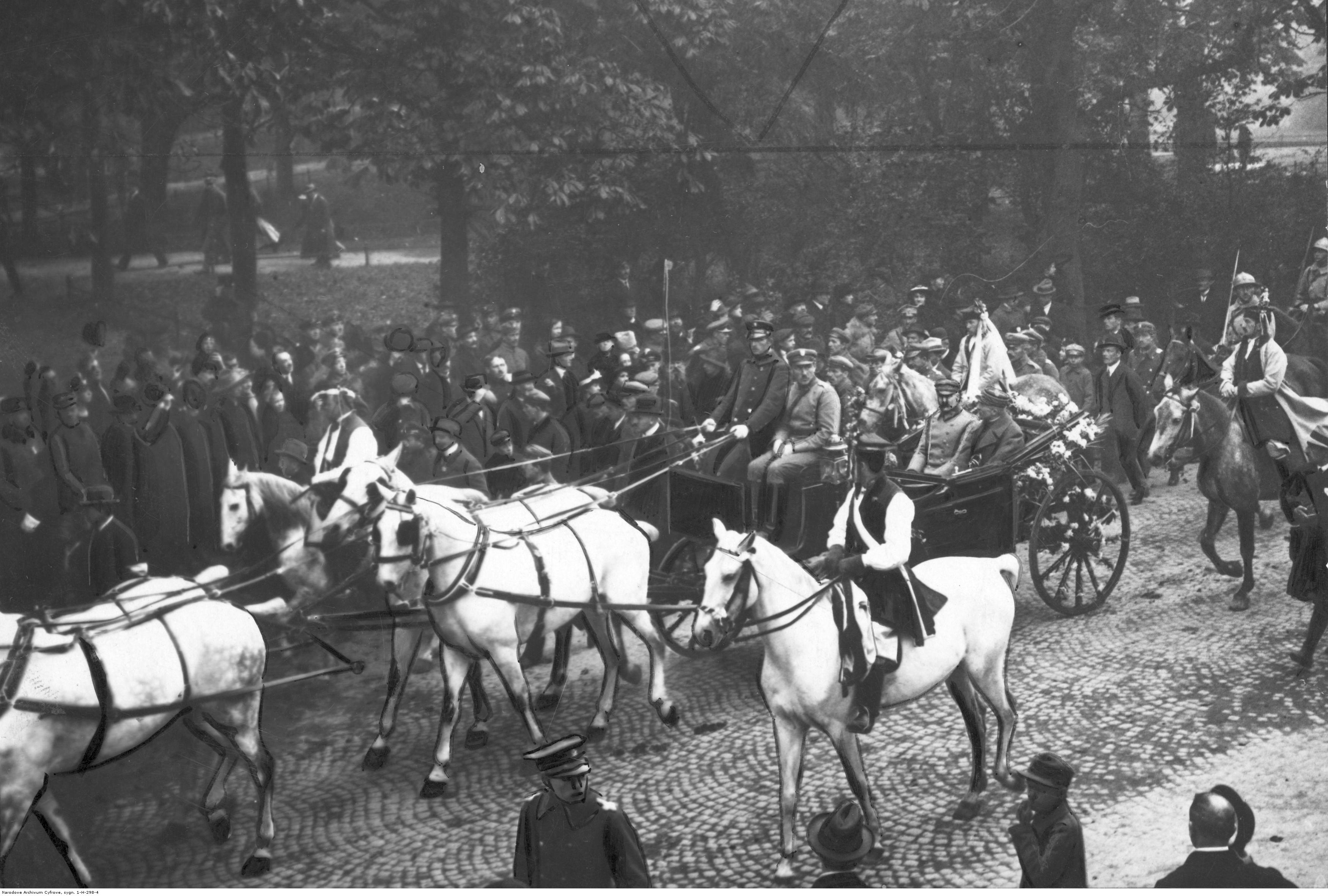
Święto Zjednoczenia Armii Polskiej – Józef Piłsudski w drodze na rewię na Błonia; 10 października 1919 r.

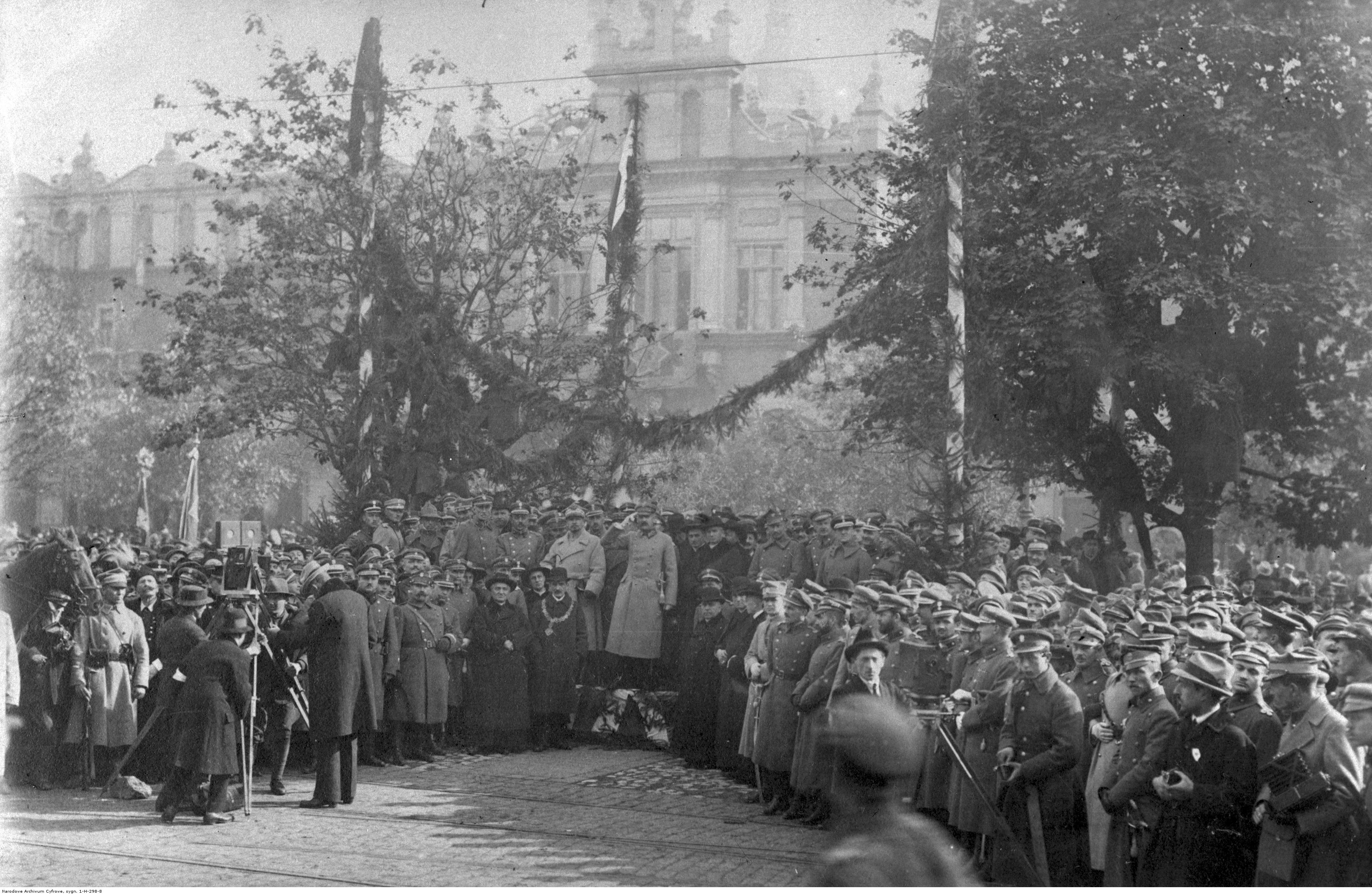
Święto Zjednoczenia Armii Polskiej – Józef Piłsudski, Józef Haller, dostojnicy

18 Dywizja Piechoty, „Żelazna Dywizja” (18 DP) – wielka jednostka piechoty Wojska Polskiego w II Rzeczypospolitej.
Pułki wchodzące w skład 18 Dywizji Piechoty wywodzą swój rodowód z jednostek „Błękitnej Armii” gen. Józefa Hallera. W 1919, w wyniku reorganizacji odrodzonego Wojska Polskiego, Grupę gen. Bonnina przeformowano na 18 Dywizję Piechoty, a z rozwiązywanej Grupy gen. Tranié 18 DP przejęła dwa jej pułki. W skład dywizji weszły: weszły: 42 pp, 144 pp (późniejszy 71 pp), 145 pp (późniejszy 72 pp) i 149 pp (późniejszy 49 pp) oraz 18 pułk artylerii polowej.
Dywizja walczyła z bolszewikami na Podolu i nad Uszycą. W czasie polskiej ofensywy na Ukrainie nacierała na południowym skrzydle 6 Armii. Od 26 maja 1920 uczestniczyła w walkach obronnych w okolicach Hajsyna nad rzeką Sob. W czerwcu prowadziła walki odwrotowe, a w lipcu walczyła z powodzeniem z 1 Armią Konną Siemiona Budionnego w rejonie Ostroga, Dubna i Brodów. Zakończyła je 3 sierpnia odbiciem Brodów z rąk bolszewickich.
W sierpniu przetransportowana została w rejon Warszawy i weszła w skład 5 Armii gen. Władysława Sikorskiego. W okresie Bitwy Warszawskiej, nad Wkrą, powstrzymywała natarcia bolszewickich oddziałów 3. i 14 Armii. Brała też udział w walkach z 4 Armią i III Korpusem Konnym Gaja. Po bitwie nad Wkrą przydzielona została do składu 3 Armii i walczyła na Wołyniu i Polesiu.
Po wojnie polsko-bolszewickiej 18 DP przeszła na etat pokojowy. W okresie międzywojennym dowództwo 18 DP stacjonowało w Łomży. W jej skład w 1923 wchodziły: 33 pp, 42 pp i 71 pułk piechoty.
W czasie kampanii wrześniowej dywizja wchodziła w skład Samodzielnej Grupy Operacyjnej „Narew”. Broniła pozycji obronnych na linii rzeki Narew. Została rozbita w bitwie pod Łętownicą i Andrzejewem.

## Geneza
Okres włoski
Rodowód 18 Dywizji Piechoty sięga czasów I wojny światowej i wiąże się z powstaniem i rozbudową „Błękitnej Armii” gen. Józefa Hallera. Wielu jej żołnierzy pochodziło z organizowanych we Włoszech obozów jeńców armii austro-węgierskiej, gdzie znaczny odsetek stanowili Polacy.
Powstanie obozów jenieckich we Włoszech grupujących wyłącznie Polaków dało początek starań o utworzenie polskich oddziałów wojskowych. Już od kwietnia 1918 trwały starania o możliwość przeprowadzenia rekrutacji do Armii Polskiej we Francji. 28 września do Włoch pojechała Wojskowa Misja Rekrutacyjna, na czele której stanął oficer armii francuskiej mjr książę Leon Radziwiłł. W obozach na terenie Włoch zaczęły powstawać przyszłe pułki przyszłej 18 Dywizji Piechoty. Były to: pułk piechoty im. Zawiszy Czarnego, pułk strzelców im. Bartosza Głowackiego i 2 pułk artylerii polowej.
Żołnierze nie posiadali broni. Szkolono ich z przedmiotów bojowych jedynie teoretycznie. Podstawą szkolenia była instrukcja opracowana przez mjr. Leona Radziwiłła oraz francuskie regulaminy wojskowe. Prowadzono zajęcia z historii Polski i geografii. Kładziono przede wszystkim nacisk na kształcenie obywatelskie. Wpajano zasady powinności obywatelskiej, służby wewnętrznej oraz samodyscypliny. Ćwiczono też gimnastykę i musztrę.
Tworzenie oddziałów polegało w zasadzie na grupowaniu szeregowców w grupy kompanijne (bateryjne).
We Francji
Wiosną 1919 jednostki przewiezione zostały do Francji i na bazie demobilizowanych dywizji francuskich zreorganizowane. I tak na przykład 7 Dywizję Strzelców Polskich formowano z wykorzystaniem sprzętu francuskiej 154 Dywizji Piechoty, a Dywizję Instrukcyjną na bazie 68 Dywizji Piechoty. Organizacja nowo utworzonych pułków polskich odbywała się w ten sposób, że francuskie pułki piechoty przekazywały swój sprzęt i wyposażenie nowym jednostkom polskim.
Na bazie II batalionu dawnego 7 pułku piechoty im. Zawiszy Czarnego i francuskiego 414 pp zorganizowany został 20 pułk Strzelców Polskich. Na bazie kolejnych batalionów sformowano 19 pułk Strzelców Polskich i 21 pułk Strzelców Polskich. Bazę materiałową przekazały francuskie 413 i 416 pułki piechoty. Na bazie 2 pułku artylerii polowej sformowany został 7 pułk artylerii polowej.
Między 7 a 10 marca 1920 przybył do Francji pułk strzelców im. Bartosza Głowackiego. Na bazie jego I i III batalionu powstał 1 pułk instrukcyjny grenadierów-woltyżerów, przemianowany później na 13 pułk strzelców polskich. Jego wyposażenie pochodziło od 225 rezerwowego pułku piechoty. Ostatnim pułkiem piechoty, który wszedł w skład 18 Dywizji Piechoty, był 3 instrukcyjny pułk piechoty. Nie miał on rodowodu włoskiego; bazę dla niego stanowił 344 rezerwowy pułk piechoty, a jego żołnierze to Polacy z Ameryki, z Francji, z brygad rosyjskich walczących na froncie zachodnim oraz byli jeńcy polscy z armii niemieckiej i austro-węgierskiej. W Polsce pułk przemianowany został na 15 pułk strzelców pieszych.
W Polsce
8 kwietnia 1919 marszałek Ferdynand Foch wydał rozkaz do przemieszczenia jednostek Armii Polskiej. Transport miał odbywać się koleją, przez terytorium Niemiec. Żołnierze byli bez broni, a do każdego transportu przydzielano dwóch oficerów wojsk sprzymierzonych. Uzbrojenie i sprzęt transportowano w osobnych zaplombowanych wagonach. Oddziały 7 Dywizji Strzelców Polskich zostały przewiezione do Polski w czerwcu 1919. 19 psp rozlokował się w Skierniewicach, 20 psp w Łowiczu, 21 psp w Sochaczewie, 13 psp we Włocławku, a 3 pułk instrukcyjny w Kutnie. 7 pap wyładowany został w okolicach Błonia i Grodziska Mazowieckiego. Z chwilą przybycia do Polski zostały też zmienione nazwy pułków, które zamiast dawnych pułków strzelców polskich zaczęto nazywać pułkami strzelców pieszych, a w końcu otrzymały one (z małymi wyjątkami) nazwy pułków strzelców kresowych.
Rozkazem Ministerstwa Spraw Wojskowych z 1 września 1919 zarządzono reorganizację jednostek „Błękitnej Armii” oraz jej scalenie z armią krajową. Z oddziałów przybyłych z Francji utworzono trzy dywizje piechoty i dwie grupy taktyczne: Grupę gen. Bonnina (dawna 7 Dywizja Strzelców) w składzie: 143, 144, 145 pp oraz Grupę gen. Tranié (dawna Dywizja Instrukcyjna) w składzie: 149, 150 i 151 pp. Zmieniony został skład organizacyjny pułków. Każdy z nich otrzymał dodatkowo po trzy kompanie strzeleckie oraz oddziały pomocnicze. Ponadto każdy pułk posiadał swój batalion zapasowy oraz odpowiedni rejon uzupełniający.
Na mocy rozkazów Ministra Spraw Wojskowych 1401/Mob. z 23 stycznia 1920 i z 18 lutego 1920, Grupę gen. Bonnina przeformowano na 18 Dywizję Piechoty. Grupa gen. Tranié została rozwiązana, dwa jej pułki – 149 i 150 pp – weszły w skład 18 DP, a jej 151 pp wraz ze 143 z Grupy gen. Bonnina weszły w skład Dywizji Górskiej, podczas gdy dawny 49 pp ze składu 11 DP został połączony z 65 pułkiem piechoty. Dowódcą dywizji został, pochodzący z armii austro-węgierskiej, gen. Franciszek Kralićek-Krajowski. Do 7 marca 1920 wszystkie pułki wyznaczone w jej skład przegrupowały się na Front Podolski. Były to 42 pp, 49 pp, 144 pp, 145 pp, 18 pap i 18 pac.
| Włochy                                                | Francja             | Polska    | Polska    | nazwa ostateczna |
| ----------------------------------------------------- | ------------------- | --------- | --------- | ---------------- |
| III batalion pułku piechoty im. Giuseppe Garibaldiego | 7 psp               | 49 pp     |           | 65 pp            |
| batalion pułku piechoty im. Zawiszy Czarnego          | 19 psp              | 143 pp SK |           | 4 pspodh.        |
| batalion pułku piechoty im. Zawiszy Czarnego          | 20 psp              | 144 pp SK |           | 71 pp            |
| batalion pułku piechoty im. Zawiszy Czarnego          | 21 psp              | 145 pp SK |           | 72 pp            |
| II i III batalion pułku im. Józefa Poniatowskiego     | 1 pułk instrukcyjny | 13 psp    | 150 pp SK | 42 pp            |
|                                                       | 3 pułk instrukcyjny | 15 psp    |           | 49 pp            |
| 2 pułk artylerii polowej                              | 7 pap               | 113 pap   | 18 pap    | 18 pal           |
|                                                       | dwa dac             | 113 pac   | 18 pac    | 1 pac            |

## Dywizja w walce o granice
W 1919 jako grupa gen. Franciszka Krajowskiego brała udział w wojnie polsko-ukraińskiej, m.in. w walkach o Lwów, a w toku dalszych działań zdobyła Kamieniec Podolski i Mohylów.
W 1920 już jako dywizja uczestniczyła w walkach z wojskami bolszewickimi w kampanii kijowskiej, podczas których stanowiła ariergardę 6 Armii gen. Wacława Iwaszkiewicza, a następnie w zaciętych walkach odwrotowych z 1 Armią Konną Siemiona Budionnego. W sierpniu została przesunięta na północ do rejonu Modlina, gdzie w składzie 5 Armii gen. Władysława Sikorskiego walczyła nad Wkrą, rozbijając korpus bolszewickiej kawalerii Gaj-Chana. W pościgu przeszła szlak bojowy znad Dźwiny do Połocka, a za niezłomną postawę i bohaterstwo swoich żołnierzy uzyskała miano „Żelaznej Dywizji”.

### Dywizja na wyprawie kijowskiej
Ofensywa polska na Kijów rozpoczęła się 25 kwietnia 1920. W tym samym dniu rozpoczęła też działania zaczepne 18 Dywizja Piechoty. Dowódca bolszewickiej 14 Armii Jeronim Uborewicz nakazał swym wojskom wycofanie się, a posuwające się do przodu oddziały 18 DP wkraczały do miejscowości w ogóle nie obsadzonych przez przeciwnika. Maszerujące na wschód oddziały zmuszone były jedynie rozbrajać przechodzące na stronę polską jednostki ukraińskich Strzelców Siczowych. Do pierwszych większych walk doszło pod Barem. Wieczorem 27 kwietnia wysunięte oddziały 6 Armii wyszły na rubież linii kolejowej Kijów–Żmerynka i tym samym wykonały zadanie postawione przez Naczelnego Wodza Józefa Piłsudskiego.
Od rana 27 kwietnia nieprzyjaciel wycofywał się na linię Czerniowce–Szarogród. 18 DP nacierała na południowym skrzydle 6 Armii, wzdłuż Dniestru, razem z oddziałami ukraińskimi gen. Omelianowicza-Pawlenki. XXXVI BP została wyjątkowo przychylnie przyjęte przez miejscową ludność w Mohylowie. Nawiązano tam także łączność z oddziałami rumuńskimi. W tym dniu dowództwo 18 DP stacjonowało w Kuryłowcach Murowanych.
Kierunek natarcia dywizji to: Koniszczew – Kuryłowce Murowane – Mohylów – Szarogród. W zdobytych miejscowościach, jak wspomina Franciszek Arciszewski, stosunek do Wojska Polskiego był mniej przychylny.

„ludność miejscowa odnosiła się do nas raczej wrogo. W tej części Ukrainy było dawniej dużo dworów polskich, zajmowanych ostatnio po konfiskatach popowstaniowych przez dygnitarzy rosyjskich i ludność patrzyła na wojska polskie jak na «wojsko panów», które przyszło odbierać ziemię rozdzieloną chłopom przez bolszewików. Po doszczętnym obrabowaniu wszystkich dworów, które wyglądały teraz jak straszydła, interesowała się tym, co można by jeszcze rabować i niejednokrotnie podchodziła grupami złowieszczo do naszych taborów. Tylko doskonały wygląd zewnętrzny naszych żołnierzy sprawiał, że nie doszło do większych napadów. Mniejsze napady i mordy izolowanych żołnierzy zdarzały się kilkakrotnie, tak że trzeba było wydać rozkaz zabraniający detaszowania oddziałów mniejszych od plutonu. Zwłaszcza podczas późniejszego odwrotu obawialiśmy się codziennie napadów zbrojnych ludności ukraińskiej i noclegi wojska robiono poza większymi wsiami”

28 kwietnia, będący w odwodzie 6 Armii, 144 pp otrzymał rozkaz rozbrojenia 2 i 3 Brygady Strzelców Siczowych, które przeszły na stronę polską. Do 29 kwietnia poddało się około 11500 Ukraińców.
W tym dniu patrole 18 DP wysłane do Czerniowiec i Starogrodu nie napotkały nieprzyjaciela. Dowództwo XXXVI BP stało wtedy w Mohylewie, a XXXV BP na stacji Kotiużany. Przybyło także uzupełnienie – 200 szeregowych do 18 pap.
30 kwietnia gen. Krajowski wysłał silny patrol z 42 pp do Szarogrodu. 1 maja wyszło uderzenie dośrodkowe na tę miejscowość i wieczorem Szarogród został zajęty. 2 maja 42 pułk podjął natarcie lewą kolumną przez Dołżok, a prawą przez Chomenki na Dżuryn. Po całonocnych walkach i przy sporych stratach z obu stron, Dżuryn został zajęty przez Polaków. Następnie pułk ześrodkował się w Murachwie, gdzie wszedł do odwodu 6 Armii.
5 maja oddziały 18 DP przesunęły się na wschód, a dowództwo dywizji stacjonowało w Murawskiej Pańkówce. 7 maja nadeszły do pułku informacje o zajęciu przez Polaków Kijowa. Tego samego dnia 145 pp obchodził uroczyście dzień zwycięstwa oręża polskiego.
Po zajęciu przez Grupę Operacyjną gen. Rydza-Śmigłego Kijowa i zatrzymaniu polskiej ofensywy, oddziały polskie przeszły do obrony. 18 Dywizja Piechoty przeszła do odwodu 6 Armii, zwolniła znaczną liczbę szeregowych starszych roczników i wcieliła rekrutów. Był to też dla dywizji czas odpoczynku. Do dywizji powrócił też, wcześniej podporządkowany 5 DP, 144 pułk piechoty.
Wkrótce 18 DP otrzymała rozkaz zluzowania 5 Dywizji Piechoty. 144 pp przeszedł nad rzekę Sob, w okolicy Hajsyna. 145 pp zluzował 19 pułk piechoty na odcinku od Kropiwnej do Hajsyna. W sumie pułk poprawił swoje położenie i zorganizował pozycję obronną na linii rzeki Sob, od Hajsyna do Daszkowa. 15 maja do dywizji przydzielono 9/5 pułku strzelców konnych. Stan bojowy 18 DP wynosił wtedy 120 oficerów oraz 5677 podoficerów i żołnierzy. Najsilniejszy był 144 pp, posiadający blisko 1900 żołnierzy, a najsłabszy 49 pp, o stanie zaledwie 575 żołnierzy.
25 maja oddziały 18 DP zluzowały oddziały 5 DP. 18 Dywizja Piechoty rozmieszczona była wtedy następująco: dowództwo 18 DP i dowództwo 18 Brygady Artylerii w Niemirowie, dowództwo XXXVI BP w Bracławiu, dowództwo 145 pp i III/145 pp w Niżnej Kropiwnej, I/145 pp w Hajsynie, II/145 pp w Sitkowcach, dowództwo 144 pp z częścią I/144 pp w Niemirowie, I/144 w Michalewce, II/144 pp w Muchowcach, III/144 pp w Blidkach, dowództwo XXXV BP w Żorniszczy, I/42 pp w Ługowej, III/42 pp w Kraśniankach, II/42 pp w Jałowcu, dowództwo 18 pap w Niemirowie; dowództwo II/18 pap w Semenkach, dowództwo III/18 pap w Żorniszczach, dowództwo batalionu saperów w Niemirowie.
W czasie kiedy 18 Dywizja Piechoty luzowała oddziały 5 Dywizji Piechoty, na jej przedpolu wycofująca się do tej pory bolszewicka 14 Armia zatrzymała się i rozpoczęła działania zmierzające do odzyskania stacji kolejowej Krzyżopol. Zmiana sposobu walki sygnalizowała przygotowania przeciwnika do kontrofensywy. 25 maja 1920 1 Armia Konna Budionnego weszła w rejon Stawiszcze i znalazła się w strefie frontowej.
Walki obronne na Ukrainie

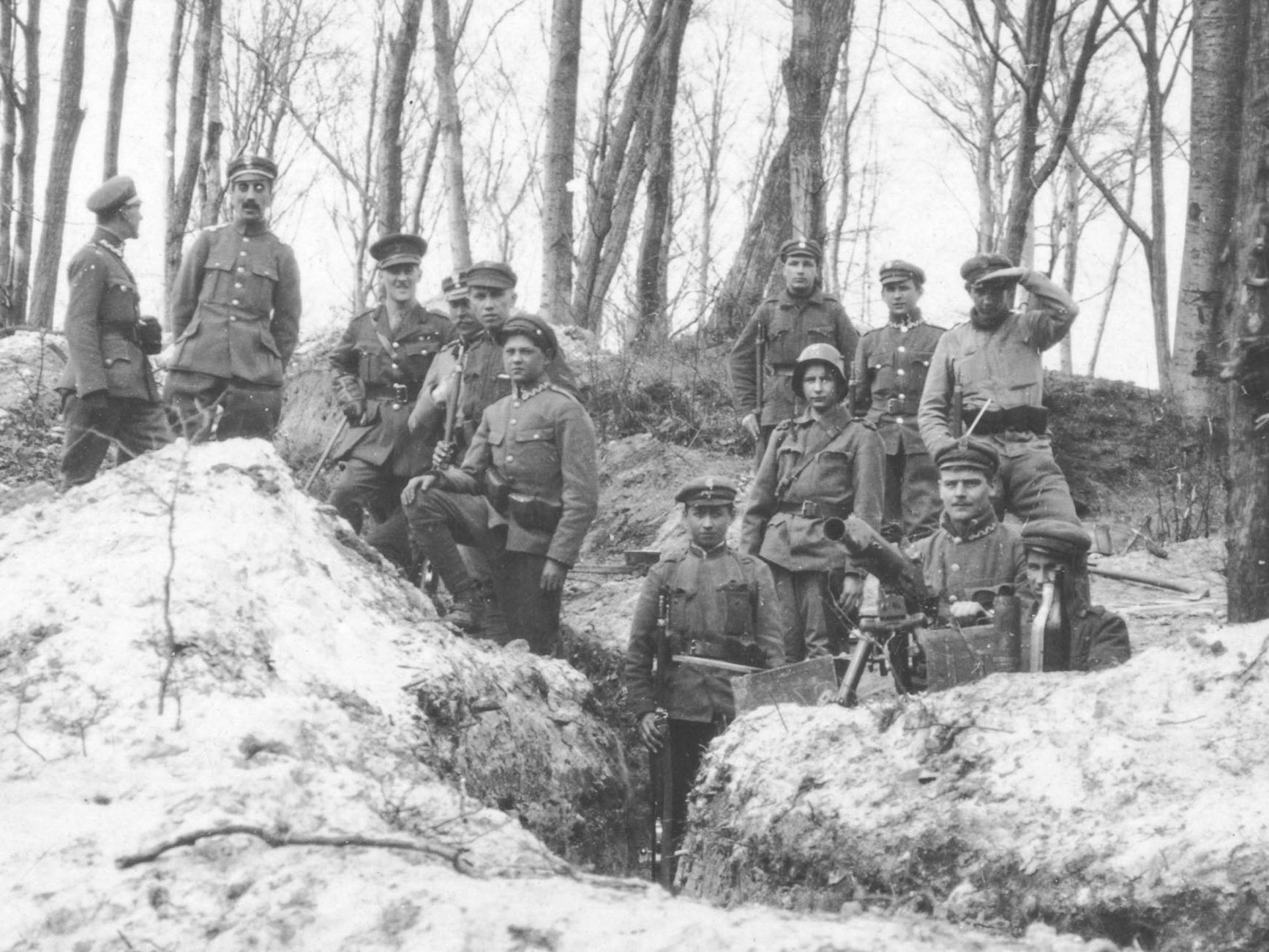
Wojna polsko-sowiecka – polscy żołnierze w okopie – ckm Schwarzlose wz. 07/12; 1919 r.

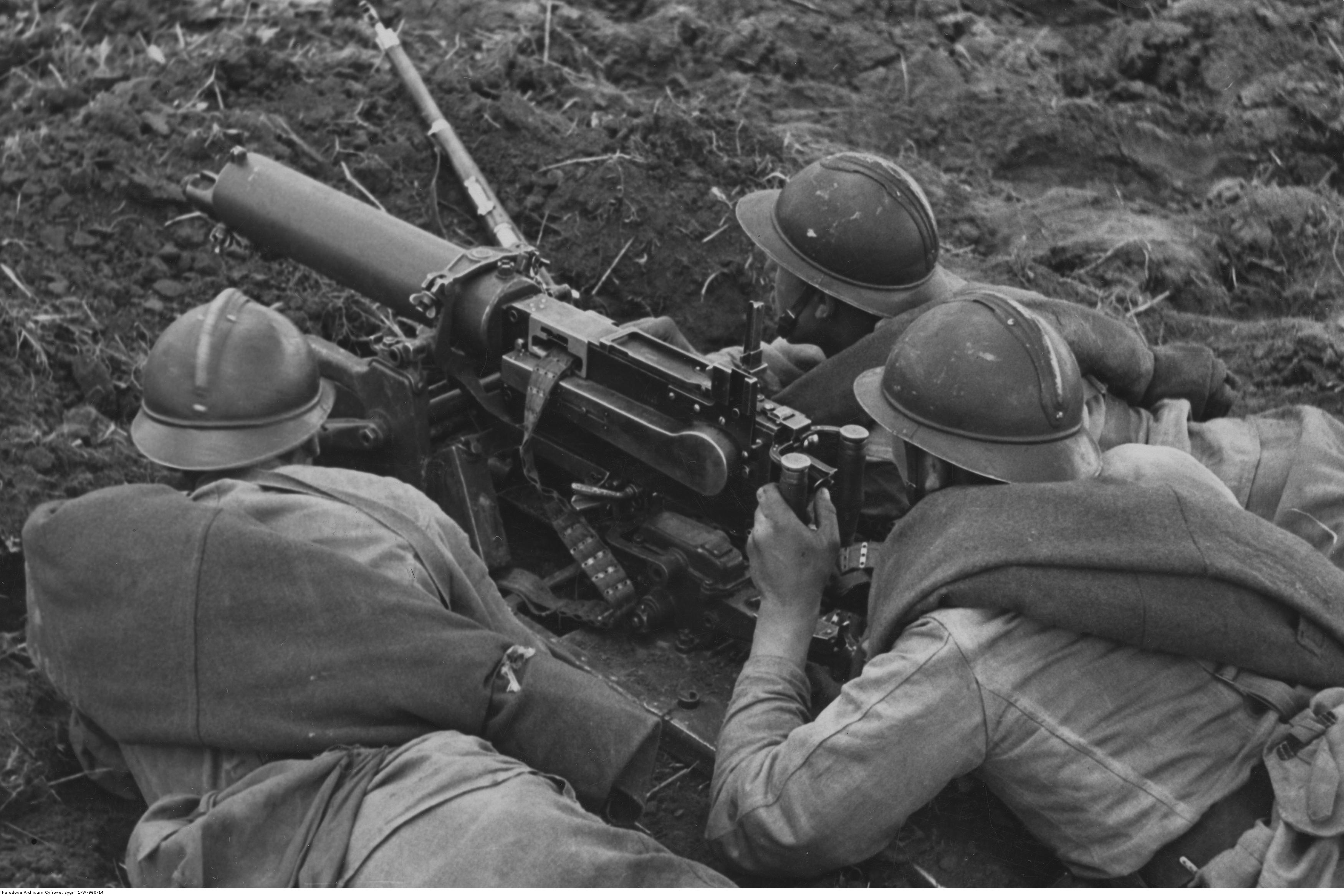
Stanowisko ciężkiego karabinu maszynowego 7,92 mm Maxim wz. 08

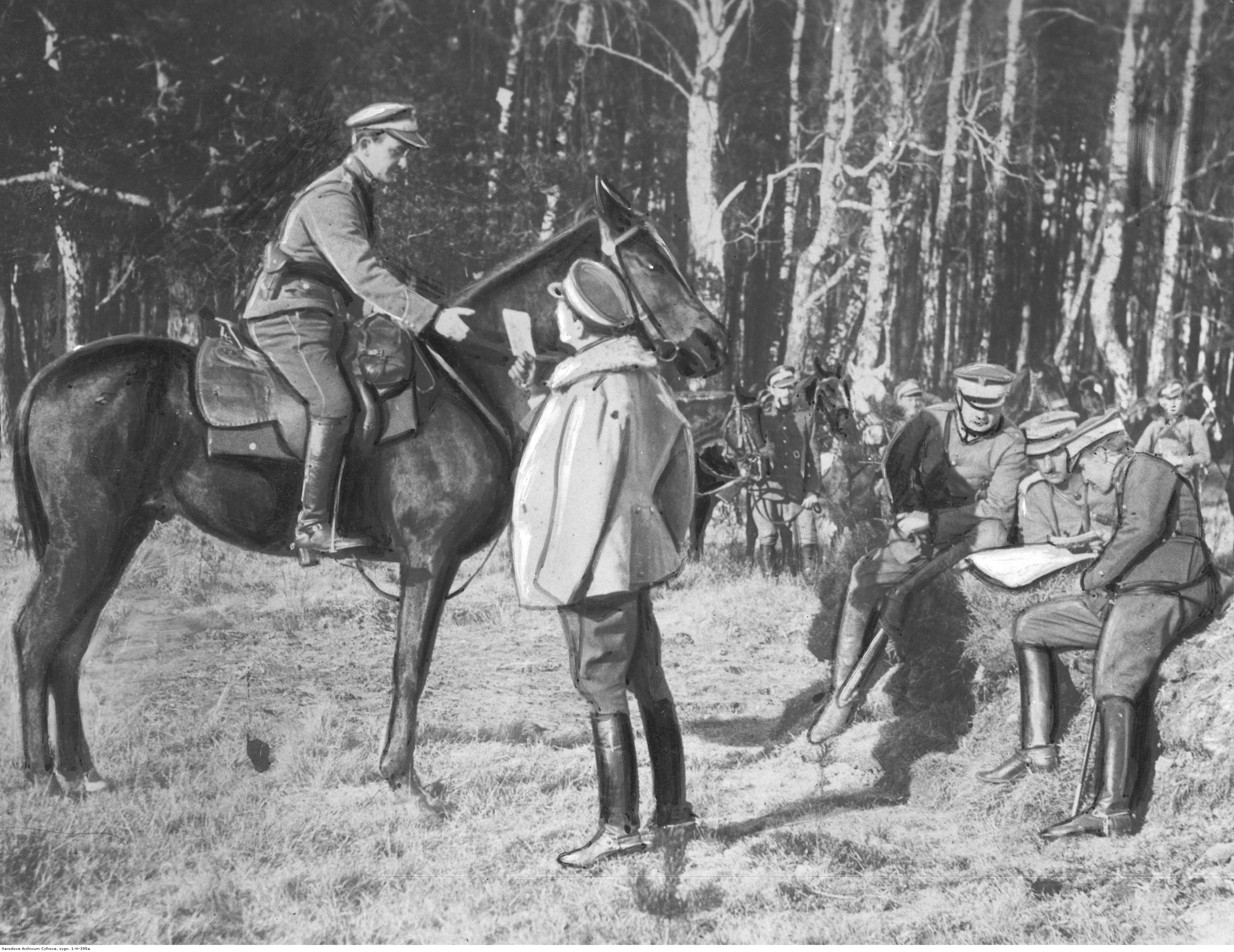
Wojna polsko-sowiecka – doręczanie meldunku

27 maja rozpoczęła się ofensywa sowiecka na Ukrainie. 18 DP odpierała ataki nieprzyjacielskie na Hajsyn, Kislah i Kunę. W godzinach popołudniowych nieprzyjaciel ruszył ponownie do natarcia, zajął wieś Kunę i przeszedł na prawy brzeg rzeki Sob. Kontratak 145 pp odrzucił Sowietów za rzekę.
Po raz kolejny nieprzyjaciel zaatakował na odcinku Hajsyna dopiero o świcie 31 maja. Kontratakujący Polacy opanowali stację kolejową Oratowo i zniszczyli tam urządzenia kolejowe, a po akcji wycofali się. Nieprzyjaciel wycofał się spod Hajsyna i Jarmoliniec.
Następne dni to jedynie walki artyleryjskie, potyczki patroli i wypady rozpoznawcze.
Na przedpolu XXXVI BP patrole bolszewickie podchodziły pod Michajłówkę, a artyleria przeciwnika zza Krutogorb ostrzeliwała pozycje 18 DP. Przed XXXV BP nieprzyjaciel ustawił pociągi pancerne, które ogniem swoich dział ostrzeliwały polskie pozycje.
Doświadczenia pierwszej fazy działań zaczepnych prowadzonych przez bolszewików skłoniły ich do zmiany sposobu prowadzenia działań. Od tej chwili Sowieci mieli zmasować siły na wybranych odcinkach frontu i próbować przełamania, po czym pogłębiać wyłomy, wychodząc w strefę operacyjną i na tyły wojsk polskich.
Również i strona polska wyciągnęła z walk określone wnioski. Wytyczne Naczelnego Dowództwa sprowadzały się do tego, by nie bronić kurczowo zajmowanych pozycji, a prowadzić działania zmierzające do odebrania inicjatywy Sowietom. Obie strony decydowały się zatem na działania zaczepne.
Nad ranem 5 czerwca XXXVI BP zorganizowała wypad na Ziatkowce, a XXXV BP, po krótkiej walce, zajęła stację Oratowo. Sowieckie pociągi pancerne zdołały się wycofać, choć jeden z nich został ciężko uszkodzony.
6 czerwca w kierunku na Żywotów atakowała grupa uderzeniowa 6 Armii, a w jej składzie bataliony piechoty 18 DP. Oddziały 18 DP wyszły na linię Koszłany-Jabłonówka-stacja kolejowa Oratowo. Nieprzyjaciel wycofał się za Oratowo i Żywotów.
Przez cały dzień 7 czerwca bolszewickie 187, 188 i 189 pułki strzelców atakowały odcinek 18 DP pod Hajsynem. Nieprzyjacielowi udało się chwilowo zdobyć Bubnówkę, jednak po kontrataku oddziałów polskich wyparto go z miejscowości. Na odcinku XXXV BP nieprzyjacielskie patrole dochodziły pod Antonówkę.
W tym czasie 49 pp przeszedł do odwodu 6 Armii i został wysłany do Niemirowa. Tu jego III batalion przeprowadził głęboki zwiad celem nawiązania łączności z 13 Dywizją Piechoty.
Do 9 czerwca XXXV BP opanowała rubież Jabłonówka-Łopatynka-wzgórze 184-Skała. Dowództwo XXXV BP znajdowało się w Ilińcach.
10 czerwca nieprzyjaciel zaatakował cały odcinek 18 DP od Bugu do Hajsyna. Walki toczyły się ze zmiennym szczęściem. 11 czerwca oddziały 18 DP odbiły miejscowości Bassałyczówka i Bubnówka.
12 czerwca skończyły się na Ukrainie walki obronne 18 Dywizji Piechoty. Tego dnia dywizja otrzymała rozkaz nakazujący ogólne wycofanie. Było ono wymuszone sukcesami 1 Armii Konnej na innych kierunkach. Rozpoczęły się uciążliwe walki odwrotowe z oddziałami kozaków Budionnego.
Walki odwrotowe dywizji
Już od 5 czerwca 1 Armia Konna Budionnego atakowała z powodzeniem pozycje polskie w okolicach Samhorodka i Nowochwastowa.
8 czerwca Naczelne Dowództwo Wojska Polskiego zarządziło wycofanie na zachód wojsk Frontu Ukraińskiego. Odnosiło się to zarówno do 3 Armii, której nakazano opuszczenie Kijowa i kierowanie się na Berdyczów i Żytomierz, jak i 6 Armii gen. Iwaszkiewicza, która miała cofnąć swoje lewe skrzydło na linię Pohrebyszcze-Koziatyn-Berdyczów.
11 czerwca 1920 wydany został rozkaz operacyjny nr 435/III, który regulował przegrupowanie wojsk polskich na nowe pozycje. 18 DP miała obsadzić odcinek Winnica-Tywrów. W tym też dniu do dyspozycji gen. Krajowskiego oddany został 6 pułk ułanów.
O 24.00 13 czerwca rozpoczął się odwrót 18 DP. O 0.45 zostały spalone mosty w Hajsynie.
W południe 13 czerwca oddziały 18 DP zajęły stanowiska na linii nakazanej rozkazem operacyjnym. Po drodze stoczono kilka potyczek z kozackimi podjazdami.
Już 14 czerwca o 3.00 dywizja rozpoczęła marsz na nową nakazaną linię. U żołnierzy dało się zaobserwować ogólne przemęczenie. Kolejne dni to również ciężkie walki odwrotowe.
Z powodu braku benzyny około 10 samochodów pozostało na zupełnie pustej drodze Lityń-Latyczów. Dwa kolejne samochody ciężarowe musiano spalić.
Wycofanie dywizji osłaniał 6 pułk ułanów.
17 czerwca Sowieci rozpoczęli natarcie na Winnicę. Po ciężkich walkach 145 pp rozpoczął dalszy odwrót na Lityń, gdzie zorganizowano pośrednią rubież obrony, na której to pułk walczył 19 czerwca. Prowadząc dalsze działania odwrotowe, 22 czerwca obsadzono linię Warynka-Chutory Wołkowińskie. Na tych stanowiskach 145 pp odpierał ataki Armii Czerwonej do 28 czerwca.
W tym czasie 144 pp maszerował na Bracław, Niemirów i Trościaniec i dalej wycofywał się na Mikulińce, Borków, Poczapińce, by zająć linię Chutory Wołkowińskie – Wołkowińce.
42 pp walczył pod Skitkami, a następnie wycofał się do Nowokonstantynowa i obsadził pozycję nad rzeką Boh.
49 pp, po ośmiu dniach marszu, zajął zachodni brzeg rzeki Boh i przedmieście Latyczowa. Stąd samodzielnie i w składzie XXXV BP organizował serię wypadów na wojska sowieckie. W czasie jednego z nich, pod Spiczyńcami, doszczętnie został zniszczony I/49 pp por. Franciszka Galisiewicza.
W czasie odwrotu 18 DP zanotowała stosunkowo duży odsetek dezercji. W sumie przez ten miesiąc służbę porzuciło aż 239 żołnierzy, spośród których tylko 39 powróciło do macierzystych oddziałów. Według gen. Krajowskiego, jedną z przyczyn tego stanu rzeczy był brak własnych batalionów zapasowych, gdyż: „przeważna część uzupełnień otrzymanych z baonów zapasowych obcych pułków składa się z najgorszego materiału. Są to przeważnie analfabeci, fizycznie słabo rozwinięci o bardzo niskim stopniu inteligencji”.
Po dokonaniu pierwszej fazy odwrotu z Ukrainy, oddziały 6 Armii zatrzymały się w dniach 19–21 czerwca na linii, z której rozpoczęły ofensywę w kwietniu tegoż roku.
20 czerwca dowództwo 18 DP znajdowało się w Latyczowie, XXXVI BP (144 i 145 pp.) na linii Wołkowińce, Stary Zakrzewski Majdan-Warynka, z mp. dowództwa brygady w Kalnej Derażni. XXXV BP (49 i 42 pp.) zajęła przyczółek mostowy Latyczów oraz „stare okopy z 24 kwietnia”, rozbudowane wzdłuż linii Popowce – Latyczów – Susłowce – przyczółek mostowy Nowokonstantynów – Śnieżnoje. Dowództwo brygady rozlokowało się w Czaplach. 6 puł patrolował przedpole dywizji. Występowało ogólne przemęczenie ludzi i koni. Morale żołnierzy znacznie się pogorszyło.
Walki na zajętej przez dywizję rubieży ze zmiennym szczęściem trwały do 28 czerwca. W tym dniu z dywizji odszedł do dyspozycji 13 Dywizji Piechoty 6 pułk ułanów.

### Walki z 1 Konną Armią Budionnego na Wołyniu

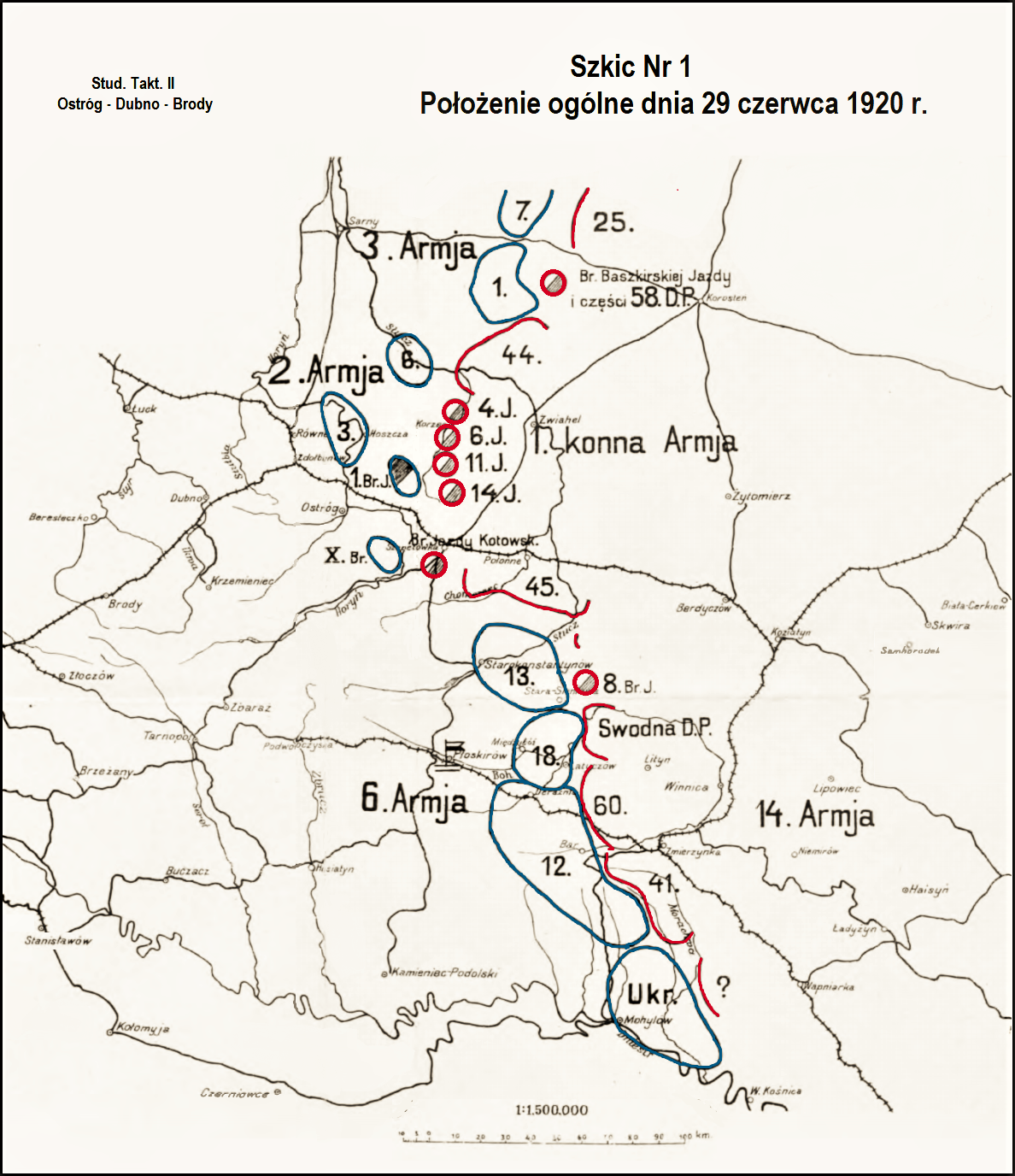
Franciszek Arciszewski, Ostróg – Dubno – Brody. Walki 18 Dywizji Piechoty z konną armją Budiennego

29 czerwca 1920 rozpoczął się czterotygodniowy udział 18 DP w walkach z 1 Armią Konną Budionnego. W tym czasie dywizja zajmowała odcinek od Jampola, na wschód od Baru, i dalej przez Latyczów, Starą Sieniawę. Dywizja otrzymała rozkaz uderzenia na tyły i południowe skrzydło Armii Konnej i wzięcia udziału w walnej bitwie planowanej przez dowódcę Frontu Ukraińskiego. Miała też osłonić lewe skrzydło 6 Armii, przywrócić łączność taktyczną między polską 6 i 2 Armią, broniąc jednocześnie kierunku Dubno-Lwów.
W tym celu postanowiono skierować dywizję przez Starokonstantynów w kierunku Równego, a jej wcześniejsze pozycje zluzowały pułki 12 Dywizji Piechoty.
Skład 18 DP na dzień 1 lipca przedstawiał następująco: dowództwa XXXV i XXXVI brygad piechoty, 42 i 49, 144 i 145 pułki piechoty, dowództwo 18 Brygady Artylerii, 18 pułk artylerii polowej i I/18 pac, szwadron strzelców konnych ppor. Rudzińskiego, 1 i 2/XVIII saperów, kolumna saperów nr 18, kolumny taborów nr 242 i 249, kompania sanitarna nr 18, szpital polowy nr 601, zakłady gospodarcze oddziałów. Dywizji przydzielono 44 pułk piechoty ppłk. Antoniego Szyllinga, I/4 pułku strzelców podhalańskich, połowę baterii ukraińskiej, 6 pułk ułanów płk. Stefana Cieńskiego.
Ze 145 pp i I/4 pspodh. została sformowana „Grupa płk. Emanuela Hohenauera”.
2 lipca Grupa uderzyła na Hryców i Gubczę i wyrzuciła stamtąd nieprzyjaciela. W tym dniu dowództwo 18 DP przeniosło się do Starokonstantynowa, a gen. Krajowski wysłał III/144 pp ze szwadronem 6 puł w kierunku wsi Butowce na rozpoznanie. W pobliżu wsi Lisińce ułani napotkali kilkuset kozaków z Besarabskiej Brygady Jazdy Grigorija Kotowskiego. Ułani sprowokowali kozaków do pościgu i naprowadzili ich na ukrytą w zbożu piechotę III/144 pp, której to skuteczny ogień karabinów maszynowych załamał kozacką szarżę. Polacy zdobyli też dwa działa. Kolejne kontrataki kozackie zostały też odparte, a dowódca dywizji wzmocnił obronę oddziału wydzielonego siłami I i III/144 pp oraz II/18 pap. XXXVI BP gen. Mieczysława Lindego otrzymała rozkaz zajęcia wsi Gubczy, a 6 puł przeszedł na Czerniatyn w celu zabezpieczenia lewego skrzydła.
Oddziały dywizji poprawiały też położenie taktyczne. Generał Krajowski przygotowywał się do pościgu za Budionnym.
Pościg za 1 Armią Konną

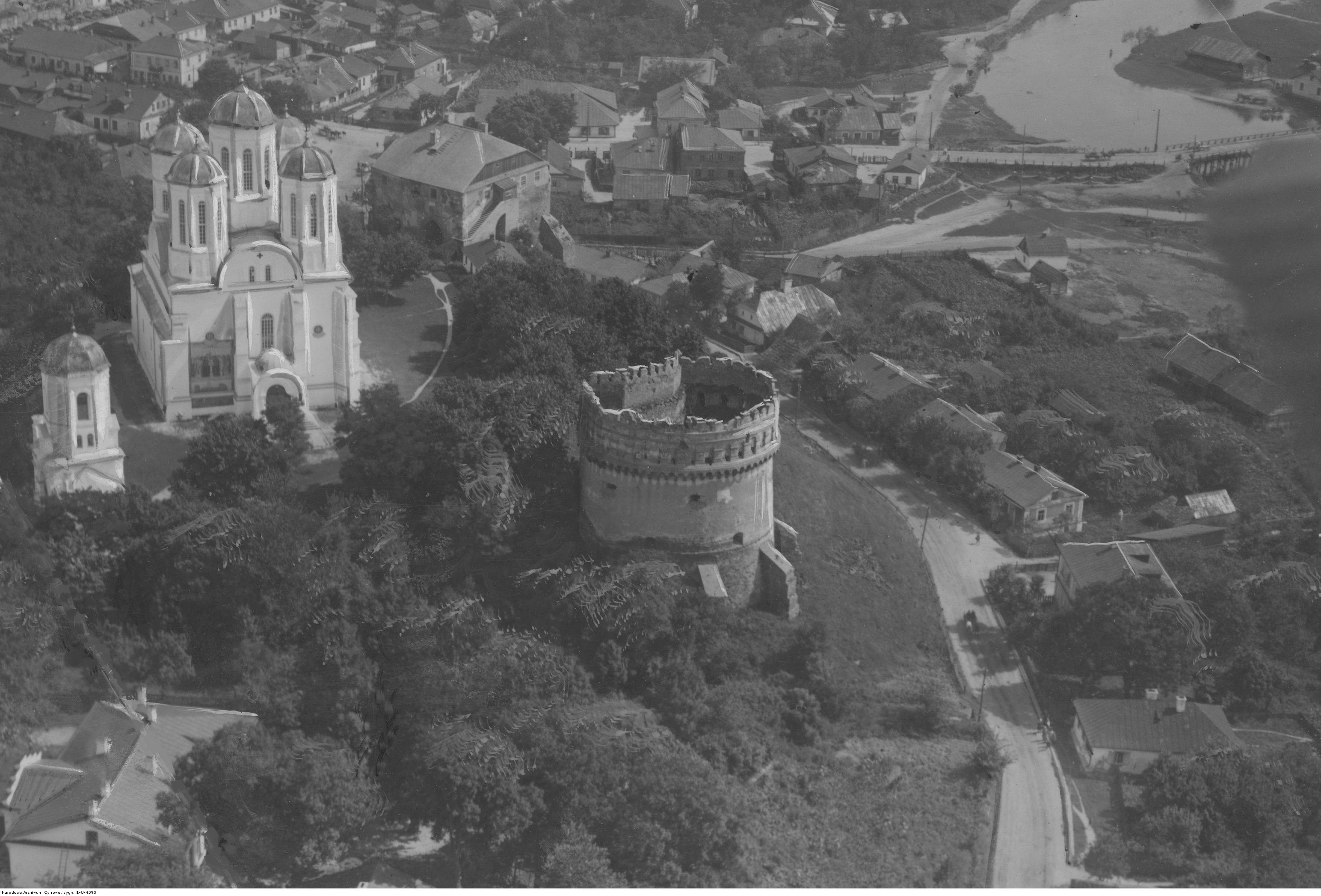
Ostróg – panorama – Sobór Bogajawleński, baszta i zamek Ostrogskich; w tle rzeka Horyń

3 lipca rozpoczął się ogólny ruch 18 DP w kierunku zachodnim. Prawa kolumna (145 pp, 49 pp, I/4 pspodh. i III/18 pap.) pod dowództwem gen. Lindego wyruszyła o świcie z Hrycowa, grupa środkowa – trzy bataliony – przekroczyła o 9.00 Lisińce, a lewa kolumna (144 pp, 6 puł i II/18 pap) maszerowała w kierunku Juchnowiec. Dowództwo 18 DP wyjechało wieczorem do Sulżyna.
Zdając sobie sprawę ze specyfiki wojny manewrowej, gen. Krajowski zdecydował się maszerować wyłącznie w nocy. Do wieczora 5 lipca kolumny poruszały się marszem ubezpieczonym po wyznaczonych marszrutach, zmiatając liczne podjazdy nieprzyjacielskiej kawalerii. W tym dniu oddziały 18 DP przekroczyły rzekę Horyń. Kolumna lewa (południowa) dotarła do Michnowa, kolumna prawa – północna do Zasławia i spotkała tam X Brygadę Piechoty gen. Pawła Szymańskiego. Tuż za siłami głównymi 18 DP posuwał się 42 pułk piechoty.
Rankiem 6 lipca gen. Krajowski otrzymał nowe rozkazy z dowództwa 6 Armii. Dywizja miała działać w kierunku na Zasław-Ostróg, ubezpieczać lewe skrzydło armii i skoncentrować się w rejonie Krzemieniec-Sapanów-Dubno z zadaniem obrony kierunku Radziwiłłów-Brody. Jedną brygadę piechoty miała ześrodkować w rejonie Kozina jako odwód armii.
Gen. Krajowski dostrzegł też sposobność pobicia odosobnionej brygady Budionnego. Zdecydował zatem uderzyć na Ostróg.
Marsz do Ostroga nastąpił czterema różnymi drogami. Pierwszy osiągnął Ostróg 49 pułk piechoty. Po słabym oporze stawianym przez czaty nieprzyjacielskie, miasto zostało zajęte przez Polaków. Jak się okazało, kawaleria sowiecka odeszła w kierunku na Dubno. Po wkroczeniu pozostałych pułków, przygotowano się do obrony okrężnej.
Już w południe Sowieci zaatakowali pozycje 44 pp i 49 pp. Dzięki dobremu współdziałaniu piechoty i artylerii atak odparto. Około 16.30 kozacy zaatakowali powtórnie 49 pp i pozycje 144 pp. Tym razem również atak został odparty.
Wieczorem 7 lipca gen. Krajowski zdecydował się opuścić Ostróg i maszerować dwoma kolumnami na Dubno. Około 21.00 ruszyła lewa kolumna przez Międzyrzecz na Kuniów – Ilaszówkę, a prawa w kierunku na Luczyn – Nowomalin – Buszcze. Około 3.00 opuścił Ostróg, maszerujący w ariergardzie, 44 pułk piechoty. W południe 8 lipca w rejonie Buderaża stanęło 14 batalionów piechoty, 10 baterii artylerii, 5 szwadronów kawalerii, 2 kompanie saperów i 2 czołówki sanitarne.

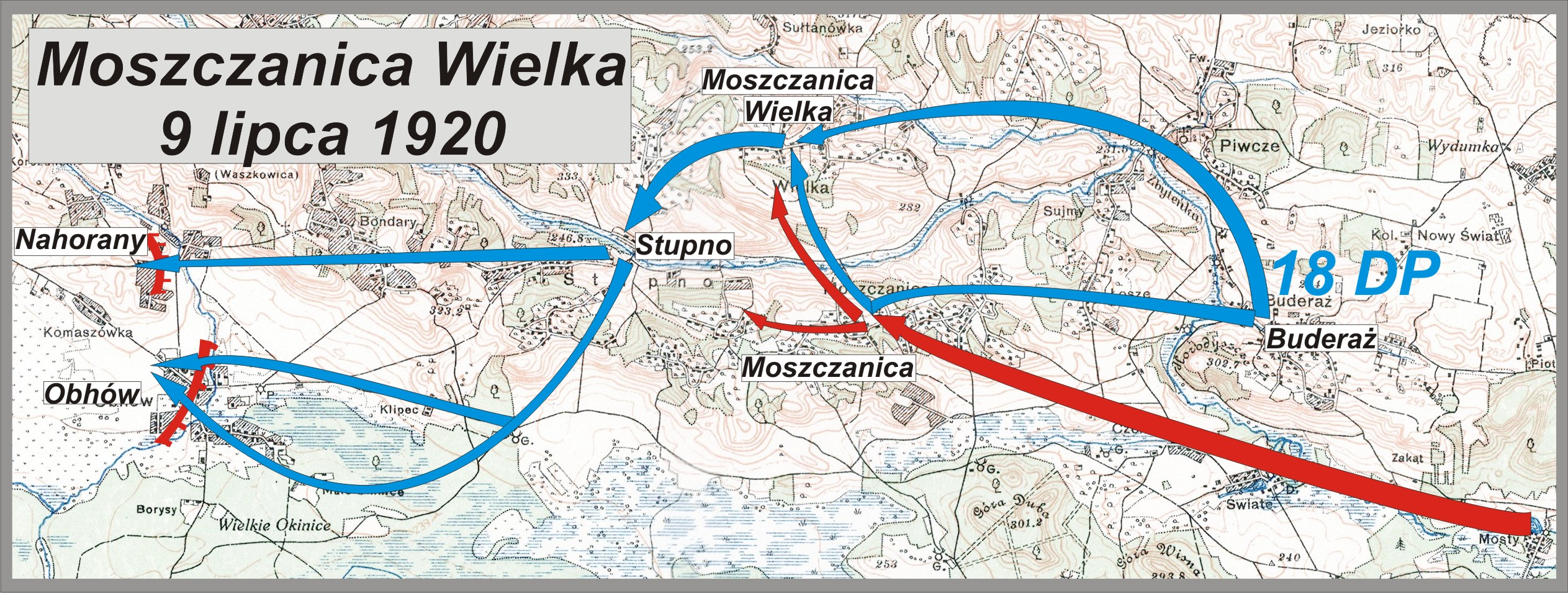
Bitwa pod Moszczanicą

Po odparciu kolejnych ataków bolszewickich, w nocy z 8 na 9 lipca, dywizja pomaszerowała dalej na Dubno. Jedna kolumna maszerowała przez Sujmy, wzdłuż północnego brzegu rzeki Zbytynki na Bondary i Nagórzany, druga przez Moszczanicę-Stupno do rejonu. W Moszczanicy lewa kolumna zmyliła kierunek i weszła na marszrutę kolumny prawej, a na mostku w okolicach wsi Stupno nastąpiło stłoczenie taborów, artylerii i piechoty
W Stupnie szpica 42 pp została zaatakowana przez oddziały kawalerii sowieckiej. Szarżę nieprzyjacielską odparto ogniem. Około 9.00 atakowane były straże przednie obu kolumn pod Bondarami i Obgowem i straże tylne na wzgórzach w okolicy Wielka Moszczanica – Sujmy.
W południe 9 lipca cała grupa gen. Krajowskiego stanęła w rejonie Obgów – Nagórzany – Bondar – Stupno.
Z rejonu Obgowa gen. Krajowski zamierzał uderzyć na Dubno.
Około 16.00 zwiadowcy 49 pp zauważyli długą kolumnę kawalerii i artylerii nieprzyjacielskiej posuwającą się drogą z Mizocza do Mirohoszczy. Z meldunków rozpoznawczych gen. Krajowski wywnioskował, że armia konna nie przekroczyła rzeki Ikwy, a Budionny przerwał swoje działania na Łuck i Beresteczko i zwrócił się przeciw 18 DP. Zatem cel manewru na Ostróg i Buderaż został osiągnięty. Dowódca 18 DP postanowił zrezygnować z ataku na Dubno i wspomóc X BP w rejonie Krzemieńca.
Rano 10 lipca dywizja przybyła do Antonowców, by po krótkim odpoczynku ruszyć na Białokrynicę. Około północy z 10 na 11 lipca nawiązano kontakt z pułkami X BP, a do 4.00 11 lipca wszystkie oddziały ugrupowały się w rejonie Szepetyn, Lisznia, Białokrynica, Krzemieniec.
Około południa 11 lipca nawiązano łączność przewodową z dowództwem 6 Armii. Dywizja otrzymała nowe zadanie. Miała, wspólnie z X Brygadą Piechoty, rozbić bolszewicką dywizję jazdy stojącą w rejonie Mirohoszczy.
Wieczorem nastąpiła korekta rozkazu. Dywizji podporządkowano X BP gen. Pawła Szymańskiego i Grupę płk. Józefa Jasińskiego. Tymi siłami gen. Krajowski miał uderzyć na sowiecką kolumnę maszerującą na Krzemieniec.
Polacy wykonali manewr oskrzydlający na Nowosiółki, zaskakując nieprzyjaciela całkowicie. Rozbite zostały pododdziały 403, 404 i 405 sowieckich pułków strzelców. Po walce 44 pułk piechoty ppłk. Antoniego Szyllinga miał powrócić w skład 13 Dywizji Piechoty.
Rano 12 lipca gen. Krajowski postanowił zaatakować Dubno. Jednostki przegrupowały się na zachodni brzeg Ikwy do rejonu Ptycza-Werba. Wieczorem patrole 6 pułku ułanów dotarły do Nikityczy, Piratyna, Milczy, Pełczy i stwierdziły, że miejscowości te są obsadzone przez Sowietów.
W tym dniu dywizja stanęła przed siłami głównymi 1 Armii Konnej Budionnego i od tego momentu miała możliwość powstrzymania jej działania na Lwów.
Działania powstrzymujące
Wieczorem 12 lipca w Werbie wydano rozkaz do ataku na Dubno. Około 2.00 13 lipca oddziały dywizji rozpoczęły marsz w kierunku Dubna.

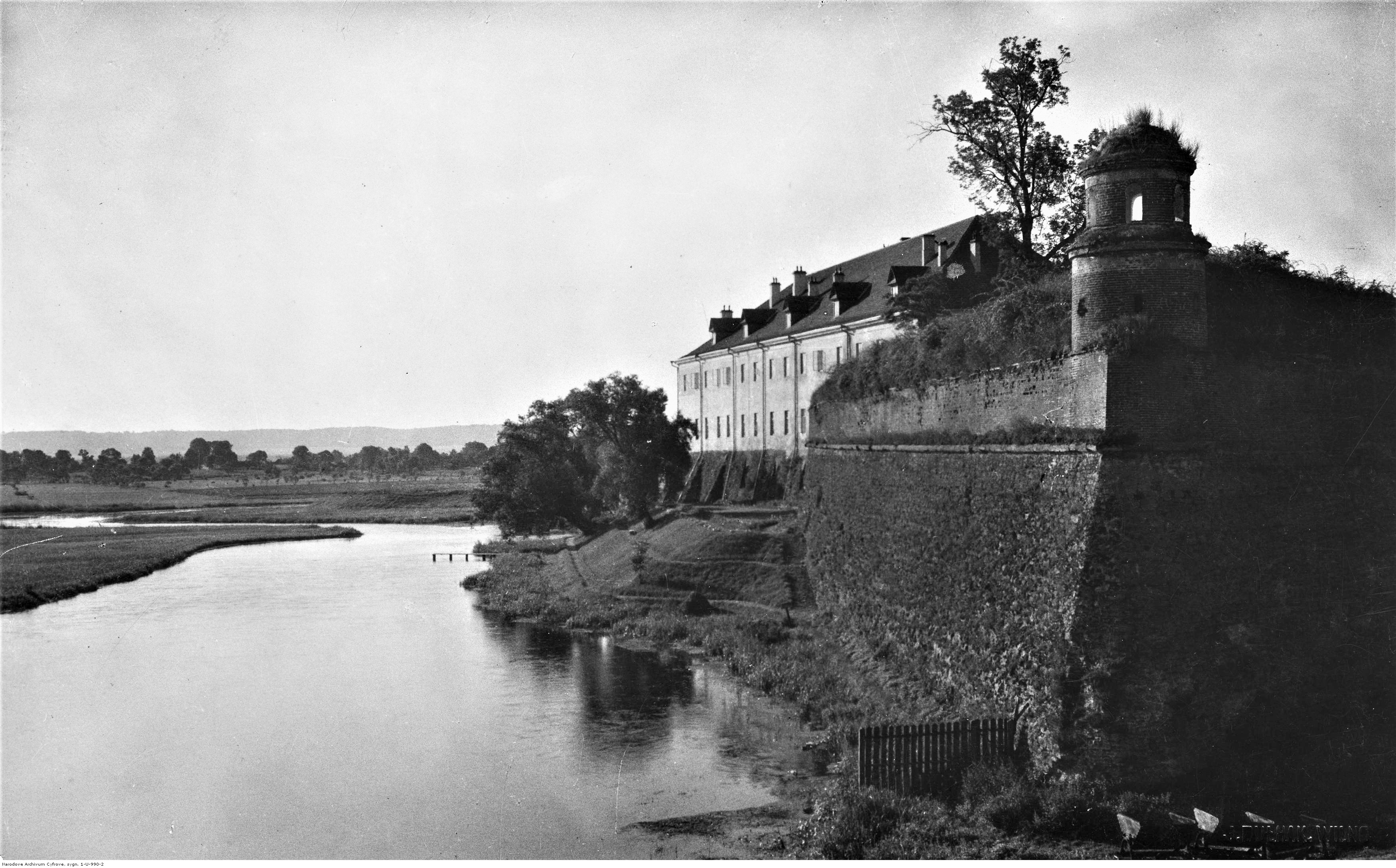
Dubno, województwo wołyńskie. Zamek Ostrogskich – widok od strony rzeki Ikwy

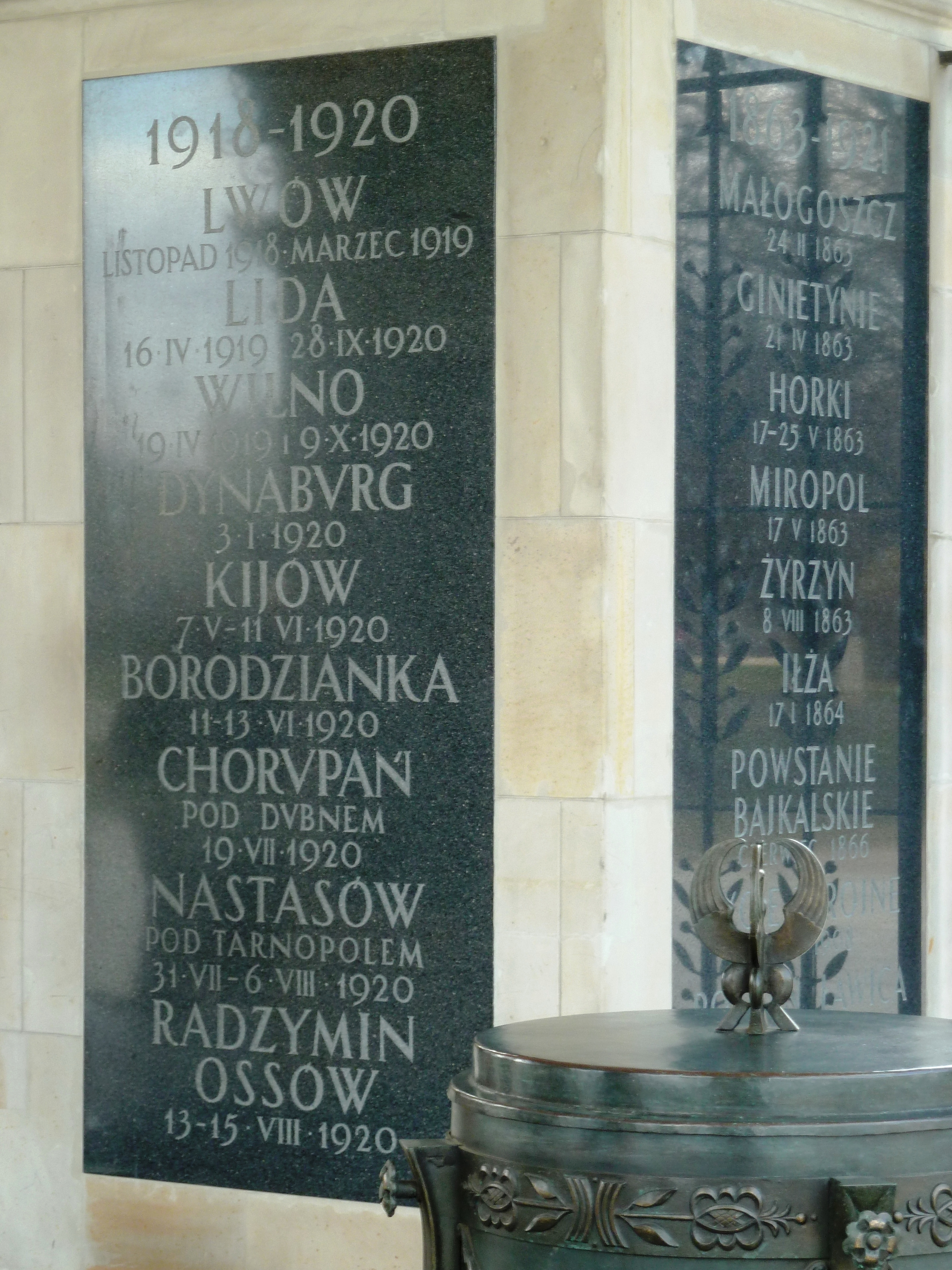
Grób Nieznanego Żołnierza w Warszawie – upamiętnienie „Chorupań pod Dubnem” 19∙VII∙1920

Marsz z Ptyczy do Podłuża odbył się bez kontaktu z nieprzyjacielem i dopiero na przedpolu Fortu Zahorce szpica 49 pp stoczyła potyczkę z kilkudziesięcioma kozakami i odblokowała fort. Pozostałe oddziały doszły do przedmieść Dubna do Parku Palestyna.
O 11.00 ruszył koncentryczny atak 18 DP na Dubno. Kawaleria sowiecka mocno ucierpiała na skutek ognia artylerii 18 pap i wycofała się z miasta w kierunku na Chorupań i Hołowczyce. Miasto obsadził 144 pułk piechoty.
Po przegrupowaniu sił, gen. Krajowski nakazał 145 pp uderzyć na Chorupań i Hołowczyce. Po ciężkich walkach Chorupań został zdobyty.
Kolejny rozkaz dowództwa 6 Armii nakazywał 18 DP „pościg za nieprzyjacielem z Dubna w kierunku Młynowa dla nawiązania łączności z 2 Armią”.
Rano 14 lipca gen. Krajowski wydał rozkaz koncentracji 18 DP w rejonie Ptycza, Werba, Kozin. Swoje pozycje dywizja przekazała innym oddziałom i około 22.00 osiągnęła nakazany rejon. Sytuacja była jednak dynamiczna. W tym czasie zaistniała groźba przełamania obrony 6 Armii na odcinku obrony 13 Dywizji Piechoty. Generał Krajowski rozkazał, by natychmiast przekazać 42 pułk piechoty do odwodu armii.
15 lipca polski zwiad lotniczy stwierdził, że Dubno zostało zajęte przez bolszewików.
W tym dniu nadszedł rozkaz gen. Romera nakazujący 18 DP uderzyć w kierunku północnym i odrzucić nieprzyjaciela na północny brzeg Ikwy.
Generał Krajowski natychmiast wysłał wzmocniony artylerią i ułanami 144 pułk piechoty z zadaniem obsadzenia przejścia przez Ikwę między Dubnem a Młynowem. Większość sił dywizji ruszyła po południu z Ptyczy w kierunku na Zahorce i Sady, by w nocy 16 lipca uderzyć na Dubno i Chorupań. Maszerujące kolumny drogę torowały sobie walką.
Rano 16 lipca ruszyło drugie natarcie 18 DP na Dubno.
Bezpośrednio na miasto nacierała XXXV BP, prowadzona osobiście przez gen. Krajowskiego. XXXVI BP nacierała na Chorupań i Gołowczyńce. Początkowo oddziały nacierające na miasto odnosiły lokalne sukcesy. Jednak kontrataki flankowe i ogień nieprzyjacielskiej artylerii sprawiły, że polska piechota zaczęła się cofać i wróciła na pozycje wyjściowe.
O 18.00 wyszło kolejne, tym razem zsynchronizowane, natarcie obu brygad. Z Chorupania przez Niemców i Miatyń nacierała XXXVI BP. Zaskoczony nieprzyjaciel wycofał się z Dubna, a ścigany ogniem polskiej artylerii poniósł duże straty. Około 21.00 Dubno zostało zdobyte.
Tymczasem w nocy z 16 na 17 lipca gen. Krajowski zdecydował o wymarszu 49 i 144 pp z Dubna do rejonu Chorupania i Gołowczyc, a 145 pp otrzymał rozkaz natarcia z Dubna na wschodni brzeg Ikwy, celem utworzenia przedmościa. 144 i 49 pp były zmuszone ponownie atakować Chorupań, a 145 pp utworzył przedmoście. 42 pp otrzymał rozkaz niezwłocznego odejścia do Bereżcy. 6 pułk ułanów wysłany w kierunku oddziałów 2 Armii nie nawiązał z nimi łączności.
18 lipca nieprzyjaciel zaatakował także Chorupań i Gołowczyńce.
Generał Krajowski zarządził ostre pogotowie dla I/145 pp w Dubnie, który jako odwód 18 DP miał być gotowy do walki. Chorupania zamierzano bronić aż do czasu nadejścia 6 Dywizji Piechoty z 2 Armii. Gen. Krajowski nakazał zatem dowódcy XXXVI BP obsadzić jednym batalionem wzgórza na południe od Smordwy, wysłać zwiady przez Młynów na Dorohostaje i przez Arczyszyn na Użyniec. Rozkazał także zluzować 145 pp i ześrodkować go w Dubnie jako odwód dywizji.
W tym dniu Kozacy w Pełczy zniszczyli tabory 49 pp. Przed pogromem uratowało się niewielu żołnierzy. Oddziały sowieckiej 4 Dywizji Jazdy zaatakowały też Radziwiłłów. Kozacy rozbili tabory kolejnych pułków polskich: 42 pp, 6 pułku ułanów, a także warsztaty samochodowe i szpital polowy nr 609. Niebezpieczną dla Polaków sytuację w Radziwiłłowie uratował transport trzech kompanii uzupełnień dla pułków X BP, nad którymi dowodzenie przejął płk Włodzimierz Rachmistruk. Sowieci wycofali się z Radziwiłłowa dopiero około 21.30, kiedy nadjechał polski pociąg pancerny „Chrobry”.
Na skutek straty taborów 18 DP znalazła się w krytycznym położeniu. Artyleria posiadała jedynie po kilkanaście pocisków na działo, a piechota tyle amunicji, co żołnierze mieli przy sobie. Generał Krajowski oceniał, że nieprzyjaciel będzie dążył do rozegrania walnej bitwy pod Chorupaniem. 18 DP rozpoczęła przygotowania do obrony w osamotnieniu.
19 lipca Sowieci natarli ponownie na odcinku między Smordwą a Chorupaniem. Gen. Krajowski postanowił odeprzeć natarcie w sposób kombinowany. Nakazał 49 i 145 pp nacierać w kierunku na Dubno i Smordwę i tym natarciem rozbić siły sowieckie, zanim przejdą one do bezpośredniego ataku. Przeciwnatarcie powiodło się i kozacy uciekali ku Smordwie. Po tym sukcesie dwa polskie bataliony uderzyły na Dubno, dochodząc aż do wzgórza 196 na południe od Smordwy.
Wkrótce Sowieci zreorganizowali pododdziały i wznowili natarcie, a około 18.00 bataliony 49 pp wycofały się na dawną linię obrony. Na całej linii 18 DP Rosjanie zostali odparci i po zmroku wycofali się w kierunku na Smordwę. Straty po obu stronach były jednak ogromne.
Na pozostałych odcinkach obrony 18 DP również trwały zacięte walki. Około południa zajęty został Kozin, w Sadach kozacy rozbili tabory 145 pp, patrole rosyjskie dochodziły w okolice Białogródki, a w okolicach Dubna dwa pułki piechoty bolszewickiej nacierały na przyczółki na wschodnim brzegu Ikwy. Około 15.30 Sowieci opanowali koszary i Surmicze, ale Strakłów pozostał w polskich rękach. Pod koniec dnia sytuacja 18 DP była bardzo trudna. Ponieważ spodziewana 3 Dywizja Piechoty Legionów nie nadeszła, gen. Krajowski nakazał oddziałom wycofanie spod Chorupania.
XXXVI BP (145 pp. z dwoma dywizjonami artylerii) ruszyła przez Sady, Milczę do Białogródki. 144 pp wraz z dwoma bateriami 18 pap odszedł z Chorupania na Dubno, a stamtąd wraz z 9 pułkiem strzelców granicznych do Werby. W forcie Zahorce pozostał batalion zapasowy 50 pp, 2/VIII kompania saperów i III/145 pp.
W Sadach 49 pp spędził oddział kawalerii bolszewickiej.
20 lipca XXXVI BP przybyła do Białogródki, a XXXV BP do Werby. Gen. Krajowski chciał w tym rejonie przenocować. Nie dane mu było jednak odpocząć. Dowódca 6 Armii gen. Wacław Iwaszkiewicz-Rudoszański nakazywał „pozostanie 6 A na linii rzeki Zbrucz”, a 18 DP miała osłaniać lewe skrzydło 6 Armii wzdłuż osi toru kolejowego Dubno – Brody – Krasne.
W związku z tym gen. Krajowski zdecydował się wycofać oddziały jeszcze wieczorem do Radziwiłłowa i dopiero po odpoczynku zaatakować w kierunku na Rudnię i Beresteczko, aż do fortu Zahorce, w którym pozostawiona była polska załoga.
Około 9.00 21 lipca 18 DP dotarła do Radziwiłłowa. Tu dywizja odpoczywała i reorganizowała swoje oddziały.
W tym czasie 4, 11 i 14 dywizje konne Budionnego oraz 45 DS znajdowały się w rejonie Boratyn – Kozin – Werba.
22 lipca dowódca 6 Armii nakazał wykonać koncentryczne natarcie 18 DP, 3 DP, a także III i I BJ. Zadanie 18 DP brzmiało: rozbić nieprzyjaciela znajdującego się w rejonie przerwy między obu armiami, nawiązać łączność z Grupą gen. Mieczysława Lindego i wspólnie z nią uderzyć na północ wzdłuż linii kolejowej Radziwiłłów – Ptycza.
Gen. Krajowski rozkazał zatem XXXV BP wyruszyć niezwłocznie w kierunku Chotynia.
O 20.30 zajęto Chotyń.
Mimo że nie nawiązano łączności z polską kawalerią, nocą XXXV BP uderzyła w kierunku na Boratyn – Dobrowódkę i dalej północnym brzegiem Płaszewki na Kozin, który zajęto o świcie 23 lipca.
W Kozinie nawiązano kontakt z XXXVI BP, która prowadziła natarcie przez Krupiec w kierunku Rudni.
Uderzenie 18 DP na Kozin odrzuciło sowiecką 11 Dywizję Jazdy za Płaszewkę, a 45 Dywizję Strzelców na Stołbiec i Turię. Jednak rozbite w nocy oddziały nieprzyjacielskie pozostały na tyłach 18 DP, przerywając łączność z Radziwiłłowem, a Krupiec, Michajłówka i Sitno już w południe 23 lipca były ponownie zajęte przez Sowietów.
Wieczorem 23 lipca gen. Krajowski nakazał XXXV BP atakować wzdłuż południowego brzegu Płaszewki na Chotyń i Korytno. Ta wyszła do natarcia dopiero o świcie 24 lipca i natrafiła na świetnie potrafiących za dnia wykorzystać swą ruchliwość kozaków. Natarcie polskie odparto, a następnie Sowieci uderzyli na 9 psgran. Ten nie wytrzymał natarcia i zaczął się cofać. Ponieważ 144 pp nie był odpowiednio ugrupowany do kontrataku, cała XXXV BP zaczęła wycofywać się na Iwaszczuki.
W zaistniałej sytuacji gen. Krajowski zdecydował wycofać 18 DP do Radziwiłłowa. Nie mając dokładnych wiadomości o niepowodzeniu XXXV BP, gen. Krajowski określił marszruty: XXXVI BP drogą Rudnia, Radziwiłłów, a XXXVI BP, zależnie od położenia, przez Karpiłówkę lub Srebno na Krupiec i Radziwiłłów. W Krupcu na straż tylną wycofującej się XXXVI BP wpadły w nieładzie pododdziały XXXV BP: 9 ps gran. i 42 pp. Idący w straży tylnej XXXVI BP II/49 pp powstrzymał uciekających i nie dopuścił do zdezorganizowania kolumny własnej.
XXXV Brygada wycofywała się nadal w nieładzie. Na południowy zachód od Sitna ataku kozaków nie wytrzymał 144 pp. Piechota, tabory i artyleria brygady uciekały ku pociągowi pancernemu „Pionier”, na wschód od Michajłówki. Tu zorganizowano obronę, a „Pionier” uratował XXXV BP przed całkowitym zniszczeniem.
Wkrótce rosyjska kawaleria natarła na Krupiec, w którym na moście wytworzył się potężny zator. Most utrzymany został jednak przez 49 pp i 1/18 pap aż do czasu zorganizowania obrony Radziwiłłowa.
W Radziwiłłowie zaczęto porządkować oddziały dywizji. Straty, a zwłaszcza w XXXV BP, były bardzo duże.
W bitwie pod Iwaszczukach stracono 14 armat, do niewoli dostał się dowódca XXXV BP płk Jan Szyszkowski, dowódca 42 pp mjr Karol Zagórski, cały sztab XXXV BP, a także część oficerów 42 i 144 pp; zginął dowódca 18 pap ppłk Aleksander Strzemiński. Niepowodzenie pod Kozinem osłabiło morale żołnierzy. W tym dniu piechota dywizyjna 18 DP liczyła: 34 oficerów, 1590 bagnetów. Jako że Radziwiłłów nie był ufortyfikowany, gen. Krajowski zdecydował by nocą i rankiem 25 lipca opuścić miejscowość i przejść do Brodów.
Rano 25 lipca dowódca 6 Armii gen. Iwaszkiewicz wydał rozkaz operacyjny nr 36-2794/III, w którym nakazywał 18 DP silną obronę rejonu Brodów. Dywizji została podporządkowana 4 Brygada Jazdy. Jednak następujące z dużą dynamiką zmiany położenia spowodowały odskok 4 BJ za Styr i utratę wzajemnego kontaktu.
Oddziały dywizji obsadziły Brody, formując „jeża”. 49 pp bronił miejscowości od południa, 42 i 144 pp od zachodu, 145 pp od północnego wschodu, a tabory i zakłady dywizyjne zostały odesłane do Podhorców.
Około południa 25 lipca pokazały się pierwsze podjazdy kozackie, a kilka godzin później 18 DP została całkowicie otoczona przez 4 i 11 DJ Budionnego.
O 13.00 Sowieci zaatakowali z północy i od wschodu. Polskie placówki odeszły na główną linię oporu. Wkrótce zaatakowany został także dworzec kolejowy, a całe miasto było pod silnym ostrzałem artylerii. Walki trwały bez przerwy do 18.00. Całkowity brak amunicji artyleryjskiej wymusił na dowódcy dywizji decyzje o wycofaniu się nocą z Brodów. Około 22.00, jeszcze przed rozpoczęciem wycofania, kozacy rozpoczęli generalny szturm na miasto. Kolejne ataki załamywały się w ogniu karabinów maszynowych i po około godzinie Sowieci odstąpili.
Po odparciu natarcia, dwie kolumny dywizji ruszyły na południe. W awangardzie szedł 49 pułk piechoty, który miał za zadanie zdobyć most na drodze do Złoczowa. Nie obyło się bez strat. Jeden nieprzyjacielski km na taczance ostrzeliwał kolumnę taborów i artylerii XXXVI BP, zabijając 8 szeregowych, raniąc 3 oficerów, 40 szeregowych i kilkanaście koni, a 9 kompania 49 pp została otoczona przez kozaków i doszczętnie zniszczona. Rankiem 26 lipca 18 DP osiągnęła Podhorce i Olesko.
Jeszcze wieczorem 25 lipca dowódca 6 Armii wydał rozkaz cofnięcia całego frontu armii do rzeki Seret i zagięcia lewego skrzydła wzdłuż rzeki Graberka.
Bitwa pod Brodami i Beresteczkiem

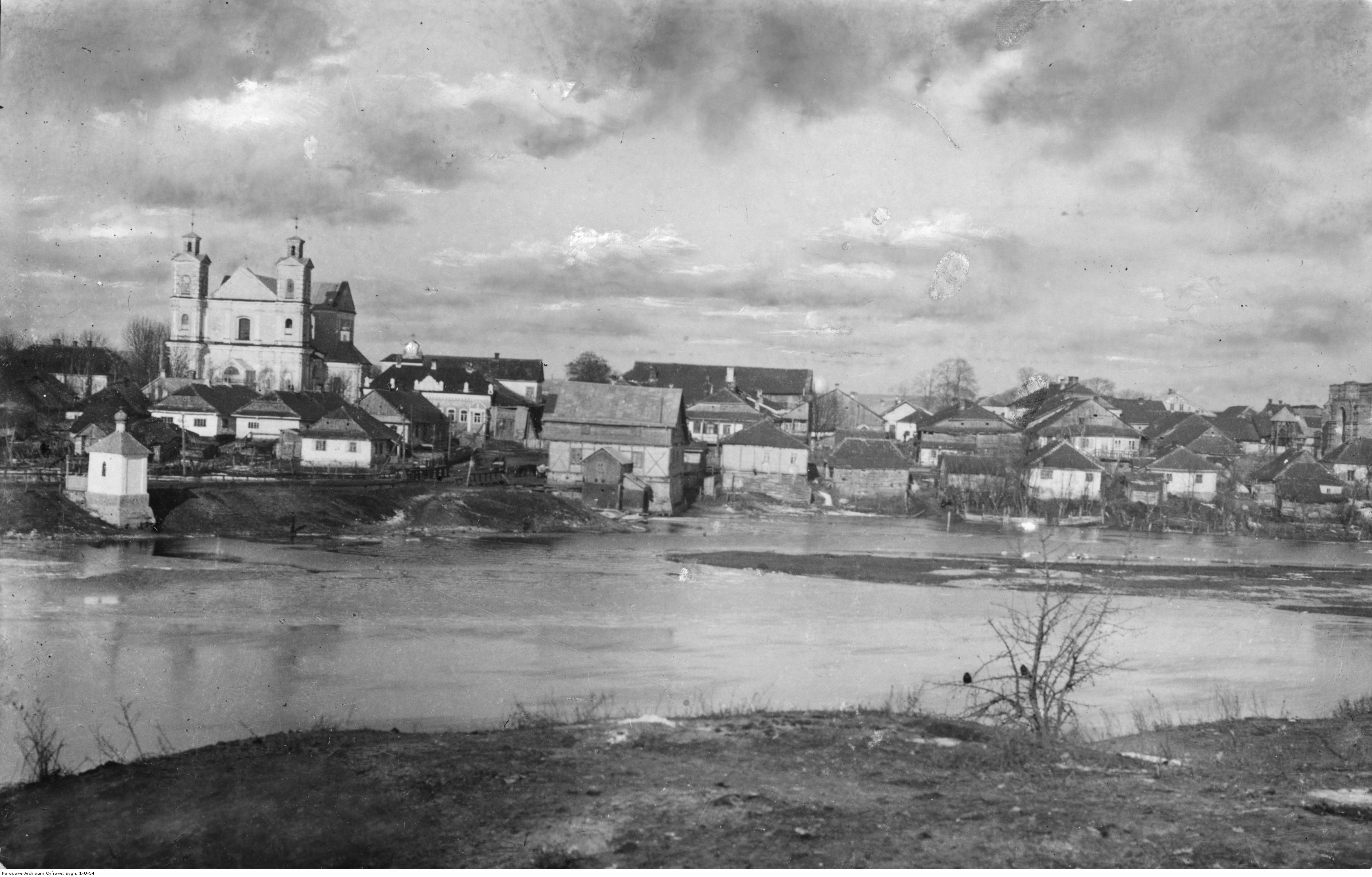
Beresteczko – panorama miejscowości od strony rzeki Styr; 1935 r.

26 lipca Dowództwo Frontu Południowo-Wschodniego wydało rozkaz nr 28 – 2021/III, w którym szczegółowo ustalono zadania podległych frontowi wojsk. Dowództwo polskie postanowiło rozpocząć walną bitwę pod Brodami i Beresteczkiem.
Tymczasem kozacy z 11 DJ, rozpoznawszy nowe pozycje 18 DP, uderzyli na Majdan i zdobyli go. Kontratak XXXVI BP odbił miejscowość.
Rankiem 27 lipca 18 DP była rozmieszczona następująco: XXXVI BP od Bobulicha, cota 350, Podhorce, Chwatów. Dowództwo brygady – Podhorce. XXXV BP: od Chwatowa poprzez Olesko, Juśkowice. Dowództwo brygady – Olesko. Dowództwo dywizji – Złoczów. I/144 pp w Podhorcach. Podporządkowana X BP na południowy wschód od niej.
Generał Krajowski do osłony flanki armii, zamiast X Brygady Piechoty, wyznaczył XXXVI BP, wzmocnioną 19 pp. Na linii Żarków, Podhorce, Ożydów miała pozostać: XXXV BP, 105 pp i 40 pp. Przegrupowanie dywizji osłaniać miały polskie pociągi pancerne „Pionier” i „Chrobry”.
Od rano 28 lipca jednostki zajmowały pozycje wyjściowe. Na postojach nadal przyjmowały uzupełnienia. Trwały lokalne potyczki z kozakami.
30 lipca dowództwo 6 Armii nakazało Grupie gen. Krajowskiego przeprowadzenie ograniczonych działań, mających na celu zahamowanie ruchu Budionnego na zachód. Prawoskrzydłowa grupa gen. Szymańskiego (X i XXXV BP) miała przeprowadzić wypad na Brody, a wzmocniona XXXVI BP akcję zaczepną na Toporów.
O 5.00 XXXVI BP wyruszyła z Buska i zajęła po słabym oporze Jabłonówkę. W Grabowej pobito szwadrony dwóch brygad 11 Dywizji Jazdy. Następnie brygada skręciła na wschód, na zdobyty już przez 19 pułk piechoty Toporów.
W Toporowie gen. Krajowski zdecydował się na przesunięcie swojej grupy na wschód do linii Styru na Monastyrek i Turze.
W tym czasie XXXV BP natarła na Kąty i Czyszki i pokonała 135 Brygadę Strzelców z 45 DS. Kontrataki sowieckie rozbiły jednak 105 pułk piechoty, a kompanie 49 pp, po chwilowych sukcesach, również musiały ulec kozakom.
Grupa generała Szymańskiego cofnęła się na pozycje wyjściowe. Mimo niepowodzenia, cel walk obu grup wypadowych został osiągnięty. Nieprzyjaciel został związany walką, a XXXVI BP odrzuciła go.
Wieczorem 30 lipca XXXVI BP zajmowała Monastyrek i Turze, a XXXV BP i X BP stały na pozycjach pod Oleskiem i Podhorcami. Sztab dywizji stacjonował w Krasnem. Jednak wobec ogólnej sytuacji na froncie, gen. Krajowski nakazał wycofać XXXVI BP i 6 puł do Toporowa.
31 lipca został wykorzystany przez obie strony do uporządkowania oddziałów, przegrupowania sił, a tylko miejscami dochodziło do sporadycznych walk.
Wieczorem nadszedł rozkaz z dowództwa 6 Armii nakazujący XXXVI BP „urządzenie w nocy z 31 lipca na 1 sierpnia wypadu z Toporowa na Łopatyn”.
W nocy 1 sierpnia do wypadu na Łopatyn, przez Łętków i Stary Majdan, wyruszyły II/49 pp i bateria artylerii kpt. S. Kocura. Pod Starym Majdanem napotkano silny opór i piechurzy utknęli w zasiekach z drutu kolczastego, pozostałych jeszcze z czasów I wojny światowej. Kontratak sowiecki zmusił grupę wypadową do wycofania się na pozycje wyjściowe.
Około południa 1 sierpnia gen. Krajowski poprosił dowództwo 6 Armii o przesłanie „przez lotnika” rozkazu dla XXXVI BP nakazującego jej marsz na Łopatyn i zajęcie Stanisławczyka.
Dowódca dywizji nie zrezygnował też z próby nawiązania łączności z Toporowem i postanowił odblokować miejscowość. W nocy zebrał dwie kompanie marszowe 19 pp i 42 pp, wzmocnione jedną baterią artylerii, i nad ranem 2 sierpnia uderzył przez Adamy w kierunku Toporowa.
W Toporowie nie zastano już XXXVI BP, która, w myśl otrzymanego rozkazu, o 3.00 natarła na Łopatyn i Stanisławczyk. Natarcie brygady od zachodu zbiegło się w czasie z natarciem 2 Armii. W Łopatynie 145 pp nawiązał łączność z kawalerzystami polskiej 4 Brygady Jazdy płk. Dreszera. Tym samym nawiązana została łączność z 2 Armią i zlikwidowana została luka, którą tak długo wykorzystywały oddziały Budionnego kierujące się na Lwów.
Pułkownik Gustaw Orlicz-Dreszer zapoznał gen. Krajowskiego ze swoim zadaniem i z zadaniem 6 Dywizji Piechoty. Obie jednostki nacierały na Brody. W tej sytuacji dowódca 18 DP nakazał swoim brygadom również uderzyć na Brody: XXXVI BP od strony zachodniej wzdłuż osi Stanisławczyk – Brody, XXXV BP po osi Olesko – Czyszki (Czechy) – Zabłotce – Hołoskowice – Gaje Starobrodzkie, X BP w kierunku Podhorce – Jasionów – Ponikwa – Boratyn – Suchowola – Góra „Makutra”. 49 pułk piechoty, jako odwód dywizji, za lewym skrzydłem zgrupowania uderzeniowego.
Około 17.00 XXXVI BP zajęła dworzec kolejowy w Brodach. XXXV i X BP o 22.00 zajęły Gaje Starobrodzkie i Suchowolę. W Brodach rozgorzały walki uliczne. Ostatecznie miasto zostało zdobyte przez oddziały 18 DP, a walki ustały w nocy.
Niestety, dla strony polskiej, pomyślny przebieg bitwy przerwała wiadomość o upadku Brześcia. Zatrzymanie polskiego natarcia pozwoliło Budionnemu wycofać swoje jednostki z zaciskających się kleszczy. 18 DP usadowiła się silnie w Brodach, ale już 3 sierpnia Sowieci odzyskali inicjatywę i podeszli pod Brody. Miasto było ostrzeliwane ogniem artylerii i ciężkich karabinów maszynowych.

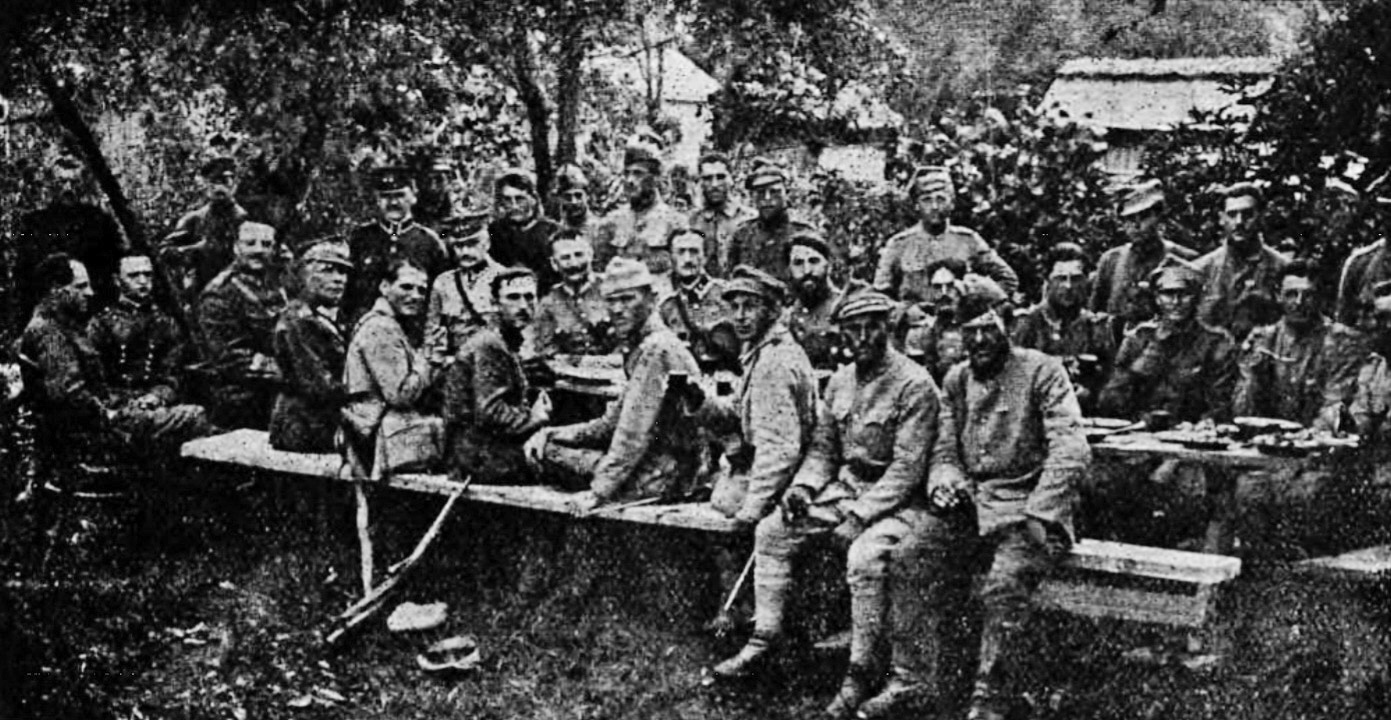
Spartański bankiet 18 DP w Zabołotcach z okazji udekorowania oficerów i szeregowych Orderem Virtuti Militari; dowódca 18 DP gen. Franciszek Krajowski widoczny na ławce z lewej.

Tego dnia gen. Edward Śmigły-Rydz wydał rozkaz operacyjny nr 31- 2470/III, który oddawał 18 DP do dyspozycji Naczelnego Dowództwa i nakazywał przegrupowanie jej koleją do Łukowa.
Generał Krajowski postanowił jeszcze raz uderzyć na kozaków. W nocy z 4 na 5 sierpnia zorganizował uderzenie wyprzedzające i o 1.45 w nocy dziewięć baterii 18 pap, skupionych na wyjątkowo wąskim odcinku, rozpoczęło ogniowe przygotowanie ataku. Po 15 minutach nawały ogniowej, pułki 18 DP ruszyły do natarcia i zajęły Gaje Dytkowieckie, Gaje Lewiatyńskie i górę „Makutrę”. Zaskoczeni Sowieci ponieśli duże straty i wycofywali się w nieładzie przez Radziwiłłów na Krzemieniec. O świcie znaleziono około 300 zabitych Rosjan i całe stosy końskich trupów. 145 pp zdobył sztandar sowieckiej dywizji jazdy.
W południe 5 sierpnia 18 DP zajmowała linię obronną na dawnych pozycjach austriackich. XXXV BP obsadziła odcinek od góry „Makutra”, wzdłuż dawnej granicy austriacko-rosyjskiej, do kordonu Suchodolskiego, a XXXVI BP zajęła pozycje od kordonu Suchodolskiego, wzdłuż północnego skraju lasu, do Jazłowczyka.
Był to ostatni akord bitwy pod Brodami. Od 6 sierpnia oddziały 18 DP były luzowane przez 6 Dywizję Piechoty.
7 sierpnia gen. Iwaszkiewicz uhonorował 10 oficerów i 25 szeregowców 18 DP Krzyżami Orderu Wojennego Virtuti Militari V klasy. Były to pierwsze nadane przez Naczelnego Wodza odznaczenia tym orderem w odrodzonym Wojsku Polskim.
7, 8 i 9 sierpnia oddziały 18 DP były wagonowane do pociągów i odjeżdżały do Modlina.

### Dywizja w operacji warszawskiej
Walki dywizji nad Wkrą

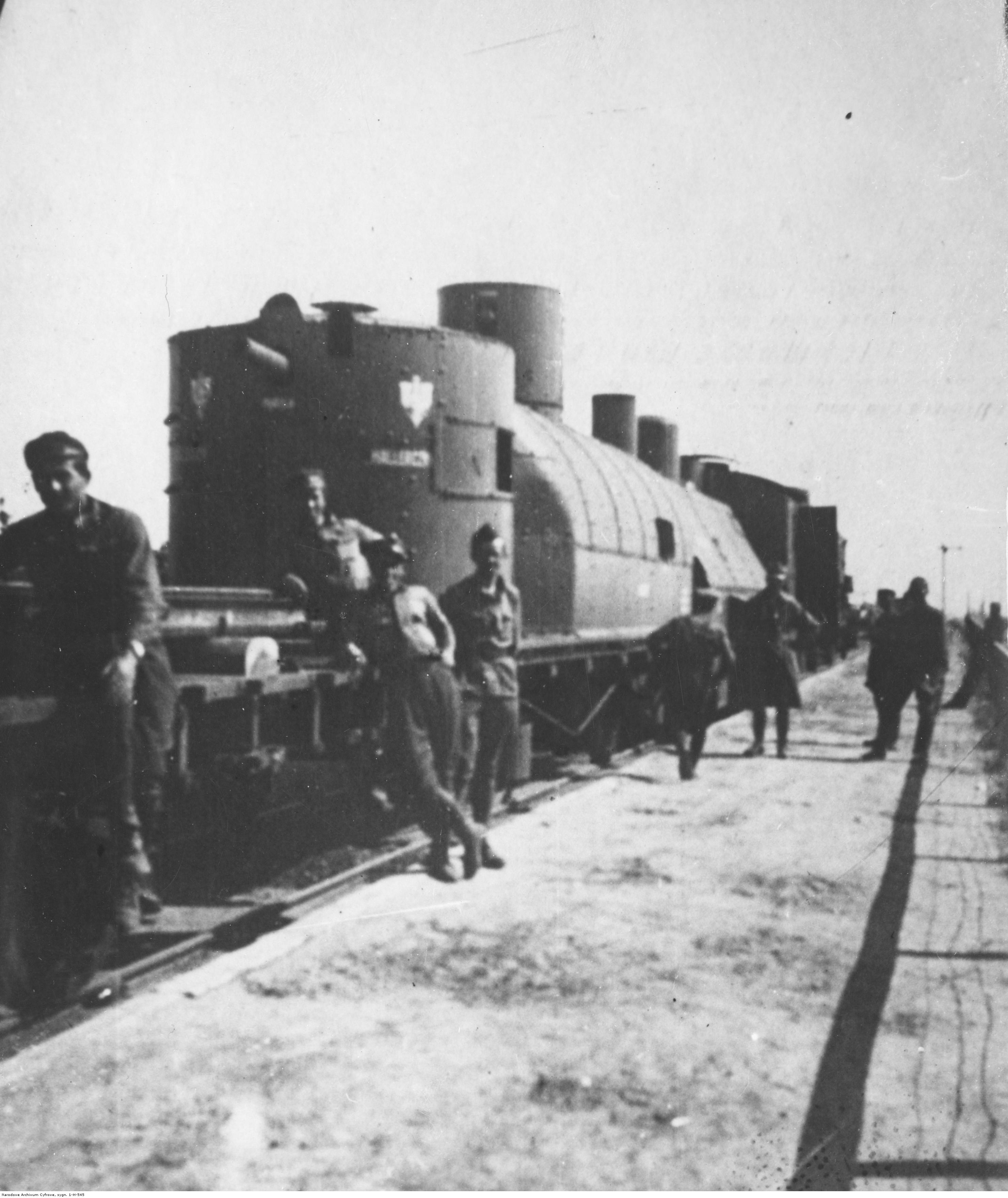
Pociąg pancerny „Hallerczyk” w czasie wojny polsko-sowieckiej; 1920 r.

Bitwa nad Wkrą była elementem większych działań operacyjnych wojsk polskich na Północnym Mazowszu, nazywanych operacją warszawską.
Oddziały 18 DP przybywały transportami kolejowymi do Modlina od 9 do 13 sierpnia i zostały zakwaterowane w cytadeli twierdzy modlińskiej. Dywizja odpoczywała kilka dni. Do Modlina przybywały też „marszówki”.
12 sierpnia dowódca 5 Armii gen. Władysław Sikorski rozkazem nr 202/III nakazał 18 DP skoncentrować się w rejonie Płońsk – Joniec i obsadzić odcinek Wkry od przeprawy pod Zawadami włącznie po Suchocin.
13 sierpnia pierwsze oddziały dywizji ruszyły nad Wkrę. Maszerowały 49, 144 i 145 pułki piechoty, trzy dywizjony artylerii i sztab dywizji. W ciągu nocy z 12 na 13 sierpnia oddziały ześrodkowały się na odpoczynek w rejonie Zawady – Sochocin. 13 sierpnia gros sił znalazło się w Płońsku i okolicach. Generałowi Krajowskiemu podporządkowana została także 8 Brygada Jazdy. W tym dniu do dywizji dołączył też 42 pułk piechoty.
Około 14.30 Sowieci rozpoczęli natarcie na odcinku 18 DP, a o 18.00 przekroczyli Wkrę na odcinku 49 i 144 pp. Kontratak II/49 pp wyrzucił ich za rzekę.
Na 14 sierpnia wyznaczono początek natarcia 5 Armii gen. Sikorskiego na oddziały sowieckiej 4 i 15 Armii.
Do wykonania tego zadania gen. Sikorski wyznaczył wszystkie siły, w tym będącą na lewym skrzydle polskiego ugrupowania Grupę gen. Krajowskiego. W pierwszej fazie gen. Sikorski postanowił dążyć do zapewnienia sobie miejscowej przewagi, potrzebnej zarówno z taktycznych, ale również moralnych względów. Dopiero po rozbiciu nad Wkrą 15 Armii zamierzano zwrócić się przeciwko 4 Armii.
Rozkaz operacyjny Dowództwa 5 Armii nr 313/III nakazywał 18 DP ześrodkować się w rejonie Sochocina, rozbić nieprzyjaciela uderzającego na Płońsk i uderzyć na Ciechanów. Z 18 DP ściśle miała współdziałać Dywizja Jazdy gen. Aleksandra Karnickiego.
Do 4.30 14 sierpnia zorganizowano zgrupowanie uderzeniowe w składzie: 42 pp i 145 pp, dwa dywizjony artylerii i trzy pułki kawalerii.
Generał Krajowski postanowił najpierw uderzyć w kierunku północno-zachodnim i w ten sposób rozpoznać przeciwnika. Grupa nacierała w trzech kolumnach. Dwie kolumny utworzyły pułki 18 DP, a trzecią 8 BJ. 42 pp szedł na Sarbiewo, a 145 na Baboszewo-Mystkowo-Rzewin. Już około południa 145 pp zajął Rzewin i Mystkowo, rozbijając po drodze niewielkie oddziały przeciwnika. 42 pp ruszył marszem ubezpieczonym na Malużyn i Młock. Przed Smardzewem patrole pułku spędziły ubezpieczenia przeciwnika, a pościg za nimi przejęła kawaleria. Po dojściu oddziałów na linię Mystkowo – Rzewin-Drozdowo, zarządzono dłuższy odpoczynek. Wysłane elementy rozpoznawcze stwierdziły ruchy nieprzyjacielskie w kierunku Młocka, a na kierunku Ciechanowa w ogóle nie wykryto przeciwnika.
Tymczasem sowiecka 15 Armia uderzyła na pozostające nad Wkrą prawe skrzydło Grupy gen. Krajowskiego. Przed frontem 49 i 144 pp stwierdzono sowieckie 34, 35, 36,137,138,139 pułki strzelców i silną artylerię. Walki toczyły się na odcinku Sochocin – Joniec. Generał Krajowski zdecydował zmienić kierunek głównego uderzenia Grupy i rozpocząć działania przeciw prawemu skrzydłu 15 Armii.
Na pozostałych odcinkach polskiej 5 Armii Sowieci też rozpoczęli działania zaczepne. 11 Dywizja Strzelców wykonała koncentryczny atak na broniący lewego brzegu Wkry 1 pułk piechoty Brygady Syberyjskiej. Ten poniósł duże straty i przed wieczorem opuścił przyczółek mostowy. Stworzyło to trudną sytuację taktyczną dla Grupy gen. Krajowskiego. Dowódca Grupy podjął zatem decyzję aby nacierać na Sochocin i Młock, rozbić prawe skrzydło 15 Armii, a następnie uderzyć na Nowe Miasto. 8 BJ miała ubezpieczać lewe skrzydło 18 DP. Dzięki takiemu działaniu miały zostać wsparte walczące nad Wkrą 49 i 144 pułki piechoty.
Pod wieczór 14 sierpnia większość sił 18 Dywizji Piechoty stała pod kątem prostym do skrzydła sowieckiej 15 Armii. O 8.00 rano 15 sierpnia gen. Krajowski osobiście poprowadził natarcie skrzydłowe dywizji z rejonu Sochocin-Młock w kierunku wschodnim. 145 pp, po całodniowych walkach pod Kondrajcami i Kucharami, zdobył Nowe Miasto.
W nocy z 15 na 16 sierpnia pod Sońskiem i Świerczami 18 DP wyszła na rubież linii kolejowej Ciechanów-Modlin.
Odniesiony 15 sierpnia sukces 18 DP ułatwiał gen. Sikorskiemu odniesienie zwycięstwa pod Nasielskiem.
16 sierpnia 18 Dywizja nacierała dalej. 49 pp zajął wieś Szlustowo, wysyłając patrole na Nasielsk. 144 pp uderzył na Świercze, rozbijając 36 pułk strzelców. 145 pp nacierał od południa i zachodu na Łopacin. Po krótkiej walce ogniowej i szturmie na bagnety Polacy zdobyli miasto. 42 pp o 8.00 zajął Sońsk. Ugrupowanie 18 DP w południe 16 sierpnia przedstawiało się następująco: 42 pp – Sońsk, 145 pp – Gąsocin, 144 pp – stacja kolejowa Świercze, 49 pp – Szlustowo. Stan bojowy dywizji wynosił: 115 oficerów, 5190 żołnierzy, 48 km-ów i 30 dział polowych. Dywizja posiadała tylko 3200 „bagnetów” i 600 „szabel”
16 sierpnia sowiecka 33 Dywizja Strzelców uderzyła w lewy bok i tyły 42 pułku piechoty. Pułk stracił kilkuset ludzi, tabory, przydzieloną baterię dział, większość karabinów maszynowych i cofnął się na Ojrzeń – Łopacin. Generał Krajowski wyciągnął z walki 145 pp i użył go w rejonie Sarnowej Góry i Ojrzenia. O 19.00 oddziały 18 DP obsadzały następujące pozycje: 49 pp w rejonie Ślubowo, 144 pp w rejonie Soboklęszcza, 145 pp w rejonie Łopacin-Bądkowo. Rozbite pododdziały 42 pp w ciągu nocy ześrodkowały się w Sochocinie i stanowiły odwód dywizji.

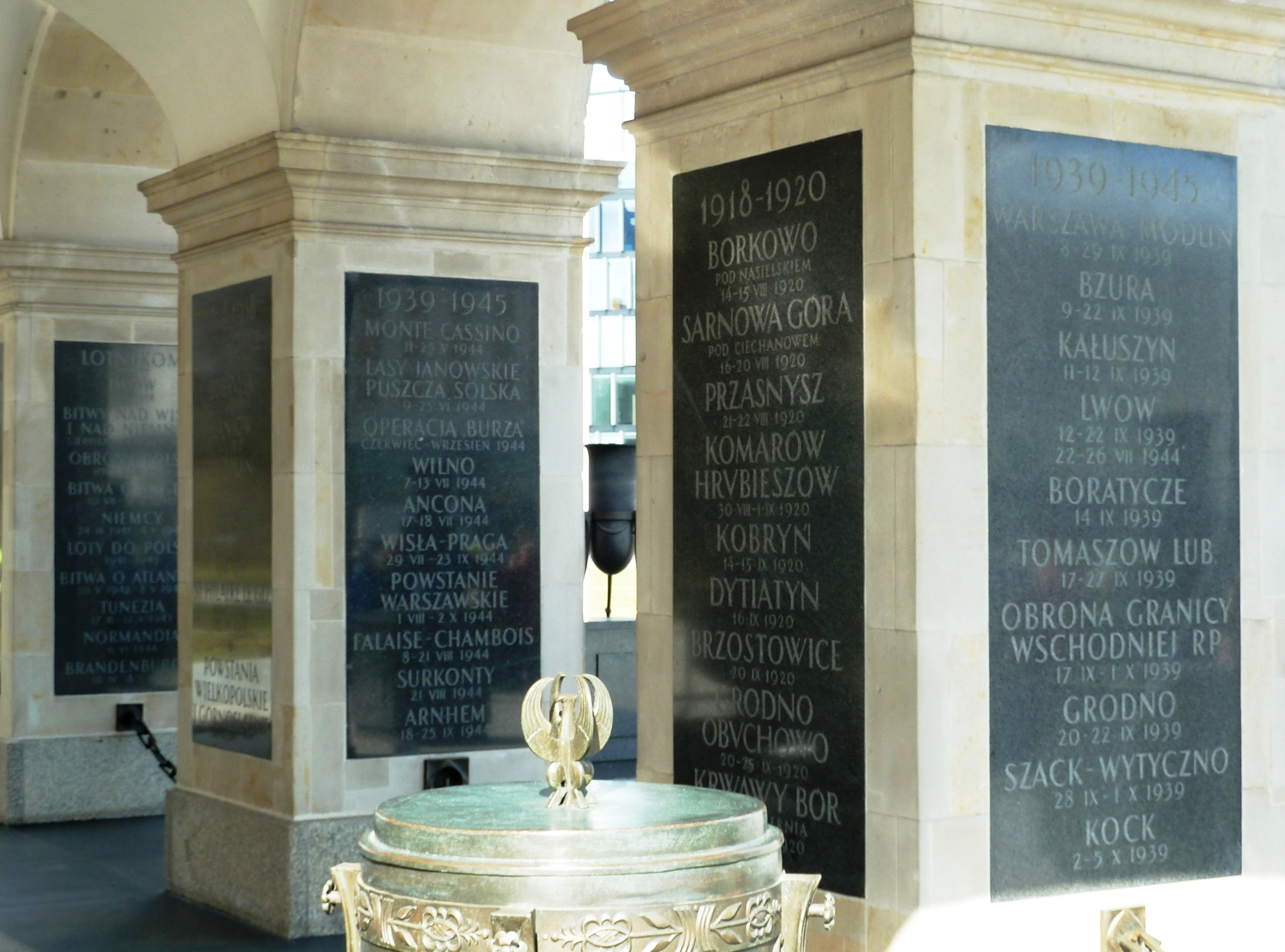
Grób Nieznanego Żołnierza w Warszawie; na pierwszej kolumnie „Borkowo” i „Sarnowa Góra”; 1920

Świtem 17 sierpnia Sowieci wyprowadzili natarcie na całym odcinku Grupy gen. Krajowskiego, od Płońska przez Sochocin, Obręb-Luberadz nad Łydynią (42 pp), Bronisław i Ojrzeń (144 pp), Sarnową Górę (145 pp), Łopacin (49 pp), aż do Brygady Syberyjskiej w Świerczach.
Kontrataki 145 i 49 pp odrzucały kilkakrotnie ponawiane natarcia nieprzyjaciela. Żochy i Malużyn chwilowo zostały opanowane przez 33 DS, ale 144 pp odzyskał tę miejscowość rozbijając rosyjską brygadę.
Jeszcze 17 sierpnia gen. Władysław Sikorski nakazał 18 DP możliwie szybko zająć Ciechanów i Mławę i tym samym przeciąć ugrupowania nieprzyjaciela. Na skutek ciężkich walk, jakie toczyła 18 DP, natarcie na Ciechanów było jednak niemożliwe.
Rankiem 18 sierpnia dowództwo armii ponowiło rozkaz. Zajęcia Ciechanowa miała dokonać 18 DP i Dywizja Ochotnicza. Gen. Krajowski przegrupował w ciągu nocy z 17 na 18 sierpnia podległe mu pułki piechoty i nad ranem zamierzał uderzyć na Ciechanów. Uprzedzony został jednak atakiem bolszewickich 33 i 4 DS. Nieprzyjaciel trzykrotnie zdobywał Bronisław i Ojrzeń i trzykrotnie kontratakami odwodów był stamtąd wypierany. Manewr wykonany siłami 144 pp i 8 BJ oraz uderzenie na prawe skrzydło przeciwnika spowodowały, że bitwa pod Bronisławem została wygrana. Walki 18 sierpnia pod Sarnową Górą, Łopacinem, Ojrzeniem były bardzo zacięte i kosztowały 18 DP utratę 30 oficerów i 775 szeregowych zabitych i rannych, kilkuset wziętych do niewoli.
19 sierpnia 1920 r. nastąpiła reorganizacja 5 Armii. Utworzono Grupę Operacyjną gen. Aleksandra Osińskiego i Grupę gen. Krajowskiego oraz stworzono odwód 5 A.
W skład GO gen. Krajowskiego, oprócz 18 DP, weszła także czasowo Dywizja Ochotnicza i pociągi pancerne „Hallerczyk” i „Lis-Kula”. Generał Krajowski miał jak najszybciej zająć Ciechanów i Mławę, połączyć się z mieszaną grupą wielkopolską gen. Franciszka Aleksandrowicza i przeciąć drogę odwrotu sowieckiej 4 Armii. Współdziałać z Grupą gen. Krajowskiego miała GO płk. Dreszera, która miała zabezpieczać lewe skrzydło i działać na Drobin, Raciąż i Szreńsk.
Działania przeciw sowieckiej 4 Armii
19 sierpnia 1920 rozpoczęła się kolejna faza walk 18 Dywizji Piechoty. Sowieckie naciski na dywizję ustały. Do dywizji przydzielono 7 pułk strzelców konnych wielkopolskich i I/120 pułku piechoty. Wcielone uzupełnienie i dobre wieści z frontu podniosły morale żołnierzy. Dywizja otrzymała zadanie opanować Ciechanów.
Rano 20 sierpnia 18 DP dotarła do Ciechanowa, tocząc tylko drobne walki z niewielkimi grupami przeciwnika.
Sowieci wycofali się na północny wschód. Po zajęciu Ciechanowa, na plan pierwszy wysunęło się zadanie zajęcia Mławy, by przechwycić przed granicą polsko-niemiecką wycofującego się przeciwnika. Pościg miała przeprowadzić 18 DP, wzmocniona grupą pancerną mjr. Mieczysława Nowickiego, w skład której wchodziło 46 czołgów i cztery pociągi pancerne.
Jeszcze 20 sierpnia rozpoczęto pościg. Dwa pociągi pancerne obsadzono dwoma batalionami 49 pułku piechoty. XXXV BP ruszyła wzdłuż toru kolejowego, a XXXVI BP wzdłuż szosy Ciechanów-Grudusk. W tym czasie sowiecka 33 Dywizja Strzelców okopała się i osłaniała odwrót taborów na drodze Mława–Przasnysz–Krasnosielc, a 54 DS była w drodze do Mławy. Na skutek działania 18 Dywizji Piechoty 54 DS została rozbita a 33 DS wycofała się na północ. Natomiast 18 DP wzięła do niewoli około 4500 jeńców i zdobyła 14 dział, ponad 100 km-ów oraz kilkaset wozów taborowych należących do 54 i 4 DS.
Rankiem 21 sierpnia XXXVI BP stacjonowała w Leśniewie Dolnym, a XXXV BP w Modełce. Atakujący 145 pp uderzył na maszerującą kolumnę wroga. Zdobył około 300 wozów z żywnością i wziął kilkuset jeńców, a kolumna skryła się w okolicznych lasach. Podobne sukcesy odnotowały pozostałe pułki. Pociągi pancerne podległe gen. Krajowskiemu dochodziły prawie do Starej Kolonii Konopki, skąd zostały ostrzelane przez artylerię nieprzyjacielską.
Rozpoczęło się natarcie na Mławę. W południe XXXVI BP zajęła Grudusk, a 7 bateria 18 pap rozpędziła oddziały sowieckie atakujące straż tylną. Następnie brygada stoczyła zaciętą walkę, atakując Żarnowo–Rzęgnowo w kierunku na Szumsk. O 13.00 XXXV BP, po ataku na bagnety, zajęła Mławę. Natarciem osobiście dowodził dowódca 144 pułku mjr Marian Ocetkiewicz, a ludność Mławy pomagała żołnierzom pokonać Sowietów.
Szybkie zdobycze terytorialne spowodowały jednak, że na skrzydłach i tyłach 18 DP pozostawały oddziały bolszewickie. 160 i 162 ps z 18 Dywizji Strzelców zajęły Krośnice. Inne oddziały sowieckie opanowały Laskowo i Szulmierz, potem Stupsk. W rezultacie w niemal w każdym lesie dochodziło do potyczek.
Wieczorem 21 sierpnia 18 DP skoncentrowała się w Mławie, przy czym III/49 pp zajął pozycje w Wyszynach Kościelnych, a I/49 pp w Szydłowie, 144 pp i 42 pp w Mławie, a 145 pp był w marszu do Mławy. Dwa pociągi pancerne patrolowały tory kolejowe między Ciechanowem a Mławą, a w Mławie znajdowały się do dyspozycji płk. Włodzimierza Rachmistruka kolejne dwa pociągi z czołgami na platformach.
Tymczasem wycofujące się wojska Gaja Dimitriewicza Gaja stanęły późnym wieczorem 21 sierpnia pod Mławą. Było to dużym zaskoczeniem dla polskich dowódców. Dowodzący 3 Korpusem Kawalerii, 53 DS oraz resztkami 18 i 12 DS Gaj podjął decyzję by siłą przebić się na wschód. Uderzył w nocy na stację Konopki. Od pierwszych strzałów zginął dowódca grupy pancernej mjr Nowicki, a jeden z granatów trafił w wagon amunicyjny. Sowieci obeszli stację kolejową i uderzyli przez Stupsk na Szydłowo, gdzie bronił się zaskoczony 49 pułk piechoty. W walce poniósł on bardzo duże straty, a dwa jego bataliony praktycznie przestały istnieć. Wzięci do niewoli Polacy zostali bestialsko zamordowani.
Sowiecki atak na Mławę okazał się jednak działaniem demonstracyjnym, miał za zadanie związać siły polskie i zmylić co do kierunku wycofywania się 3 Korpusu Kawalerii. Zręcznie manewrujące wojska Gaja przegrupowały swoje główne siły w kierunku na Chorzele.
Po przybyciu 22 sierpnia do Mławy, gen. Krajowski przystąpił do organizowania kontrataku i pościgu w kierunku Szydłowa. Gaj nie przyjął jednak walki i osłaniając się od strony Mławy odszedł na Dębsk. Po południu polskie oddziały dotarły do Szydłowa. Wzięto około 400 jeńców.
Około 17.00 do Mławy przybył sztab Dywizji Jazdy. Jednak płk Gustaw Orlicz-Dreszer nie zgodził się na natychmiastowe użycie kawalerzystów, tłumacząc się zmęczeniem ludzi i koni.
Pościg kontynuował wysłany przez gen. Krajowskiego 144 pułk piechoty, wzmocniony II/145 pp i dwoma bateriami 18 pap. Oddział posuwał się za wycofującym się przeciwnikiem, brał jeńców, zdobył wozy i działa. Nie udało mu się jednak dopędzić sił głównych sowieckiego 3 Korpusu.
W tym czasie Korpus Gaja przełamał obronę Brygady Syberyjskiej pod Chorzelami. 25 sierpnia oddziały Gaja przeszły granicę pruską, a sowiecka 4 Armia przestała tego dnia istnieć.
Ześrodkowana w Mławie 18 Dywizja Piechoty przechodziła reorganizację. I i III/49 pp przestały chwilowo istnieć. Resztki obu batalionów zbierały się z Zabrodowie. Za zbrodnie Korpusu Gaja, jako ostrzeżenie dla dowództw bolszewickich, gen. Krajowski nakazał rozstrzelać 85 kozaków. Rozstrzelania dokonali żołnierze 49 pp, do którego należeli pomordowani polscy żołnierze.
Wkrótce ze szpitala powróciło do 49 pp kilku oficerów, rannych we wcześniejszych walkach z Budionnym na Wołyniu. Pułk otrzymał także 16 oficerów ze Śląska Cieszyńskiego i 300 szeregowych z rozwiązanego 4 pułku pomorskiego. Przybyła też marszówka, a zreorganizowany pułk liczył 27 sierpnia już 40 oficerów i około 1000 szeregowych.
Przez kolejne 10 dni pułki 18 DP odpoczywały w Mławie.
| Obsada personalna dowództwa dywizji w okresie IV–VIII 1920 | Obsada personalna dowództwa dywizji w okresie IV–VIII 1920 |
| Stanowisko                                                 | Stopień, imię i nazwisko                                   |
| ---------------------------------------------------------- | ---------------------------------------------------------- |
| Dowódca dywizji                                            | gen. por. Franciszek Krajowski                             |
| Szef sztabu                                                | wz. kpt. Aleksander Herbst                                 |
| Szef sztabu                                                | mjr Szt. Gen. Franciszek Arciszewski                       |
| Referent organizacyjny                                     | ppor. Seweryn Chrzanowski                                  |
| Referent informacyjny                                      | N.N.                                                       |
| Oficer oświatowy                                           | por. Antoni Szemblowski                                    |
| Referent operacyjny                                        | rtm. ad. szt. Stanisław Skarbek                            |
| Oficer operacyjny                                          | por. Leopold Gustaw Bogochwalski (od 26 V)                 |
| Oficer gazowy                                              | ppor. Florian Rusiecki (do 25 V)                           |
| Oficer gazowy                                              | ppor. Walery Mańkowski                                     |
| Referent materialny                                        | kpt. ad. szt. Zygmunt Cetnerowski                          |
| Referent zdobyczy                                          | ppor. Paweł Sito                                           |
| Referent uzbrojenia                                        | ppor. Jan Leon Jaremski                                    |
| Dowódca czołówki amunicyjnej                               | ppor. Jan Leon Jaremski                                    |
| Referent personalny                                        | ppor. Teodor Sawa (do 4 VI)                                |
| Referent personalny                                        | ppor. Janusz Laskowski                                     |
| Oficer służby wewnętrznej                                  | ppor. Zygmunt Jan Jaworczykowski                           |
| Ogólna kancelaria i litografia                             | ppor. Józef Szarfelt                                       |
| Szef łączności                                             | ppor. Bolesław Jerzykiewicz                                |
| Referent techniczny                                        | kpt. Franciszek Szkolnicki                                 |
| Szef intendentury                                          | por./kpt. rach. Stefan Dziama                              |
| Zastępca                                                   | por. Ludwik Ładoś (do 20 V)                                |
| Oficer szefostwa                                           | ppor. Władysław Szepieniec                                 |
| Oficer szefostwa                                           | ppor. Jan Suchanek (do 1 VIII)                             |
| Referent taborów                                           | por. Leon Oktawian Michalewski                             |
| Szef sanitarny                                             | mjr lek. dr Józef Gabriel Pracki                           |
| Oficer szefostwa                                           | ppor. podlek. Kazimierz Filipkiewicz                       |
| Dywizyjny lekarz weterynarii                               | mjr lek. wet. Michał Jordan                                |
| Proboszcz dywizji                                          | ks. mjr Franciszek Galas                                   |
| Kierownik sądu polowego                                    | mjr KS Eustachy Roman Zubrzycki                            |
| Oficer śledczy                                             | kpt. Wincenty Antoni Skrzywan (od 19 VI)                   |
| Oficer śledczy                                             | por. dr Mieczysław Hebanowski (od 20 V)                    |
| Oficer śledczy                                             | ppor. dr Alfred Alter (od 20 V)                            |
| Oficer śledczy                                             | ppor. KS Eustachy Krzanowski (od V)                        |
| Oficer śledczy                                             | ppor. KS Zdzisław Julian Halkiewicz                        |
| Oficer śledczy                                             | ppor. Michał Norbertowicz (chory, pocz. VIII)              |
| Protokolant                                                | pchor. Tadeusz Maliszewski                                 |
| Kierownik poczty polowej nr 33                             | N.N.                                                       |
| Oficer prowiantowy                                         | por. Czesław Lipa                                          |
| Dywizyjny punkt zborny jeńców                              | ppor. Starski                                              |
| Dywizyjny punkt zborny jeńców                              | ppor. Żakliński                                            |
| Oficer dowództwa                                           | por. Franciszek Harasymowicz                               |
| Oficer dowództwa                                           | por. Zdzisław Halski                                       |
| Oficer dowództwa                                           | ppor. Maksymilian Lewicz                                   |
| Oficer dowództwa                                           | ppor. Michał Norbertowicz (od VI)                          |
| Kompania sztabowa                                          |                                                            |
| Dowódca                                                    | kpt. Józef Keller                                          |
| Oficer kasowy                                              | ppor. Aleksander Szurek                                    |
| Oficer prowiantowy                                         | ppor. Władysław Kisialawski                                |
| Lekarz                                                     | lek. dr Izrael Stern                                       |
| Oficer sanitarny                                           | ppor. san. Konstanty Teleżyński                            |
| Pluton żandarmerii polowej                                 |                                                            |
| Dowódca                                                    | ppor. Tadeusz Konarski                                     |

### Dywizja w ofensywie 3 Armii nad Bugiem
Po zakończeniu Bitwy Warszawskiej 18 Dywizja Piechoty wzięła udział w ofensywie polskiej 3 Armii nad Bugiem na Wołyniu i Polesiu, która to operacja była związana z trwającą na północy bitwą niemeńską.

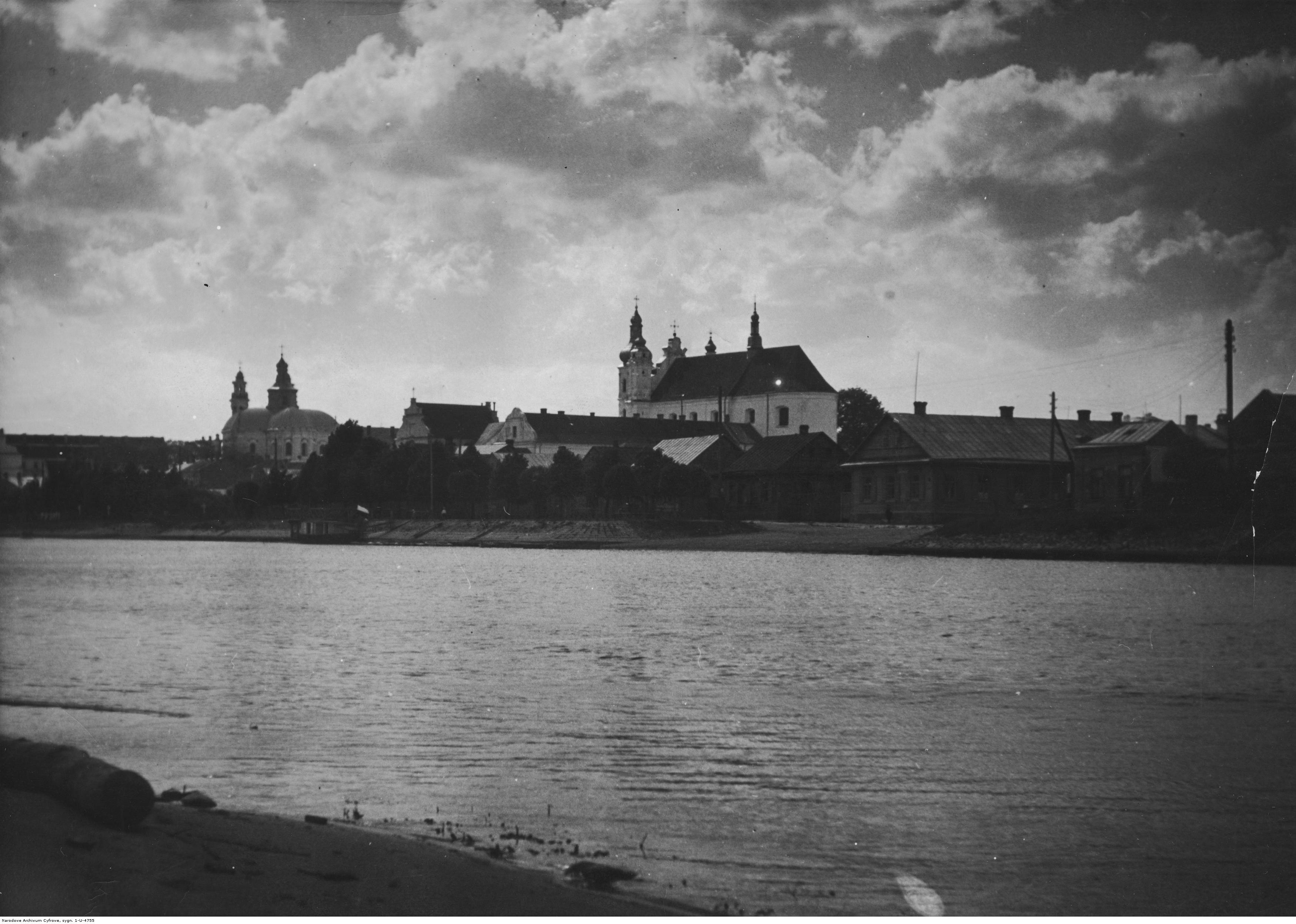
Pińsk – panorama od strony rzeki Piny

Na początku września dywizja została przewieziona transportami kolejowymi do Chełma. XXXV BP zajęła rejon Obłonie – Horodyszcze – Okszów – Nowiny, a XXXVI BP Parypse–Staw – Nowosiółki – Henrysin – Spas.
Dowódca 18 DP gen. Krajowski został też jednocześnie dowódcą grupy operacyjnej w składzie: 18 DP, Grupa gen. Stanisława Bułak-Bałachowicza, 7 Dywizja Piechoty, 214 pułk ułanów oraz brygada kozaków dońskich i grupa samochodów pancernych. Grupa gen. Krajowskiego, zajmująca odcinek linii Bugu od Skryhiczyna po Włodawę, miała za zadanie opanować Kowel i uchwycić niezbędny dla dalszej ofensywy szerokotorowy tabor kolejowy.
11 września Grupa ruszyła do natarcia. 7 DP działała na północ od toru kolejowego Dorohusk-Kowel, zaś 18 DP na południe od niego. Po opanowaniu przejść przez Bug, 18 DP posuwała się dwoma kolumnami – jedną z Dubienki przez Ziemlicę, drugą z rejonu Dorohuska, wzdłuż toru kolejowego na Luboml i Kowel.
11 września został złamany opór sowiecki w rejonie Lubomla; w rejonie Dubienki 144 pułk piechoty sforsował Bug. 12 września zdobyto Maciejów, a 13 września Kowel.
W nocy z 26 na 27 września dywizja wznowiła natarcie i po sforsowaniu Prypeci osiągnęła Janów, a na stacji zdobyto dwa pociągi wyładowane sprzętem wojskowym. Nazajutrz w okolicznych lasach pułk wyłapał blisko 2000 zdemoralizowanych czerwonoarmistów. 28 września w Janowie i Pińsku wzięto do niewoli prawie cały sztab bolszewickiej 4 Armii,.
W Pińsku zdobyto dużo trofeów wojennych. Zdobyto kasę dowództwa 4 Armii o zawartości 50 milionów rubli carskich i ogromną ilość ukraińskich karbowańców.
Na stacji kolejowej Janów stały dwa pociągi, załadowane amunicją, materiałem wojennym i żywnością, i jeden parowóz. Ponadto wzięto do niewoli 8000 jeńców, w tym 200 urzędników. Zdobyto 400 wagonów materiałów wojennych, amunicji, zboża, urządzeń telefonicznych i telegraficznych, jeden wagon opon gumowych, kilka automobili i motocykli, reflektor, kilkadziesiąt maszyn do pisania, mundury, obuwie, 100 nowych karabinów maszynowych.

Po zajęciu Pińska 18 DP uderzyła na Łuniniec i Łachwę.
W nocy z 30 września na 1 października Rosjanie wycofali większość swoich sił sprzed frontu Grupy gen. Krajowskiego. 1 października XXXV BP osiągnęła linię Dobrostawka–Pohost, a XXXVI BP Dubnowicze–Porohońsk. Do wieczora 2 października oddziały 18 DP były już w Łunińcu, Łachwie, Dawidgródku i Stolinie. Wzięto ponad 100 jeńców z bolszewickiej 57 Dywizji Strzelców. Straty Grupy gen. Krajowskiego w dniach 1–2 października wyniosły około 100 rannych i 15 zabitych. Wobec tak szybkiego tempa marszu, pojawiły się jednak trudności aprowizacyjne. Całkowite wycieńczenie koni, związane z brakiem owsa, spowodowało, że tabory i artyleria pozostawały w tyle. Nie pomogło uruchomienie linii kolejowej z Pińska do Drohiczyna. Dowóz żywności do oddziałów jedynie za pomocą furmanek był dalece niewystarczający. Dowództwo Grupy Krajowskiego uważało, że bez sprawnej kolei oddziały wchodzące w skład grupy nie będą w stanie posunąć się poza Łuniniec.
Dowódca grupy gen. Krajowski pisał w rozkazie: „Zwracam przede wszystkim uwagę wszystkich dowódców, że czas wstrzymania ofensywy należy użyć na doprowadzenie oddziałów do porządku, organizację i poprawienie o ile możności wycieńczonego ciężkimi marszami materiału końskiego, przyczem zwracam baczną uwagę na zakwaterowanie tak ludzi, jak i koni, ewentualnie budować stajnie i baraki. Będę osobiście przekonywał się czy na tym polu dostatecznie się pracuje [...]. D-ca grupy gen. ppor. Krajowski”.
7 października na odcinku 18 DP brak było kontaktu z nieprzyjacielem. XXXVI BP wysyłała zwiady. Dowództwo brygady znajdowało się w Łunińcu i wysyłało elementy rozpoznawcze aż nad Słucz. XXXV BP z dowództwem w Łaszczowie miała zadanie obsadzić linię Woluta–Lipsk–Małkowieże i patrolować po rzekę Łań.

18 października, w dniu zakończenia walk z Rosjanami, dyslokacja wojsk 18 DP przedstawiała się następująco: dowództwo 18 DP i 18 BA w Łunińcu, dowództwo XXXV BP w Ludzieniewiczach, dowództwo XXXVI BP w Żytkowiczach.

## Dywizja w okresie pokoju

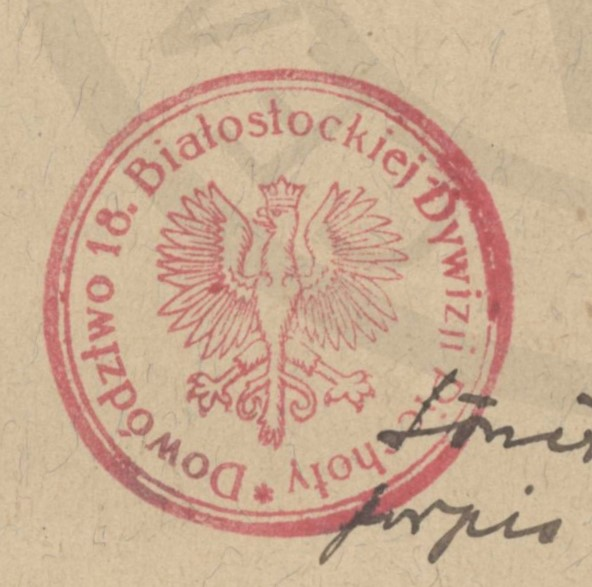
Pieczęć urzędowa dowództwa dywizji

W marcu 1921 dowództwo dywizji posługiwało się pieczęcią urzędową, okrągłą, z napisem w otoku „Dowództwo 18. Białostockiej Dywizji Piechoty”.
Zakończenie walk na froncie polsko-bolszewickim rozpoczęło reorganizację armii i przechodzenie jej na stopę pokojową. Bezpośrednio po podpisaniu z Rosją Sowiecką zawieszenia broni rozpoczęła się demobilizacja. Na podstawie rozkazu MSWojsk. nr 7600/org. 8100/Mob. z 22 sierpnia 1921, 18 DP przeszła na etat pokojowy. W miejsce dowództw XXXV i XXXVI BP utworzono jedno dowództwo piechoty, a liczbę pułków piechoty zredukowano do trzech. Ze składu dywizji wydzielono dwa pułki: 49 pp trafił w skład 11 Dywizji Piechoty do Kołomyi, a 72 pp przeniesiono do Radomia w skład 28 Dywizji Piechoty.
Ich miejsce zajął 33 pułk piechoty zorganizowany na ziemi łomżyńskiej.
Wraz z demobilizacją i reorganizacją ustalono także pokojową dyslokację dywizji i pułków piechoty. 18 DP trafiła do DOK I Warszawa, z miejscem postoju dowództwa dywizji w Łomży. 42 pp skoszarowany miał być w Białymstoku. Nim jednak tam trafił, ze względu na fatalny stan koszar białostockich przez dłuższy czas stacjonował w koszarach twierdzy ossowieckiej.
Po przetransportowaniu oddziałów z Polesia, Dywizję rozlokowano w garnizonach na Kurpiowszczyźnie i Białostocczyźnie. Dywizja rekrutowała żołnierzy swoich pułków przede wszystkim z ludności Północnego Mazowsza i Podlasia.

Sztab i pododdziały 18 DP stacjonowały w następujących miejscowościach:
- w garnizonie Łomża – dowództwo i sztab, 33 pułk piechoty, ośrodek sapersko – pionierski i kompania telegraficzna
- w garnizonie Białystok – 42 pułk piechoty
- w garnizonie Zambrów – 71 pułk piechoty i 18 dywizjon artylerii ciężkiej
- w garnizonie Ostrów Mazowiecka – 71 pułk piechoty i 18 pułk artylerii lekkiej

Od 1929 roku do sierpnia 1939 roku dowódcą 18 DP był gen. bryg. Czesław Młot-Fijałkowski; 20 sierpnia 1939 dowódcą został pułkownik dypl. Stefan Kossecki.

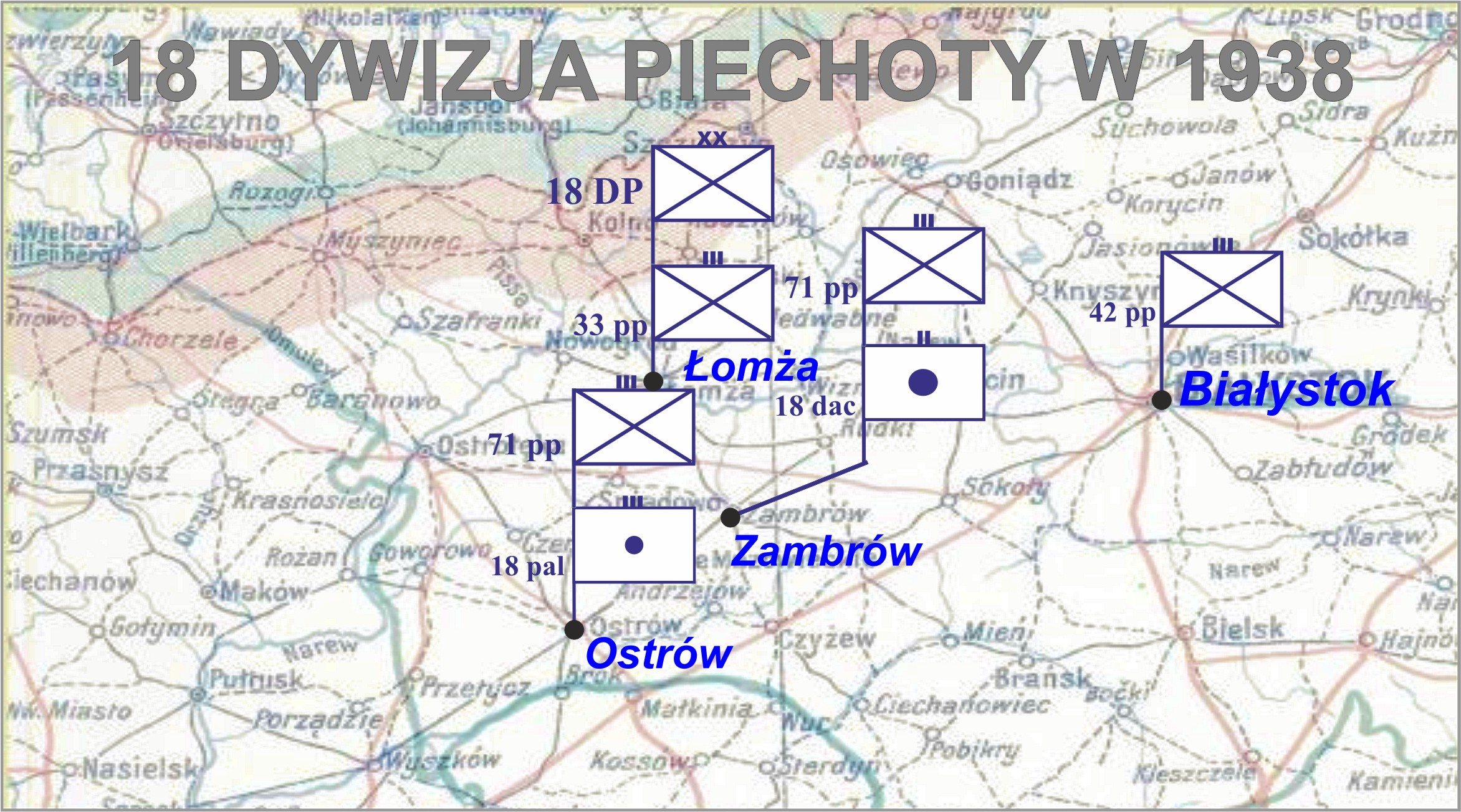
Rozmieszczenie oddziałów 18 DP w 1938

| Struktura organizacyjna dywizji w 1938 | Struktura organizacyjna dywizji w 1938          | Struktura organizacyjna dywizji w 1938 |
| Odznaka                                | Oddział                                         | Miejsce stacjonowania                  |
| -------------------------------------- | ----------------------------------------------- | -------------------------------------- |
|                                        | Dowództwo dywizji                               | Łomża                                  |
|                                        | 33 pułk piechoty                                | Łomża                                  |
|                                        | 42 pułk piechoty                                | Białystok                              |
|                                        | 71 pułk piechoty                                | Zambrów                                |
|                                        | 18 pułk artylerii lekkiej                       | Ostrów Mazowiecka                      |
|                                        | 18 dywizjon artylerii ciężkiej                  | Zambrów                                |
|                                        | Ośrodek Sapersko-Pionierski 18 Dywizji Piechoty | Łomża                                  |
|                                        | kompania łączności 18 Dywizji Piechoty          | Łomża                                  |

## Dywizja w kampanii wrześniowej

### Mobilizacja jednostek dywizji
Mobilizacja oddziałów dywizji miała przebieg sprawny i z reguły zgodny z planem mobilizacyjnym.
33 pp mobilizował się w koszarach w Łomży, a jego II i III batalion osiągnął gotowość wcielając około 20% rezerwistów z okolicznych wsi. Sformowano też III batalion 116 pułku piechoty. Podobnie przebiegała mobilizacja w pozostałych pułkach. Po wcieleniu rezerwistów i wydaniu broni oraz oporządzenia, 42 i 71 pp wymaszerowały z garnizonów do pobliskich wsi, gdzie kończyły mobilizację. Podczas mobilizacji powszechnej 71 pp miał dodatkowo wystawić II/116 pp, batalion marszowy oraz Ośrodek Zapasowy 18 DP. W trakcie mobilizacji pułki piechoty zwiększyły swój stan z ok. 1000 ludzi (stan pokojowy) do ponad 3000 żołnierzy.
We wsiach w rejonie garnizonu mobilizował się 18 pal. Osiągając gotowość bojową pułk zwiększył swój stan posiadania z 700 do 2000 ludzi. Podczas mobilizacji powszechnej pułk sformował III dywizjon haubic 100 mm dla 51 pułku artylerii lekkiej z 39 DP. 18 dac mobilizował się w swoim garnizonie, a kawalerię dywizyjną 18 DP stanowił szwadron „Krakusów”, będących formą przysposobienia wojskowego. Ośrodek Zapasowy 18 Dywizji Piechoty, pod dowództwem ppłk. Franciszka Faixa, zlokalizowano w Białej Podlaskiej

### Działania dywizji we wrześniu 1939
Położenie wyjściowe i zadania dywizji
Dywizja, pod dowództwem płk dypl. Stefana Kosseckiego, wchodziła w skład SGO „Narew”. W ogólnym planie operacyjnym dowódcy SGO „Narew”, gen. bryg. Czesława Młot-Fijałkowskiego, dywizja otrzymała zadanie obrony 120-kilometrowego pasa wzdłuż Narwi, od Kamianki do m. Rutki.
Fakt, że żołnierze rekrutowali się z terenów, które miała bronić, spowodował, że już 31 sierpnia sprawnie i szybko dywizja zajęła wyznaczone jej pozycje obronne na linii rzeki Narew
O świcie 1 września 1939 poszczególne oddziały zajmowały następujące pozycje:
- 33 pułk piechoty, pod dowództwem ppłk dypl. Lucjana Stanka, wzmocniony 18 pułkiem artylerii lekkiej (bez dywizjonu), pod dowództwem ppłk art. Witolda Sztarka, obsadził odcinki „Łomża” i „Nowogród”. Zadaniem pułku była obrona przepraw w rejonie Łomży i Nowogrodu. Na przedpole, do rejonu Kolna, została wysunięta kompania kolarzy 18 DP, a szwadron kawalerii dywizyjnej przeszedł na wschód od Myszyńca do rejonu Łyse. Dodatkowe wsparcie ogniowe miał zapewnić 18 dywizjon artylerii ciężkiej, pod dowództwem ppłk art. Władysława Brzozowskiego.
- 42 pułk piechoty, pod dowództwem ppłk Wacława Malinowskiego, wzmocniony batalionem ON „Kurpie”, szwadronem 5 pułku ułanów oraz jednym dywizjonem 18 pal, obsadził odcinek „Ostrołęka”, z zadaniem obrony przepraw na Narwi w rejonie Wojciechowice – Kamionka. Bliską osłonę w rejonie Łozisk stanowił III batalion 42 pp.
- 71 pułk piechoty, pod dowództwem ppłk dypl. Adama Zbijewskiego, stanowił odwód dowódcy dywizji i był przewidziany do wsparcia odcinków „Łomża” i „Nowogród”. Użycie 71 pp wymagało zgody dowódcy SGO „Narew”, który przewidywał wprowadzenie go do walki na kierunku Ostrołęki.
- III batalion 71 pułku piechoty dozorował odcinek „Wizna”. Po przeprowadzonej mobilizacji został on zluzowany przez 3 kompanię forteczną ckm kpt. Władysława Raginisa, 8/135 pp, 136 rezerwową kompanię saperów, baterię artylerii pozycyjnej, pluton zwiadowców konnych i pluton pionierów.

Walki w dniach 1–5 września
1 września o 4.45 niemieckie samoloty wtargnęły na terytorium Polski i rozpoczęły bombardowanie węzłów komunikacyjnych. Zbombardowano między innymi Łomżę.
Około 5.00 doszło do potyczek z niemieckimi patrolami wzdłuż prawie całej granicy, przy czym Niemcy przeprowadzili wypady między innymi na Myszyniec i tu uzyskali powodzenie. Bezpośrednie zagrożenie zachodniego skrzydła kompanii ON „Myszyniec” spowodowało wycofanie się w panice całej obsady obrony Myszyńca. Nieudolnie przeprowadzony kontratak siłami kompanii ON „Kadzidło” nie uzyskał powodzenia i Myszyniec pozostał w rękach nieprzyjaciela. Zaniepokojony rozwojem wydarzeń gen. Młot-Fijałkowski wysłał na rubież Łodziska – Olszewka Oddział Wydzielony „Łodziska”, w składzie: III/42 pp, pluton ppanc. działek 37 mm, drużyna kolarzy 42 pp, patrol szwadronu pionierów Podlaskiej BK i bateria 18 pal. Dowódcy OW „Łodziska” podporządkowano wszystkie oddziały znajdujące się na przedpolu Ostrołęki.
W nocy z 1 na 2 września kompania 42 pp weszła do Myszyńca i „nie stwierdziła Niemców w Myszyńcu”.
Od rana oddział wydzielony zajmował pozycję obronną pod Ostrołęką, wzdłuż rubieży Łodziska – Olszewka. Oddziały niemieckiej 1 Brygady Kawalerii opanowały Kadzidło i już wieczorem pod Łodziskami nawiązały styczność ogniową z III/42 pp. W nocy z 2 na 3 września oddział wydzielony został wzmocniony 6 kompanią strzelecką z plutonem ckm.
Gen. Młot-Fijałkowski nakazał też dowódcy 18 DP skierować do lasu na zachód od Lasek i Dąbrówki odwodowy 71 pułk piechoty, z zadaniem rozpoznania walką nieprzyjaciela w rejonie Kadzidła. Pułk dopiero 3 września przed południem osiągnął nakazany rejon do działania.
W tym czasie pod Myszyniec przywieziono 1 kompanię 71 pp, z zadaniem zajęcia miejscowości. Na skutek opóźnionego podstawienia transportu, kompania atakowała już w dzień. Niemcy otworzyli zmasowany ogień do plutonów kompanii. Kompania poniosła ponad 50% strat i w bezładzie wycofała się w kierunku Nowogrodu. W ciągu dnia nieprzyjaciel okopał się naprzeciw III/42 pp i walka w tym rejonie zamieniła się w szereg obustronnych lokalnych akcji zaczepnych.
Działania 71 pp w rejonie Oberwie – Kadzidło nie dały większych rezultatów. Przyczyną były przede wszystkim bezdroża, które bardzo utrudniały manewry pułku. Około 21.00 pułk rozpoczął odwrót do rejonu Sławiec – Chojny Stare. Już podczas marszu o 3.00 został zawrócony z Dębnik i skierowany do lasu na zachód od Dąbrówki. Nakazany rejon pułk osiągnął około 10.00 następnego dnia. Wysłane patrole meldowały o obecności oddziałów niemieckich w Brzozówce i Kadzidle. W Łodziskach nawiązano kontakt z III/42 pp. Wkrótce potem 71 pp skierowany został do lasu w pobliżu Durlas. 4 września około 21.00 rozpoczął marsz za Narew. Po nocnym marszu przez Łodziska i Wojciechowice żołnierze dotarli do rejonu na południowy zachód od Laskowca i tam pułk pozostawał na postoju przez cały dzień 5 września i noc z 5 na 6 września.
Z dniem 4 września odcinek „Ostrołęka” został podporządkowany dowódcy 18 Dywizji Piechoty, a batalion ON „Kurpie” został skierowany do dozorowania Narwi na odcinku Korczaki – Kamianka.
W godzinach popołudniowych nieprzyjaciel wycofał się sprzed pozycji III/42 pp na samochodach.
Około 20.00 5 września mjr Feliks Chmielewski otrzymał rozkaz od dowódcy 42 pp wycofywania oddziału za Narew. Po przejściu rzeki wysadzono mosty w Ostrołęce. Następnego dnia III/42 pp zluzował batalion ON „Ostrołęka” nad Narwią, który to jako odwód przeszedł do lasu Kamianki.
Walki w dniach 5–10 września
5 września gros 18 Dywizji Piechoty (5 baonów i 3 dyony) stało od rana w rejonie Ostrołęki. Dowództwo dywizji znajdowało się w Starowsi . W nocy wycofano ostatnie oddziały z północnego brzegu Narwi, a o świcie wysadzono mosty w Ostrołęce.
Około 11.00 gen. Młot-Fijałkowski postawił dowódcy dywizji zadanie bojowe. 18 Dywizja Piechoty miała w nocy z 5 na 6 września skierować na zaplecze 33 Dywizji Piechoty, do rejonu Borawe, swój 71 pułk piechoty, z zadaniem wzmocnienia 33 DP w przypadku wykonania przez nią uderzenia w pasie 41 Dywizji Piechoty. Tam też należało skierować maszerujący z Wizny III/71 pp mjr. Jakuba Fobera. Do rejonu Borawe skierować dwa dywizjony 18 pal i 18 dac, pod wspólnym dowództwem dowódcy 18 pal ppłk. Witolda Sztarka. Wraz z zapadnięciem zmroku należało wycofać z przedpola Narwi OW „Łodziska” i skierować go na lewe skrzydło 18 DP, dla zluzowania batalionu ON „Kurpie”. Batalion ON skierować do odwodu dywizji.
Wykonując rozkaz dowódcy SGO „Narew”, w sztabie dywizji przystąpiono do reorganizacji dowodzenia. W godzinach popołudniowych został wydzielony I rzut sztabu i przerzucony w rejon Laskowca, z zadaniem zorganizowania punktu dowodzenia w dworze Czarnowiec. W Szczepankowie pozostał II rzut pod dowództwem płk. Aleksandra Hertla, z zadaniem koordynowania działań na całym froncie i tyłach 18 Dywizji Piechoty.
W nowe rejony ostatnie pododdziały dotarły przed południem 6 września. Wycofujący się oddział rozpoznawczy 42 pp walczył w rejonie Nowa Wieś i na wschodnim skraju lasu Chudek, III/42 pp w rejonie Kamianka, Dzbenin nawiązał łączność taktyczną z I batalionem 134 pułku piechoty, batalion ON odszedł do odwodu w rejon lasów na zachód od Czarnowca, a III batalion 71 pp, po nocnym marszu, dołączył do macierzystego pułku w rejonie Borawe. II dywizjon 18 pal i 18 dac otrzymały rozkaz przejścia w rejon Borawe. Dowódca 18 DP płk dypl. Stefan Kossecki z dowódcą artylerii dywizyjnej płk dypl. art. Janem Bigo i dowódcą 71 pp ppłk dypl. Adamem Zbijewskim udali się konno do Jarnut, gdzie nawiązali bezpośredni kontakt z dowódcą 33 Dywizji Piechoty płk dypl. Tadeuszem Zieleniewskim.
Od 5 września 33 pułk piechoty podlegał bezpośredniemu rozkazodawstwu SGO „Narew”. W dniach 5 i 6 września w rejonie Nowogród, Łomża panował spokój. W swym wieczornym meldunku z 6 września dowódca 33 pp przekazał wiadomości o zajęciu przez Niemców Kolna, Szczuczyna i marszu zmotoryzowanych kolumn na Łomżę i Wiznę. Nie wzbudziła ona w sztabie SGO „Narew” większego niepokoju. Na skutek błędnej oceny sytuacji nie zdawano sobie sprawy z wielkości i groźby niebezpieczeństwa.
6 września oddziały dywizji były gotowe do wsparcia uderzenia 33 Dywizji Piechoty na kierunku różańskim. Czekano cały dzień na odpowiedni rozkaz z dowództwa Samodzielnej Grupy Operacyjnej „Narew”. Zamiast rozkazu o uderzeniu, w godzinach popołudniowych przyszedł rozkaz odejścia 33 DP do dyspozycji dowódcy GO „Wyszków”, a pozycje po 133 pp w rejonie Lipianki i po 134 pp w rejonie Kamianki miał obsadzić 71 pułk piechoty. Tym samym miał zabezpieczyć lewe skrzydło 18 DP, ale jednocześnie być w gotowości do uderzenia w kierunku na Kruszewo i Chełsty. Jako bezpośrednie wsparcie 71 pp pozostały na miejscu II/18 pal i 18 dac. Sztab dywizji przeniósł się do gajówki Borawe.
Na odcinku 42 pp nieprzyjaciel ostrzeliwał przez Narew stanowiska pułku z kierunku Podrężewo, Grabowo, Olszewo i Kordowo, potem od Dzbenina po Kamiankę oraz przybrzeże Ostrołęki i rejon mostu. Ostrołękę bombardowało też lotnictwo.
W nocy z 6 na 7 września zorganizowany wypad za Narew plutonu z I/42 pp zaskoczył w Otoku śpiącą kompanię nieprzyjaciela. Jeńcy zeznali, że należą do jednostki z 12 DP.
Nocne patrole rozpoznawcze z II/42 pp zostały ostrzelane w rejonie Kordowo i Kołaki, natomiast patrol skierowany na Nożewo nie zastał tam nieprzyjaciela.
Około 5.00 7 września dowódca 18 DP wydał rozkazy. Szwadron kawalerii dywizyjnej do 16.00 miał rozpoznać rejon Goworowo, Pasieki i Czarnowo. Dowódca 3 psk miał utrzymać stanowiska na rzece Orz i osłonić skrzydło 18 DP do rana 8 września. Dowódcy 71 pp i 18 pal mieli nadal utrzymać obecne stanowiska, rozpoznając kierunek Kruszewo, a 3/71 pp, z baterią armat 18 pal, miał być gotowy do wypadu do rejonu Żabin, Kruszewo. Zadanie 42 pp pozostało bez zmian.
O 7.00 na stanowisku dowodzenia 18 DP w gajówce Borowe przybył gen. Młot-Fijałkowski. Zaakceptował on dotychczasowe zarządzenia dowódcy 18 DP, potwierdził podporządkowanie dowódcy 18 DP 3 pułku strzelców konnych oraz zarządził gotowość do uderzenia 71 pp na Różan.
Na przedpolu toczyły się walki patroli 71 i 42 pp.
Wieczorem 71 pp, wraz dywizjonem 18 pal i 18 pac, został skierowany do rejonu Cisk – Żłobin, z gotowością do uderzenia na Goworowo i tym samym wsparcia natarcia 33 Dywizji Piechoty z rejonu Długosiodła. Około północy uderzenie zostało przez dowództwo SGO odwołane, a 71 pp z towarzyszącą mu artylerią został zawrócony na swe poprzednie stanowiska.
8 września około 6.00 wyczerpany pułk powrócił na stanowiska w rejonie Borowe.
Około 9.00 niemiecki oddział zmotoryzowany zaatakował Grodzisk. Kierunku tego bronił 3 pułk strzelców konnych ppłk. dypl. Jana Małysiaka. Po godzinnej walce natarcie Niemców zostało powstrzymane, a 3 czołgi zniszczone. Pułk poniósł też ciężkie straty.
Około 13.00 nieprzyjaciel wznowił natarcie na Grodzisk i Czerwin. Saperzy wysadzili most na Orzu, ale rzeka w tym miejscu była płytka i stosunkowo łatwa do przebycia. Dowódca pułku meldował o tragicznym położeniu. W tej sytuacji dowódca dywizji płk Kossecki podjął decyzję kontrataku siłami II/71 pp mjr. Stanisława Knapika, wzmocnionego 4 baterią 18 pal por. Mieczysława Zielińskiego, do Żabina, a dowódcy 3 psk wydał ponowny rozkaz bezwzględnego powstrzymania Niemców na rzece. Dowódca pułku ppłk Jan Małysiak sam wyprowadził kontratak swoim odwodem i zameldował, że pułk do wieczora utrzyma pozycje. Maszerujący do kontrataku batalion został zawrócony na poprzednie stanowiska.
O 10.30 Niemcy uderzyli też na kierunku 42 pp. Natarcie powstrzymał II/42 pp i I/18 pal.
9 września około 7.30 do miejsca postoju dowódcy SGO „Narew” w folwarku Michałki dotarł rozkaz ze sztabu Naczelnego Wodza. Druga część otrzymanego zadania nakazywała przejść marszami nocnymi do rejonu Biała Podlaska – Brześć. Około 10.00 dowódca SGO „Narew” powziął decyzję przeprowadzenia odwrotu, a do sztabu SGO wezwany został gen. Zygmunt Podhorski, przewidziany do objęcia dowództwa nad zgrupowaniem w składzie: 18 DP, Suwalska BK i Podlaska BK. 18 Dywizja Piechoty miała wycofać się w kierunku Ciechanowiec – Siemiatycze – Brześć; marsz miała rozpocząć o zmroku, natomiast zgrupowanie kawalerii miało osłonić południowe skrzydło dywizji. Zostały wyznaczone kolejne etapy odskoku: Czerwony Bór, rzeka Gać – Jabłonki, po czym forsownymi marszami dywizja miała osiągnąć nakazany rejon.
W czasie opracowywania pisemnych rozkazów dla poszczególnych wielkich jednostek, z inicjatywy kpt. dypl. Leonarda Matrybińskiego, zwołana została niespodziewanie odprawa oficerów sztabu SGO „Narew”. Oficer ten w sugestywny i przekonujący sposób nakłaniał gen. Młot-Fijałkowskiego do zmiany powziętej decyzji, wysłania rozkazów i wykonania zwrotu zaczepnego. Decyzję tę zaakceptował Naczelny Wódz, mimo że stało to w jaskrawej sprzeczności z jego myślą przewodnią co do dalszego prowadzenia kampanii przez skupienie jak największych sił w południowo-wschodniej części kraju.
18 Dywizja Piechoty otrzymała zadanie przeprowadzenia silnych wypadów w kierunku na Ostrołękę.
W tym czasie na innych kierunkach trwały zacięte walki. Pod Nowogrodem Niemcy kontynuowali natarcie i mimo bohaterskiej obrony niemiecka 21 Dywizja Piechoty opanowała część miasta.

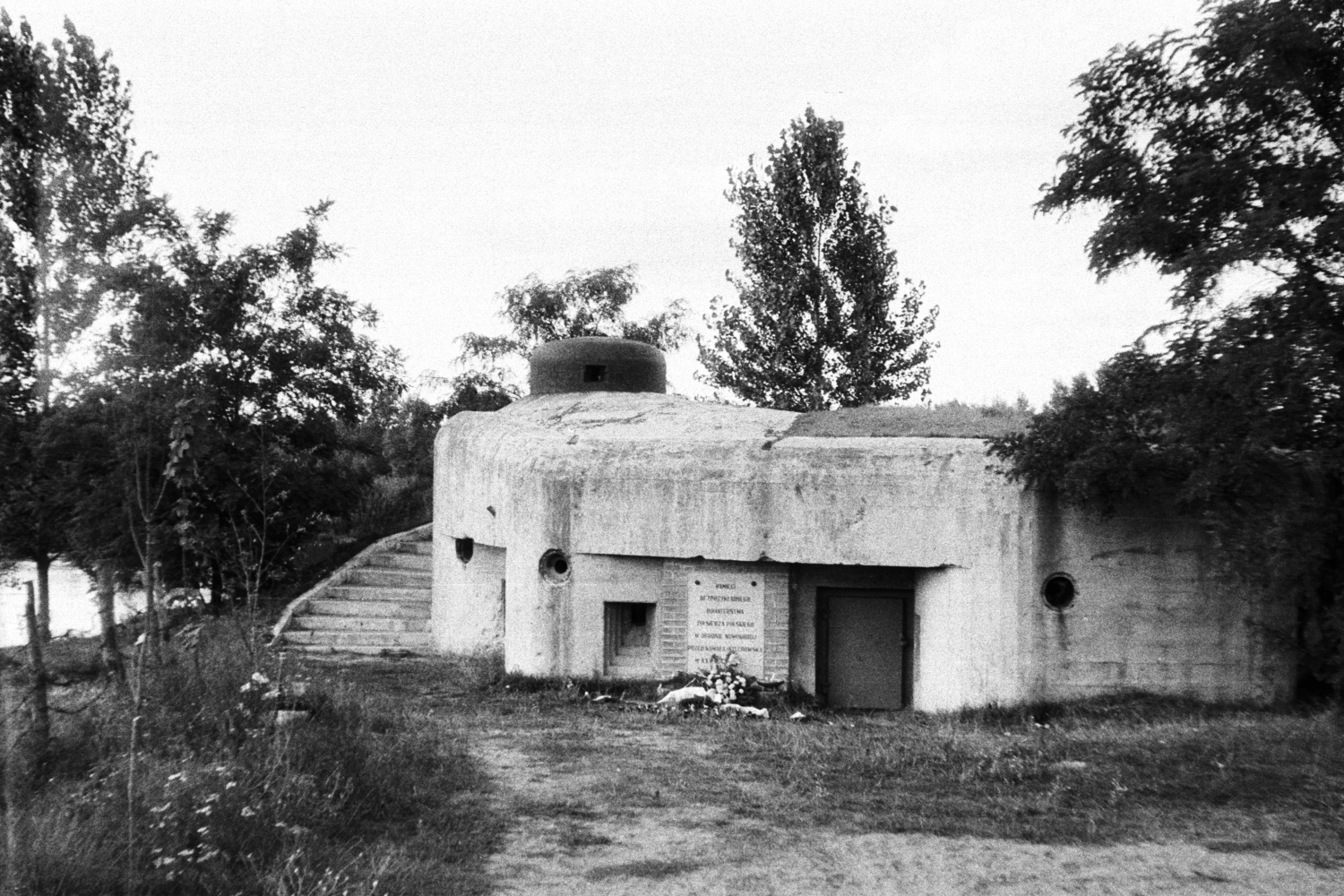
Schron nad Narwią

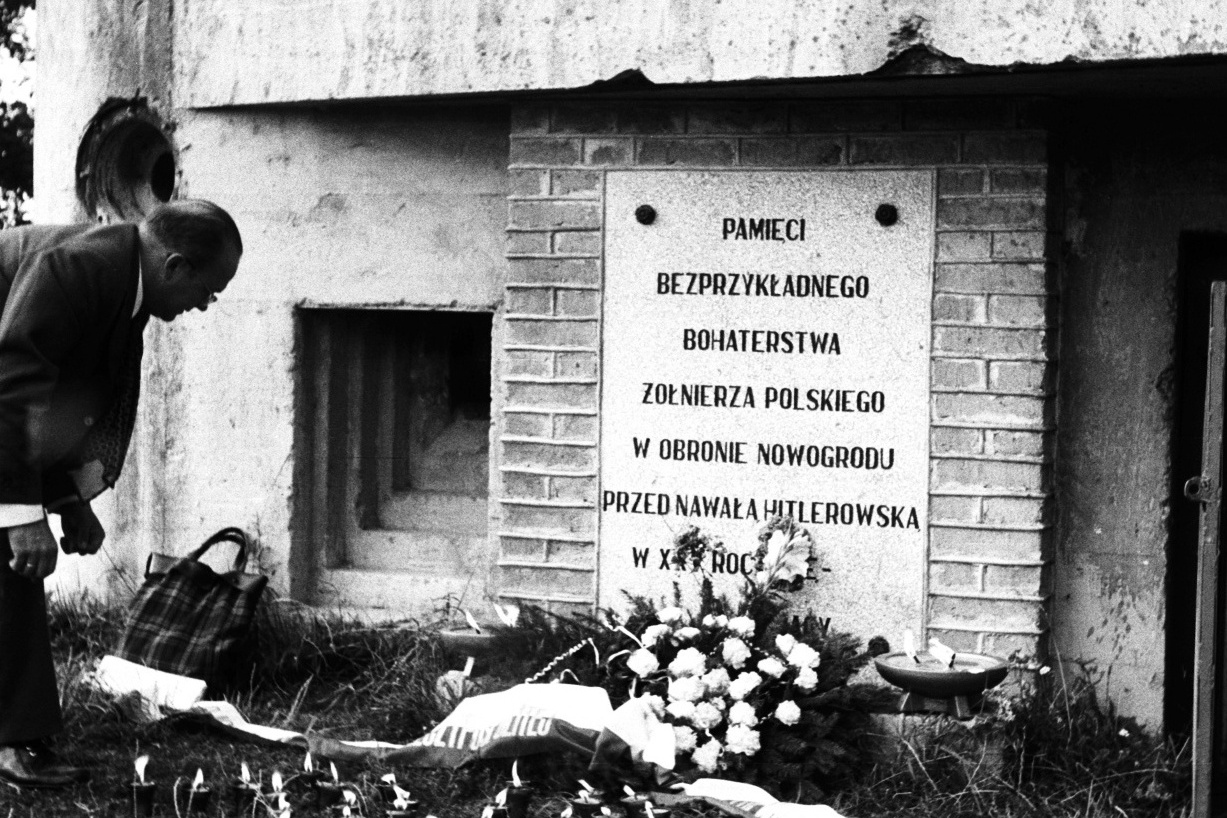
Tablica na schronie upamiętniająca obrońców Nowogrodu; 1973 r.

Przed południem 21 Dywizja Piechoty wznowiła natarcie i przełamała umocnioną pozycję pod Szablakiem, zdobyła Nowogród oraz opanowała wzgórza na wschód od Nowogrodu i Mątwię.
Celem wsparcia 22 pułku piechoty, znad rzeki Ruż został skierowany na północ 42 pułk piechoty. O świcie pododdziały osiągnęły Sławiec, a około 17.00 wyszło polskie natarcie na Nowogród. Odebrano Mątwię, lecz pod nawałami ognia artylerii natarcie utknęło na skraju Nowogrodu.
Realizacja zwrotu zaczepnego – walki w rejonie Jakaci
0 świcie 10 września oddziały SGO „Narew” przystąpiły do realizacji koncepcji zwrotu zaczepnego. Dowódca 18 Dywizji zorganizował oddział wydzielony w składzie: I/71 pp, kompania III/71 pp, II/18 pal i 18 dac. Zadaniem oddziału była likwidacja zagrożenia pancernego na prawym skrzydle dywizji. OW wykonał uderzenie w rejonie Szabły. Kolumna niemieckiej Dywizji Pancernej „Kempf” została zaskoczona w trakcie marszu polskim atakiem artyleryjskim. Następnie, w wyniku zdecydowanego ataku I batalionu, niemieckie oddziały zostały rozbite i odrzucone za rzekę Ruż. Polskie oddziały zdobyły Jakać, biorąc wielu jeńców oraz niszcząc znaczną ilość sprzętu nieprzyjaciela. Część zdobyczy przywieziono do Czaplic. W czasie natarcia nie doszło do współdziałania z Suwalską BK. Brak było wspólnego dowództwa. W rzeczywistości zwrot zaczepny SGO „Narew”, przewidziany jako działanie na szczeblu operacyjnym, zamienił się w przedsięwzięcie taktyczne, będące czynną formą osłony odwrotu.
Działania odwrotowe
W godzinach popołudniowych 10 września gen. Młot-Fijałkowski podjął spóźnioną decyzję wykonania odwrotu. Przełamanie przez XIX Korpus Pancerny obrony odcinka „Wizna” i marsz 10 Dywizji Pancernej i 20 Dywizji Zmotoryzowanej na Zambrów i Wysokie Mazowieckie oraz 3 Dywizji Pancernej na Briańsk, doprowadziło do sytuacji, w której okrążenia oddziałów SGO „Narew” nie można było już uniknąć. W związku z tym dowódca SGO „Narew” podjął próbę otwarcia drogi odwrotu dla swoich wojsk poprzez wykonanie równoczesnego natarcia na Zambrów siłami 18 DP i obu brygad kawalerii. 18 Dywizja Piechoty otrzymała zadanie w nocy z 10 na 11 września opuścić pozycje obronne w Nowogrodzie oraz rubieże rzeki Ruż i przejść do lasów Czerwonego Boru, a siłami odwodowego 71 pułku piechoty prowadzić rozpoznanie na kierunku Zambrowa.
Bitwa o Zambrów
W dniach 10–13 września dywizja toczyła ciężkie walki w rejonie Zambrowa z niemieckimi oddziałami XIX Korpusu Pancernego gen. Heinza Guderiana.
Dążąc do zamknięcia wojskom SGO „Narew” dróg odwrotowych na wschód, Niemcy ugrupowali obronnie w rejonie Zambrowa gros sił 20 Dywizji Zmotoryzowanej. Dowódca SGO „Narew” gen. Młot-Fijałkowski postanowił otworzyć siłą drogę odwrotu. Dowódca 18 DP, nie czekając na podejście reszty dywizji, zdecydował siłami 71 pułku piechoty uderzyć na Zambrów, zdobyć ten ważny węzeł komunikacyjny i umożliwić tym samym 18 DP wydostanie się z kotła na wschód. Natarcie postanowił poprowadzić osobiście. O 10.00 wyszło polskie natarcie z podstaw wyjściowych na linii lasu na wschód od Krajewa, Ćwikły, Wądołki. Bataliony natrafiły na zorganizowany, silny ogień, i zaległy. Dopiero wysunięcie do przodu ciężkiej baterii haubic i odprzodkowanie jej w odległości do 1000 m od stanowisk nieprzyjaciela oraz wykonanie nawał ogniowych umożliwiło wznowienie natarcia. Atakujące pododdziały poniosły duże straty. Do południa opanowano Pruszki, Jabłoń i Sędziwuje. Na tej pozycji 71 pp przeszedł do obrony, odpierając wciąż ponawiane kontrataki niemieckie.
Przebywający przy dowództwie 18 DP gen. Młot-Fijałkowski ocenił, że 71 pp jest u kresu sił i około 14.00 nakazał przerwać walkę i wycofać oddziały w kierunku przez Czyżew za Bug.
Jednak bataliony 71 pp nie otrzymały na czas rozkazu nakazującego oderwanie się od nieprzyjaciela i atakowały dalej. Udało się im opanować część miasta. Wzięto do niewoli około 200 jeńców.
O zmroku pułk oderwał się od nieprzyjaciela i wycofał się na pierwotną pozycję wyjściową.
W czasie gdy 71 pp nacierał z zachodu na Zambrów, 33 pułk piechoty dopiero po południu wyruszył z rejonu Bacze Mokre w kierunku na Zambrów i około 17.00 uderzył od północy na miasto. Jego natarcie załamało się w ogniu niemieckiej artylerii.
42 pułk piechoty w ogóle nie wziął udziału w natarciu na Zambrów. Około 9.00, wycofując się znad Narwi, osiągnął północno-zachodnią część Czerwonego Boru i tam pozostał. Przed wieczorem oddziały 42 pp walczyły z czołowymi elementami niemieckiej 21 Dywizji Piechoty w rejonie Sierzput. Po krótkiej walce Niemcy wycofali się na zachód.
Walki trwały jeszcze do wieczora. Wraz z zapadnięciem zmroku oddziały niemieckie cofnęły się na północny skraj Zambrowa. Polskie oddziały rozpoczęły formować kolumny marszowe i o wyznaczonych godzinach rozpoczęły marsz przez Łętownicę, Andrzejewo i Czyżew na Nur. W czasie marszu Niemcy zaatakowali kolumnę II/71 pp. Zostali jednak odrzuceni zdecydowanym przeciwdziałaniem ogniowym polskich żołnierzy. Zaatakowany został także formujący kolumny III/42 pp z 3 baterią 18 pal. Po krótkiej obronie utracił on zdolność bojową, a żołnierze w panice rozproszyli się.
Walki pod Łętownicą i Andrzejewem

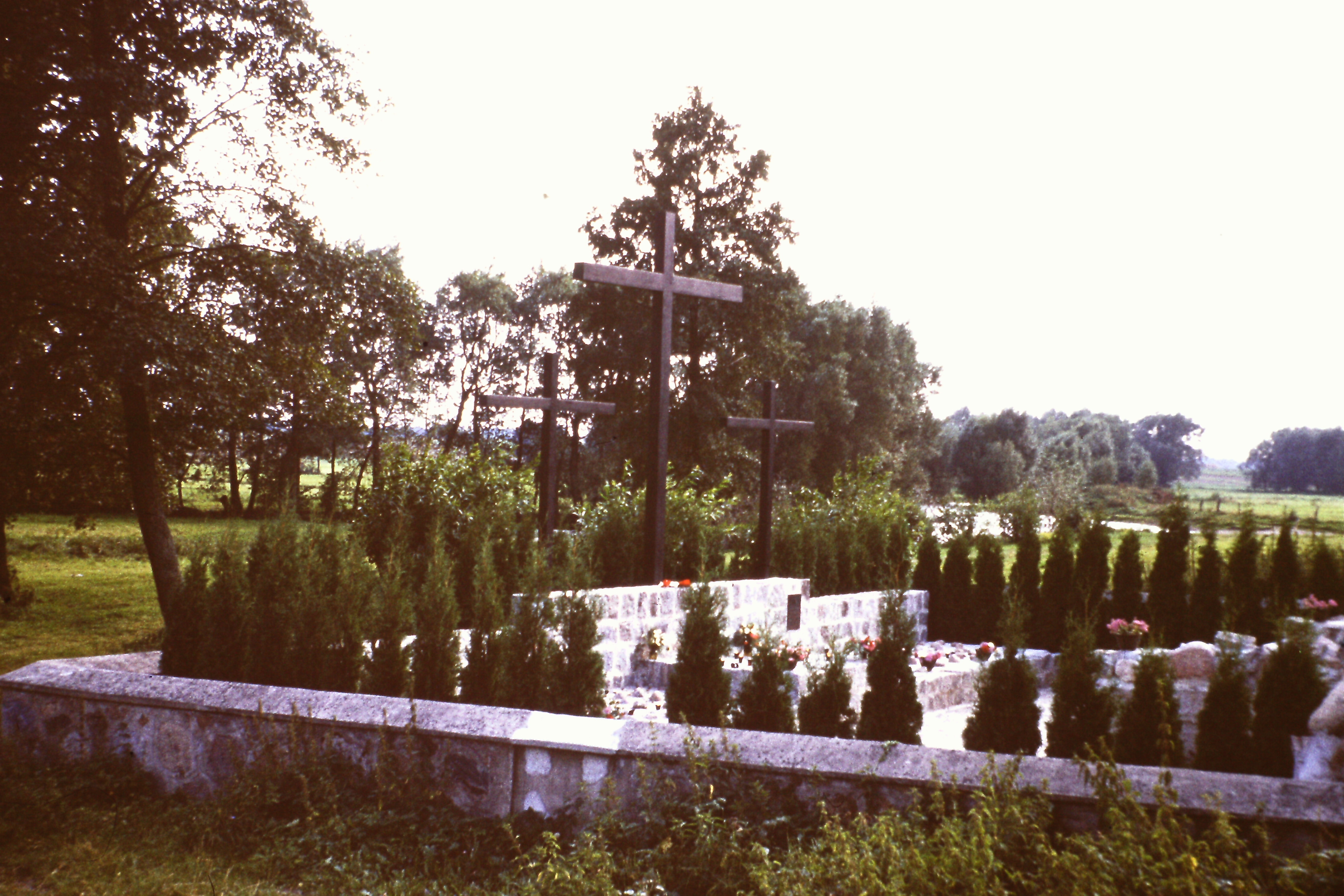
Mauzoleum 18 Dywizji Piechoty na cmentarzu w Andrzejewie; 1975 r.

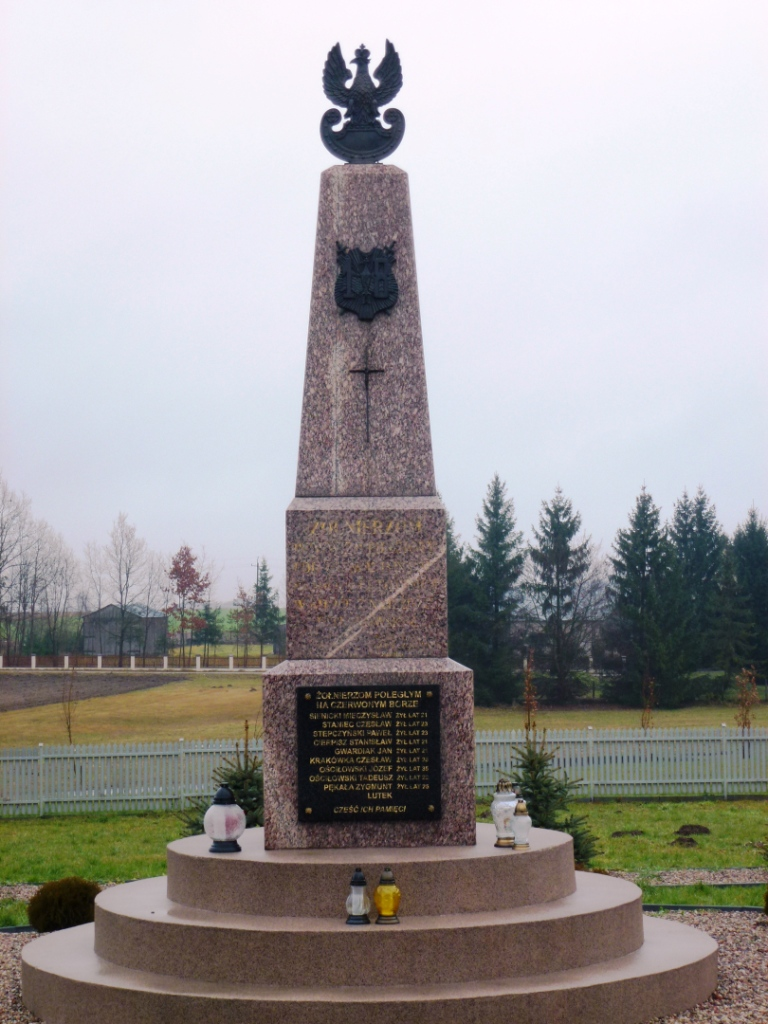
Pomnik upamiętniający żołnierzy 18 DP poległych na polach Łętownicy

Niemcy bardzo szybko zareagowali na próby przebicia się 18 DP przez Zambrów na południe. W nocy z 11 na 12 września przegrupowali siły i dążyli do okrążenia, a następnie zniszczenia polskiej dywizji. W tym celu oddziały niemieckiej 20 DZmot z częścią 10 Dywizji Pancernej przeszły z Zambrowa i Czyżewa w kierunku Andrzejewa, 21 DP wysłała z rejonu Śniadowa w kierunku na Srebrną silny oddział wydzielony, a 206 Dywizja Piechoty zamknęła od strony południowo-zachodniej pierścień okrążenia w rejonie Małkinia – Nur.
Dowódca 18 DP ze sztabem przybył rano 12 września do Łętownicy. Dysponował on tylko częścią oddziałów dywizji, znajdujących się w bezpośrednim zasięgu jego dowodzenia.
Około 9.00 kolumna pod dowództwem dowódcy 18 DP ruszyła na Andrzejewo. W wyniku ataku nacierających od wschodu czołgów i ogromnej koncentracji ognia, natarcie zostało powstrzymane. Raniony pięcioma kulami z km padł płk Kossecki (raniony w klatkę piersiową, brzuch i przedramię). Przed utratą przytomności wydał rozkaz znajdującemu się w pobliżu sierżantowi z batalionu ON „Kurpie”: Powiedzcie pułkownikowi Hertlowi i szefowi sztabu, że dywizja nie może się poddać. Ma dotrwać do nocy, a później przebijać się małymi grupkami, a nawet pojedynczo. Wycofujący się z resztkami wojska st. sierż. M. Karcz zameldował szefowi sztabu (Kazimierz Pluta-Czachowski), że płk Kossecki został zabity. Do wyniesienia ciała z pola bitwy zgłosiło się 20 ochotników. Cała grupa zginęła przy polnej drodze, w wyniku ostrzału z ckm. Ewakuacja uznanego za poległego płk. Kosseckiego udała się dopiero kierowcy „Łazika” (Edmund Barański), który odwiózł pułkownika do punktu opatrunkowego w Łętownicy.
W godzinach przedpołudniowych dowództwo dywizji objął dowódca piechoty dywizyjnej płk Aleksander Hertel. Oddziały polskie wciąż nacierały oraz odpierały kolejne kontrataki Niemców. Po zapadnięciu zmroku płk Hertel zaimprowizował ostatnie, koncentryczne natarcie na Andrzejewo, i osobiście je poprowadził. Potężny ogień artylerii i broni maszynowej zerwał polskie natarcie. Po 22.00 walka ucichła. W oddziałach 18 DP brakowało już zupełnie amunicji. Pułkownik Aleksander Hertel poległ przed 22.00. Oddziały polskie zostały zepchnięte do płonącej Łętownicy. Z okrążenia wyszli tylko nieliczni.

### Epilog walk
Od obowiązku przebijania się w grupie szefa sztabu 18 DP zostali zwolnieni komendant kwatery głównej dywizji mjr Edward Szmoniewski i szef sądu polowego kpt. Szmidt. Polecono im zwrócić się do Niemców o pomoc dla rannych i w pogrzebaniu setek poległych. Nie przebijał się też ciężko kontuzjowany dowódca 18 pal ppłk. Witold Sztark. To właśnie on, jako najstarszy stopniem, przejął dowodzenie nad żołnierzami pozostającymi w Łętownicy.
Podpułkownik Sztark tak relacjonuje tamten czas:

„Wysłałem o świcie 13 września dwóch podoficerów (chorążego i plutonowego znających język niemiecki), którzy zawiadomili Niemców, że na polu walki zostali tylko ranni i proszą o udzielenie im pomocy (aby nie strzelano do tych wysłanników, musieli użyć białej płachty). Jednocześnie wysłany patrol w kierunku rozbitego w nocy oddziału płk. Hertla przyniósł ciężko rannego dowódcę dywizji, płk. dypl. Kosseckiego, znalezionego wśród innych rannych. O tych zarządzeniach natychmiast zameldowałem dowódcy dywizji, który widząc mnie zmartwionego, gdym schylił się nad jego noszami, wziął mnie za rękę swą jedyną ręką i rzekł te znamienne słowa: «Nie rozpaczajcie, byliście dobrymi żołnierzami. Wódz Naczelny rozkazał wytrwać do dziesiątego, a wy wytrzymaliście do trzynastego». Wkrótce przybył oficer niemiecki (podpułkownik) i zapytał mnie o dowódcę dywizji. Powiedziałem, iż jest ciężko ranny w brzuch serią z ckm. Odpowiedział: «To mężny oficer, widzieliśmy go ciągle w waszych przednich oddziałach walczących».

Płk dypl. Marian Porwit w „Komentarzach...” napisał: charakterystyka ostatnich dni walk oddziałów 18 DP pozwala zrozumieć pasję, z jaką oficerowie 18 DP przeciwstawiają się wersji podanej w pracy „Polskie siły zbrojne w drugiej wojnie światowej”, jakoby Dywizja kapitulowała. Nie twierdzili tego Niemcy w komunikacie z 14 września i dalej spełnili do kresu sił swój obowiązek żołnierze 18 DP. Wbrew autorom „Polskich sił zbrojnych...” nie kapitulowali. Wbrew komunikatowi niemieckiego Naczelnego Dowództwa 18 DP nie została „zniszczona”.
Ppłk art. Witold Sztark w oświadczeniu z 4 kwietnia 1970 napisał: „o świcie 13 września 1939 r. nie istniała już 18 DP. Kapitulacji nie było, nikt jej nie zgłaszał i nie podpisywał, gdyż byłoby to złamaniem rozkazu dowódcy dywizji i obrazą pamięci tysiąca poległych naszej dywizji. Nikt z dowódców pułków (poza mną ciężko kontuzjowanym) nie dostał się do niewoli, ani szef sztabu dywizji płk dypl. Kazimierz Pluta-Czachowski, ani też żaden zdolny do walki zwarty oddział. Artyleria po wystrzelaniu amunicji miała działa bądź zniszczone, bądź ze zniszczonymi przyrządami celowniczymi, bądź z lufami rozworowanymi nie nadającymi się do użytku”.
W 1979 tezę o kapitulacji dywizji podał Tadeusz Jurga, a jako oficera, który podjął decyzję o kapitulacji wskazał ppłk. Sztarka. Ponadto autor podał, że niewielka liczba żołnierzy zdolnych do walki poddała się, a Niemcy zdobyli kolumny taborowe z kilkoma tysiącami rannych i około tysiąca cywilnych woźniców. Tadeusz Jurga w 1990 podtrzymał tezę o kapitulacji dywizji, lecz bez wskazania osoby pułkownika Sztarka.
Przemysław Dymek, podsumowując w 1999 walki 18 DP, stwierdził: „mimo okrążenia przez dwie dywizje niemieckie, 18 DP nie skapitulowała i podjęła nierówną walkę, wiążąc znaczne siły nieprzyjaciela i opóźniając jego działanie. Dopiero po skoncentrowaniu czterech niemieckich związków taktycznych (20 DZmot., 10 DPanc., 21 DP i 206 DP), i wykonaniu przez Niemców koncentrycznego natarcia 18 DP została rozbita”.
W nocy z 13 na 14 września Niemcy popełnili zbrodnię wojenną, rozstrzeliwując ok. 200 jeńców polskich z 18 DP, zgromadzonych na terenie koszar w Zambrowie.

### Planowana organizacja wojenna 18 DP
| Dowództwo 18 DP                                                             | dowódcy broni i szefowie służb                                         |                            |
| Dowództwo 18 DP                                                             | sztab                                                                  |                            |
| Kwatera Główna 18                                                           | kompania asystencyjna                                                  |                            |
| Kwatera Główna 18                                                           | pluton łączności Kwatery Głównej 18 DP                                 |                            |
| Kwatera Główna 18                                                           | pluton pieszy żandarmerii nr 18                                        |                            |
| Kwatera Główna 18                                                           | poczta polowa nr 34                                                    |                            |
| Kwatera Główna 18                                                           | sąd polowy nr 18                                                       |                            |
| Kwatera Główna 18                                                           | kompania gospodarcza                                                   |                            |
| Piechota dywizyjna                                                          | 33 pułk piechoty                                                       |                            |
| Piechota dywizyjna                                                          | 42 pułk piechoty                                                       |                            |
| Piechota dywizyjna                                                          | 71 pułk piechoty                                                       |                            |
| Piechota dywizyjna                                                          | kompania kolarzy nr 12                                                 |                            |
| Piechota dywizyjna                                                          | samodzielna kompania karabinów maszynowych i broni towarzyszącej nr 12 |                            |
| Artyleria dywizyjna                                                         | 18 pułk artylerii lekkiej                                              |                            |
| Artyleria dywizyjna                                                         | 18 dywizjon artylerii ciężkiej                                         |                            |
| Artyleria dywizyjna                                                         | bateria artylerii przeciwlotniczej motorowa typ A nr 18                | por. Witold Pławiński      |
| Artyleria dywizyjna                                                         | samodzielny patrol meteorologiczny nr 18                               |                            |
| Jednostki broni                                                             | 18 batalion saperów                                                    |                            |
| Jednostki broni                                                             | szwadron kawalerii dywizyjnej nr 18                                    | rtm. Józef Ludwik Rudnicki |
| Jednostki broni                                                             | kompania telefoniczna 18 DP                                            |                            |
| Jednostki broni                                                             | pluton radio 18 DP                                                     |                            |
| Jednostki i zakłady służb                                                   | pluton taborowy nr 18                                                  |                            |
| Jednostki i zakłady służb                                                   | park intendentury nr 102                                               |                            |
| Jednostki i zakłady służb                                                   | drużyna parkowa łączności 18 DP                                        |                            |
| Jednostki przydzielone                                                      | Kurpiowski batalion ON                                                 |                            |
| Jednostki przydzielone                                                      | kompania karabinów maszynowych przeciwlotniczych typu B nr 38          | ppor. Stanisław Puchała    |
| Osobny artykuł: Organizacja wojenna polskiej dywizji piechoty w 1939 roku . |                                                                        |                            |

## Obsada personalna dowództwa dywizji
| Stopień                     | Imię i nazwisko             | Okres pełnienia służby                     | Kolejne stanowisko                          |
| Dowódcy dywizji             |                             |                                            |                                             |
| gen. ppor.                  | Franciszek Krajowski        | 1920 – 1921                                |                                             |
| płk piech.                  | Jan Wolgner                 | 1921 – 1922                                |                                             |
| gen. bryg.                  | Tadeusz Jastrzębski         | 28 III 1922 – III 1923                     | zastępca dowódcy OK IX                      |
| płk szt. gen.               | Józef Sopotnicki            | 1 VII 1923 – VIII 1924                     | dyspozycja ministra spraw wojskowych        |
| gen. bryg.                  | Józef Becker                | p.o. IV – VII 1924                         | dowódca 20 DP                               |
| gen. bryg.                  | Olgierd Pożerski            | 1 X 1924 – 1 VII 1925                      | komendant OWar. „Wilno”                     |
| gen. bryg.                  | Mikołaj Majewski            | 23 X 1925 – 28 I 1929                      | dowódca 6 Grupy Artylerii                   |
| gen. bryg.                  | Czesław Młot-Fijałkowski    | 28 I 1929 – 1939                           | dowódca SGO „Narew”                         |
| płk dypl. piech.            | Stefan Kossecki             | VIII – IX 1939                             |                                             |
| Dowódcy piechoty dywizyjnej |                             |                                            |                                             |
| płk piech.                  | Romuald Dąbrowski           | IX 1921 – XII 1922                         | Rezerwa Oficerów Sztabowych DOK X           |
| płk piech.                  | Karol Ludwik Hausser        | od XII 1922                                |                                             |
| płk piech.                  | Juliusz Chlebowski          | VII 1924 – 1 VIII 1925                     | dyspozycja dowódcy OK I                     |
| płk piech.                  | Bronisław Bohaterewicz      | 1 VIII 1925 – 14 X 1926                    |                                             |
| płk piech.                  | Jerzy Dobrodzicki           | 14 X 1926 – 26 IV 1928                     | dyspozycja II wiceministra spraw wojskowych |
| płk piech.                  | Józef Kwaciszewski          | 26 IV 1928 – X 1935                        |                                             |
| płk dypl.                   | Maciej Bardel               | X 1935 – I 1938                            | dowódca OPL OK X                            |
| płk art.                    | Aleksander Hertel           | do 12 IX 1939                              |                                             |
| Szefowie sztabu             |                             |                                            |                                             |
| kpt. / mjr                  | Juliusz Drapella            | 31 I – 27 V 1919 i 26 IX 1920 – 30 VI 1921 |                                             |
| mjr / ppłk SG (piech.)      | Modest Wacław Ratuszyński   | IX 1922 – V 1927                           | dowódca baonu w 54 pp                       |
| kpt. / mjr dypl. piech.     | Stefan Koeb                 | VI 1927 – 18 VI 1930                       | dowódca baonu w 34 pp                       |
| mjr dypl. art.              | Wacław Świeciński           | 18 VI 1930 – 20 IX 1933                    | zastępca dowódcy 18 pal                     |
| mjr dypl. art.              | Bronisław Noël              | 20 IX 1933 – V 1936                        | dowódca dyonu w 30 pal                      |
| ppłk dypl.                  | Marian Sołodkowski          | 1938 – 1939                                | szef sztabu LOW                             |
| ppłk dypl. art.             | Władysław Jerzy Rozwadowski | 1939                                       |                                             |
| ppłk dypl. piech.           | Kazimierz Pluta-Czachowski  | do 12 IX 1939                              |                                             |
| Oficerowie sztabu           |                             |                                            |                                             |
| kpt. dypl. sap.             | Felicjan Majorkiewicz       | Felicjan Majorkiewicz                      | Felicjan Majorkiewicz                       |

### Obsada dowództwa dywizji w 1939
| Obsada personalna dowództwa dywizji w marcu 1939:    |                    |                             |                                     |
| stanowisko                                           | stopień            | imię i nazwisko             | stanowisko we wrześniu 1939         |
| dowódca dywizji                                      | gen. bryg.         | Czesław Młot-Fijałkowski    | dowódca SGO „Narew”                 |
| dowódca piechoty dywizyjnej                          | płk art.           | Aleksander Hertel           | dowódca PD 18 DP                    |
| dowódca artylerii dywizyjnej                         | płk dypl. art.     | Jan Bigo                    |                                     |
| szef sztabu                                          | ppłk dypl.         | Marian Sołodkowski          | szef sztabu Lądowej Obrony Wybrzeża |
| I oficer sztabu                                      | kpt. dypl.         | Kazimierz Karpiński         |                                     |
| II oficer sztabu                                     | kpt. adm. (piech.) | Jan I Stroiński             |                                     |
| komendant rejonu PW konnego                          | rtm.               | Hipolit Wyrzykowski         |                                     |
| dowódca łączności                                    | mjr łączn.         | Tadeusz Klemens Błoński     | dowódca łączności SGO „Narew”       |
| oficer taborowy                                      | kpt. tab.          | Franciszek Gęsior           |                                     |
| oficer intendentury                                  | kpt. int. z wsw    | Antoni Błaszczyński         |                                     |
| Obsada personalna dowództwa dywizji we wrześniu 1939 |                    |                             |                                     |
| stanowisko                                           | stopień            | imię i nazwisko             | dalsze losy                         |
| dowódca dywizji                                      | płk dypl. piech.   | Stefan Kossecki             |                                     |
| dowódca piechoty dywizyjnej                          | płk art.           | Aleksander Hertel           | poległ                              |
| dowódca artylerii dywizyjnej                         | płk dypl. art.     | Jan Bigo                    | od 3 X 1939 w niewoli niemieckiej   |
| I oficer sztabu artylerii                            | mjr art.           | Józef Badecki               |                                     |
| II oficer sztabu artylerii                           | kpt. art.          | Wojciech Przybyło           |                                     |
| dowódca saperów                                      | mjr sap.           | Stefan Romejko              |                                     |
| dowódca kawalerii dywizyjnej                         | rtm.               | Józef Ludwik Rudnicki       |                                     |
| szef sztabu                                          | ppłk dypl. piech.  | Kazimierz Pluta-Czachowski  | żołnierz AK                         |
| oficer operacyjny                                    | kpt. dypl.         | Ludwik Hodakowski           |                                     |
| oficer informacyjny                                  | kpt.               | Jerzy Zenon Palęcki         |                                     |
| dowódca łączności                                    | kpt. łącz.         | Florian Mieczysław Cerkaski |                                     |
| kwatermistrz                                         | kpt. dypl.         | Kazimierz Karpiński         |                                     |
| szef intendentury                                    | kpt. int.          | Antoni Błaszczyński         |                                     |
| szef służby sanitarnej                               | mjr lek. dr        | Jan Żyźniewski              |                                     |
| szef służby weterynaryjnej                           |                    | NN                          |                                     |
| komendant kwatery głównej                            | mjr                | Edward Szmoniewski          |                                     |

## Żołnierze zawodowi 18 Dywizji Piechoty – ofiary zbrodni katyńskiej
Biogramy zamordowanych znajdują się na stronie internetowej Muzeum Katyńskiego
| Nazwisko i imię          | Stopień             | Ostatni przydział | Miejsce śmierci |
| ------------------------ | ------------------- | ----------------- | --------------- |
| Jan Bechcicki            | chor. piech.        | 42 pp             | Charków         |
| Jan Alfons Gdaniec       | ppor. piech.        | 71 pp             | Katyń           |
| Stefan Tadeusz Halski    | kpt. piech.         | OZ 18 DP          | Charków         |
| Kazimierz Kołoszyc       | ppor. piech.        | 42 pp             | Charków         |
| Antoni Kornacki          | por. piech.         | 42 pp             | Charków         |
| Stefan Kossecki          | płk dypl.           | 18 DP             | BLK             |
| Jan Mikołaj Kossowski    | rotmistrz w st. sp  | 18 DP             | Katyń           |
| Bronisław Kotecki        | por. piech.         | 71 pp             | Katyń           |
| Władysław Kowalewski     | kpt. art.           | 18 pal            | Charków         |
| Mieczysław Krystyniak    | chor. piech.        | 71 pp             | Charków         |
| Jan Maleszyk             | ppor. piech.        | OZ 18 DP          | Katyń           |
| Antoni Muliński          | kpt. piech.         | 42 pp             | Charków         |
| Marian Nowak             | mjr lek. wet.       | 18 pal            | Katyń           |
| Jan Pawłowski            | plut. pchor. piech. | 71 pp             | Katyń           |
| Zygmunt Perlitz          | kpt. piech.         | 42 pp             | Katyń           |
| Bronisław Rosiński       | kpt. piech.         | OZ 18 DP          | Charków         |
| Eugeniusz Juliusz Specht | ppor. piech.        | 42 pp             | Katyń           |
| Józef Splitt             | kpt. piech.         | OZ 18 DP          | Katyń           |
| Władysław Szarek         | por. piech.         | 33 pp             | Charków         |
| Józef Świrniak           | kpt. piech.         | 33 pp             | Katyń           |
| Gustaw Walenty Terlecki  | kpt. dr             | 18 pal            | Charków         |
| Stanisław Uniśkiewicz    | por. piech.         | 42 pp             | Katyń           |
| Wacław Wasiak            | por. piech.         | 42 pp             | Charków         |
| Stefan Wolski            | mjr piech.          | OZ 18 DP          | Charków         |
| Józef Wroniecki          | kpt. piech.         | 71 pp             | Charków         |
| Roman Zniszczyński       | kpt. piech.         | 42 pp             | Charków         |

## Odznaka pamiątkowa
Odznaka o wymiarach 48×35 mm w kształcie stylizowanej tarczy herbowej z dwoma skrzyżowanymi mieczami. Na tarczy emaliowanej karmazynowo tłoczony orzeł typu Armii Polskiej we Francji z cyframi „1” i „8” oraz literą „K” emaliowanymi na biało. Odznaka dwuczęściowa wykonana w tombaku srebrzonym z kontrą, emaliowana, łączona na cztery druty, na rewersie numerowana.
Litera „K” upamiętniała dowódcę dywizji gen. Franciszka Krajowskiego.
Regulamin odznaki z 1920 r. przewidywał nadawanie odznak dla upamiętnienia ciężkich walk wszystkich żołnierzy, którzy służyli przez 3 miesiące na froncie od daty powstania dywizji. Prawo nadawania odznaki miał dowódca. Noszona była wyjątkowo na prawej stronie piersi. Z wnioskiem o ustanowienie odznaki wystąpił dowódca dywizji gen. Franciszek Krajowski 5 października 1920.
Zatwierdzona została Dz. Rozk. MSWojsk. nr 49, poz. 872 z 13 grudnia 1921. Wykonywał zakład grawerski Józefa Michrowskiego z Warszawy.

## Upamiętnienie
- Kuratorium Okręgu Szkolnego Warszawskiego pismem z dnia 21 września 1972 zatwierdziło nazwę szkoły: „Szkoła Podstawowa imienia 18 Dywizji Piechoty Ziemi Łomżyńskiej w Andrzejewie”[274]. 14 października 1973 na budynku szkoły umieszczono tablicę pamiątkową[275].
- Z dniem 11 czerwca 2008 18 batalion obrony terytorialnej przyjął i z honorem kultywował między innymi tradycje 18 Dywizji Piechoty[276].
- W pierwszych latach po zakończeniu wojny, na cmentarzu w Andrzejewie, zbiorową mogiłę żołnierzy 18 Dywizji Piechoty oddzielono siatką i postawiono trzy krzyże. W 1961 mogiły włączono w obszar cmentarza, a na początku lat 70. podjęto starania o wykonanie tablic z nazwiskami poległych żołnierzy oraz oddzielnego epitafium dla dowódcy dywizji gen. bryg. Stefana Kosseckiego i płk. Aleksandra Hertla. 26 września 1976 odbyło się otwarcie Mauzoleum, a poświęcenia dokonał ordynariusz łomżyński ks. bp. Mikołaj Sasinowski.
- Na murze kościoła w Andrzejewie widnieje tablica z 73 nazwiskami poległych żołnierzy.
- We wrześniu 2002 r. w Łętownicy odsłonięto pomnik upamiętniający heroizm żołnierzy 18 Dywizji Piechoty, ufundowany przez społeczeństwo Gminy Szumowo. Pomnik znajduje się w miejscu dawnej szkoły, w której we wrześniu 1939 był punkt medyczny[275].